# Висячие пешки
|   | a | b | c | d | e | f | g | h |   |
| - | --- | --- | --- | --- | --- | --- | --- | --- | - |
| 8 | a7 чёрная пешка · f7 чёрная пешка · g7 чёрная пешка · h7 чёрная пешка · b6 чёрная пешка · e6 чёрная пешка · c4 белая пешка · d4 белая пешка · a2 белая пешка · f2 белая пешка · g2 белая пешка · h2 белая пешка | a7 чёрная пешка · f7 чёрная пешка · g7 чёрная пешка · h7 чёрная пешка · b6 чёрная пешка · e6 чёрная пешка · c4 белая пешка · d4 белая пешка · a2 белая пешка · f2 белая пешка · g2 белая пешка · h2 белая пешка | a7 чёрная пешка · f7 чёрная пешка · g7 чёрная пешка · h7 чёрная пешка · b6 чёрная пешка · e6 чёрная пешка · c4 белая пешка · d4 белая пешка · a2 белая пешка · f2 белая пешка · g2 белая пешка · h2 белая пешка | a7 чёрная пешка · f7 чёрная пешка · g7 чёрная пешка · h7 чёрная пешка · b6 чёрная пешка · e6 чёрная пешка · c4 белая пешка · d4 белая пешка · a2 белая пешка · f2 белая пешка · g2 белая пешка · h2 белая пешка | a7 чёрная пешка · f7 чёрная пешка · g7 чёрная пешка · h7 чёрная пешка · b6 чёрная пешка · e6 чёрная пешка · c4 белая пешка · d4 белая пешка · a2 белая пешка · f2 белая пешка · g2 белая пешка · h2 белая пешка | a7 чёрная пешка · f7 чёрная пешка · g7 чёрная пешка · h7 чёрная пешка · b6 чёрная пешка · e6 чёрная пешка · c4 белая пешка · d4 белая пешка · a2 белая пешка · f2 белая пешка · g2 белая пешка · h2 белая пешка | a7 чёрная пешка · f7 чёрная пешка · g7 чёрная пешка · h7 чёрная пешка · b6 чёрная пешка · e6 чёрная пешка · c4 белая пешка · d4 белая пешка · a2 белая пешка · f2 белая пешка · g2 белая пешка · h2 белая пешка | a7 чёрная пешка · f7 чёрная пешка · g7 чёрная пешка · h7 чёрная пешка · b6 чёрная пешка · e6 чёрная пешка · c4 белая пешка · d4 белая пешка · a2 белая пешка · f2 белая пешка · g2 белая пешка · h2 белая пешка | 8 |
| 7 | a7 чёрная пешка · f7 чёрная пешка · g7 чёрная пешка · h7 чёрная пешка · b6 чёрная пешка · e6 чёрная пешка · c4 белая пешка · d4 белая пешка · a2 белая пешка · f2 белая пешка · g2 белая пешка · h2 белая пешка | a7 чёрная пешка · f7 чёрная пешка · g7 чёрная пешка · h7 чёрная пешка · b6 чёрная пешка · e6 чёрная пешка · c4 белая пешка · d4 белая пешка · a2 белая пешка · f2 белая пешка · g2 белая пешка · h2 белая пешка | a7 чёрная пешка · f7 чёрная пешка · g7 чёрная пешка · h7 чёрная пешка · b6 чёрная пешка · e6 чёрная пешка · c4 белая пешка · d4 белая пешка · a2 белая пешка · f2 белая пешка · g2 белая пешка · h2 белая пешка | a7 чёрная пешка · f7 чёрная пешка · g7 чёрная пешка · h7 чёрная пешка · b6 чёрная пешка · e6 чёрная пешка · c4 белая пешка · d4 белая пешка · a2 белая пешка · f2 белая пешка · g2 белая пешка · h2 белая пешка | a7 чёрная пешка · f7 чёрная пешка · g7 чёрная пешка · h7 чёрная пешка · b6 чёрная пешка · e6 чёрная пешка · c4 белая пешка · d4 белая пешка · a2 белая пешка · f2 белая пешка · g2 белая пешка · h2 белая пешка | a7 чёрная пешка · f7 чёрная пешка · g7 чёрная пешка · h7 чёрная пешка · b6 чёрная пешка · e6 чёрная пешка · c4 белая пешка · d4 белая пешка · a2 белая пешка · f2 белая пешка · g2 белая пешка · h2 белая пешка | a7 чёрная пешка · f7 чёрная пешка · g7 чёрная пешка · h7 чёрная пешка · b6 чёрная пешка · e6 чёрная пешка · c4 белая пешка · d4 белая пешка · a2 белая пешка · f2 белая пешка · g2 белая пешка · h2 белая пешка | a7 чёрная пешка · f7 чёрная пешка · g7 чёрная пешка · h7 чёрная пешка · b6 чёрная пешка · e6 чёрная пешка · c4 белая пешка · d4 белая пешка · a2 белая пешка · f2 белая пешка · g2 белая пешка · h2 белая пешка | 7 |
| 6 | a7 чёрная пешка · f7 чёрная пешка · g7 чёрная пешка · h7 чёрная пешка · b6 чёрная пешка · e6 чёрная пешка · c4 белая пешка · d4 белая пешка · a2 белая пешка · f2 белая пешка · g2 белая пешка · h2 белая пешка | a7 чёрная пешка · f7 чёрная пешка · g7 чёрная пешка · h7 чёрная пешка · b6 чёрная пешка · e6 чёрная пешка · c4 белая пешка · d4 белая пешка · a2 белая пешка · f2 белая пешка · g2 белая пешка · h2 белая пешка | a7 чёрная пешка · f7 чёрная пешка · g7 чёрная пешка · h7 чёрная пешка · b6 чёрная пешка · e6 чёрная пешка · c4 белая пешка · d4 белая пешка · a2 белая пешка · f2 белая пешка · g2 белая пешка · h2 белая пешка | a7 чёрная пешка · f7 чёрная пешка · g7 чёрная пешка · h7 чёрная пешка · b6 чёрная пешка · e6 чёрная пешка · c4 белая пешка · d4 белая пешка · a2 белая пешка · f2 белая пешка · g2 белая пешка · h2 белая пешка | a7 чёрная пешка · f7 чёрная пешка · g7 чёрная пешка · h7 чёрная пешка · b6 чёрная пешка · e6 чёрная пешка · c4 белая пешка · d4 белая пешка · a2 белая пешка · f2 белая пешка · g2 белая пешка · h2 белая пешка | a7 чёрная пешка · f7 чёрная пешка · g7 чёрная пешка · h7 чёрная пешка · b6 чёрная пешка · e6 чёрная пешка · c4 белая пешка · d4 белая пешка · a2 белая пешка · f2 белая пешка · g2 белая пешка · h2 белая пешка | a7 чёрная пешка · f7 чёрная пешка · g7 чёрная пешка · h7 чёрная пешка · b6 чёрная пешка · e6 чёрная пешка · c4 белая пешка · d4 белая пешка · a2 белая пешка · f2 белая пешка · g2 белая пешка · h2 белая пешка | a7 чёрная пешка · f7 чёрная пешка · g7 чёрная пешка · h7 чёрная пешка · b6 чёрная пешка · e6 чёрная пешка · c4 белая пешка · d4 белая пешка · a2 белая пешка · f2 белая пешка · g2 белая пешка · h2 белая пешка | 6 |
| 5 | a7 чёрная пешка · f7 чёрная пешка · g7 чёрная пешка · h7 чёрная пешка · b6 чёрная пешка · e6 чёрная пешка · c4 белая пешка · d4 белая пешка · a2 белая пешка · f2 белая пешка · g2 белая пешка · h2 белая пешка | a7 чёрная пешка · f7 чёрная пешка · g7 чёрная пешка · h7 чёрная пешка · b6 чёрная пешка · e6 чёрная пешка · c4 белая пешка · d4 белая пешка · a2 белая пешка · f2 белая пешка · g2 белая пешка · h2 белая пешка | a7 чёрная пешка · f7 чёрная пешка · g7 чёрная пешка · h7 чёрная пешка · b6 чёрная пешка · e6 чёрная пешка · c4 белая пешка · d4 белая пешка · a2 белая пешка · f2 белая пешка · g2 белая пешка · h2 белая пешка | a7 чёрная пешка · f7 чёрная пешка · g7 чёрная пешка · h7 чёрная пешка · b6 чёрная пешка · e6 чёрная пешка · c4 белая пешка · d4 белая пешка · a2 белая пешка · f2 белая пешка · g2 белая пешка · h2 белая пешка | a7 чёрная пешка · f7 чёрная пешка · g7 чёрная пешка · h7 чёрная пешка · b6 чёрная пешка · e6 чёрная пешка · c4 белая пешка · d4 белая пешка · a2 белая пешка · f2 белая пешка · g2 белая пешка · h2 белая пешка | a7 чёрная пешка · f7 чёрная пешка · g7 чёрная пешка · h7 чёрная пешка · b6 чёрная пешка · e6 чёрная пешка · c4 белая пешка · d4 белая пешка · a2 белая пешка · f2 белая пешка · g2 белая пешка · h2 белая пешка | a7 чёрная пешка · f7 чёрная пешка · g7 чёрная пешка · h7 чёрная пешка · b6 чёрная пешка · e6 чёрная пешка · c4 белая пешка · d4 белая пешка · a2 белая пешка · f2 белая пешка · g2 белая пешка · h2 белая пешка | a7 чёрная пешка · f7 чёрная пешка · g7 чёрная пешка · h7 чёрная пешка · b6 чёрная пешка · e6 чёрная пешка · c4 белая пешка · d4 белая пешка · a2 белая пешка · f2 белая пешка · g2 белая пешка · h2 белая пешка | 5 |
| 4 | a7 чёрная пешка · f7 чёрная пешка · g7 чёрная пешка · h7 чёрная пешка · b6 чёрная пешка · e6 чёрная пешка · c4 белая пешка · d4 белая пешка · a2 белая пешка · f2 белая пешка · g2 белая пешка · h2 белая пешка | a7 чёрная пешка · f7 чёрная пешка · g7 чёрная пешка · h7 чёрная пешка · b6 чёрная пешка · e6 чёрная пешка · c4 белая пешка · d4 белая пешка · a2 белая пешка · f2 белая пешка · g2 белая пешка · h2 белая пешка | a7 чёрная пешка · f7 чёрная пешка · g7 чёрная пешка · h7 чёрная пешка · b6 чёрная пешка · e6 чёрная пешка · c4 белая пешка · d4 белая пешка · a2 белая пешка · f2 белая пешка · g2 белая пешка · h2 белая пешка | a7 чёрная пешка · f7 чёрная пешка · g7 чёрная пешка · h7 чёрная пешка · b6 чёрная пешка · e6 чёрная пешка · c4 белая пешка · d4 белая пешка · a2 белая пешка · f2 белая пешка · g2 белая пешка · h2 белая пешка | a7 чёрная пешка · f7 чёрная пешка · g7 чёрная пешка · h7 чёрная пешка · b6 чёрная пешка · e6 чёрная пешка · c4 белая пешка · d4 белая пешка · a2 белая пешка · f2 белая пешка · g2 белая пешка · h2 белая пешка | a7 чёрная пешка · f7 чёрная пешка · g7 чёрная пешка · h7 чёрная пешка · b6 чёрная пешка · e6 чёрная пешка · c4 белая пешка · d4 белая пешка · a2 белая пешка · f2 белая пешка · g2 белая пешка · h2 белая пешка | a7 чёрная пешка · f7 чёрная пешка · g7 чёрная пешка · h7 чёрная пешка · b6 чёрная пешка · e6 чёрная пешка · c4 белая пешка · d4 белая пешка · a2 белая пешка · f2 белая пешка · g2 белая пешка · h2 белая пешка | a7 чёрная пешка · f7 чёрная пешка · g7 чёрная пешка · h7 чёрная пешка · b6 чёрная пешка · e6 чёрная пешка · c4 белая пешка · d4 белая пешка · a2 белая пешка · f2 белая пешка · g2 белая пешка · h2 белая пешка | 4 |
| 3 | a7 чёрная пешка · f7 чёрная пешка · g7 чёрная пешка · h7 чёрная пешка · b6 чёрная пешка · e6 чёрная пешка · c4 белая пешка · d4 белая пешка · a2 белая пешка · f2 белая пешка · g2 белая пешка · h2 белая пешка | a7 чёрная пешка · f7 чёрная пешка · g7 чёрная пешка · h7 чёрная пешка · b6 чёрная пешка · e6 чёрная пешка · c4 белая пешка · d4 белая пешка · a2 белая пешка · f2 белая пешка · g2 белая пешка · h2 белая пешка | a7 чёрная пешка · f7 чёрная пешка · g7 чёрная пешка · h7 чёрная пешка · b6 чёрная пешка · e6 чёрная пешка · c4 белая пешка · d4 белая пешка · a2 белая пешка · f2 белая пешка · g2 белая пешка · h2 белая пешка | a7 чёрная пешка · f7 чёрная пешка · g7 чёрная пешка · h7 чёрная пешка · b6 чёрная пешка · e6 чёрная пешка · c4 белая пешка · d4 белая пешка · a2 белая пешка · f2 белая пешка · g2 белая пешка · h2 белая пешка | a7 чёрная пешка · f7 чёрная пешка · g7 чёрная пешка · h7 чёрная пешка · b6 чёрная пешка · e6 чёрная пешка · c4 белая пешка · d4 белая пешка · a2 белая пешка · f2 белая пешка · g2 белая пешка · h2 белая пешка | a7 чёрная пешка · f7 чёрная пешка · g7 чёрная пешка · h7 чёрная пешка · b6 чёрная пешка · e6 чёрная пешка · c4 белая пешка · d4 белая пешка · a2 белая пешка · f2 белая пешка · g2 белая пешка · h2 белая пешка | a7 чёрная пешка · f7 чёрная пешка · g7 чёрная пешка · h7 чёрная пешка · b6 чёрная пешка · e6 чёрная пешка · c4 белая пешка · d4 белая пешка · a2 белая пешка · f2 белая пешка · g2 белая пешка · h2 белая пешка | a7 чёрная пешка · f7 чёрная пешка · g7 чёрная пешка · h7 чёрная пешка · b6 чёрная пешка · e6 чёрная пешка · c4 белая пешка · d4 белая пешка · a2 белая пешка · f2 белая пешка · g2 белая пешка · h2 белая пешка | 3 |
| 2 | a7 чёрная пешка · f7 чёрная пешка · g7 чёрная пешка · h7 чёрная пешка · b6 чёрная пешка · e6 чёрная пешка · c4 белая пешка · d4 белая пешка · a2 белая пешка · f2 белая пешка · g2 белая пешка · h2 белая пешка | a7 чёрная пешка · f7 чёрная пешка · g7 чёрная пешка · h7 чёрная пешка · b6 чёрная пешка · e6 чёрная пешка · c4 белая пешка · d4 белая пешка · a2 белая пешка · f2 белая пешка · g2 белая пешка · h2 белая пешка | a7 чёрная пешка · f7 чёрная пешка · g7 чёрная пешка · h7 чёрная пешка · b6 чёрная пешка · e6 чёрная пешка · c4 белая пешка · d4 белая пешка · a2 белая пешка · f2 белая пешка · g2 белая пешка · h2 белая пешка | a7 чёрная пешка · f7 чёрная пешка · g7 чёрная пешка · h7 чёрная пешка · b6 чёрная пешка · e6 чёрная пешка · c4 белая пешка · d4 белая пешка · a2 белая пешка · f2 белая пешка · g2 белая пешка · h2 белая пешка | a7 чёрная пешка · f7 чёрная пешка · g7 чёрная пешка · h7 чёрная пешка · b6 чёрная пешка · e6 чёрная пешка · c4 белая пешка · d4 белая пешка · a2 белая пешка · f2 белая пешка · g2 белая пешка · h2 белая пешка | a7 чёрная пешка · f7 чёрная пешка · g7 чёрная пешка · h7 чёрная пешка · b6 чёрная пешка · e6 чёрная пешка · c4 белая пешка · d4 белая пешка · a2 белая пешка · f2 белая пешка · g2 белая пешка · h2 белая пешка | a7 чёрная пешка · f7 чёрная пешка · g7 чёрная пешка · h7 чёрная пешка · b6 чёрная пешка · e6 чёрная пешка · c4 белая пешка · d4 белая пешка · a2 белая пешка · f2 белая пешка · g2 белая пешка · h2 белая пешка | a7 чёрная пешка · f7 чёрная пешка · g7 чёрная пешка · h7 чёрная пешка · b6 чёрная пешка · e6 чёрная пешка · c4 белая пешка · d4 белая пешка · a2 белая пешка · f2 белая пешка · g2 белая пешка · h2 белая пешка | 2 |
| 1 | a7 чёрная пешка · f7 чёрная пешка · g7 чёрная пешка · h7 чёрная пешка · b6 чёрная пешка · e6 чёрная пешка · c4 белая пешка · d4 белая пешка · a2 белая пешка · f2 белая пешка · g2 белая пешка · h2 белая пешка | a7 чёрная пешка · f7 чёрная пешка · g7 чёрная пешка · h7 чёрная пешка · b6 чёрная пешка · e6 чёрная пешка · c4 белая пешка · d4 белая пешка · a2 белая пешка · f2 белая пешка · g2 белая пешка · h2 белая пешка | a7 чёрная пешка · f7 чёрная пешка · g7 чёрная пешка · h7 чёрная пешка · b6 чёрная пешка · e6 чёрная пешка · c4 белая пешка · d4 белая пешка · a2 белая пешка · f2 белая пешка · g2 белая пешка · h2 белая пешка | a7 чёрная пешка · f7 чёрная пешка · g7 чёрная пешка · h7 чёрная пешка · b6 чёрная пешка · e6 чёрная пешка · c4 белая пешка · d4 белая пешка · a2 белая пешка · f2 белая пешка · g2 белая пешка · h2 белая пешка | a7 чёрная пешка · f7 чёрная пешка · g7 чёрная пешка · h7 чёрная пешка · b6 чёрная пешка · e6 чёрная пешка · c4 белая пешка · d4 белая пешка · a2 белая пешка · f2 белая пешка · g2 белая пешка · h2 белая пешка | a7 чёрная пешка · f7 чёрная пешка · g7 чёрная пешка · h7 чёрная пешка · b6 чёрная пешка · e6 чёрная пешка · c4 белая пешка · d4 белая пешка · a2 белая пешка · f2 белая пешка · g2 белая пешка · h2 белая пешка | a7 чёрная пешка · f7 чёрная пешка · g7 чёрная пешка · h7 чёрная пешка · b6 чёрная пешка · e6 чёрная пешка · c4 белая пешка · d4 белая пешка · a2 белая пешка · f2 белая пешка · g2 белая пешка · h2 белая пешка | a7 чёрная пешка · f7 чёрная пешка · g7 чёрная пешка · h7 чёрная пешка · b6 чёрная пешка · e6 чёрная пешка · c4 белая пешка · d4 белая пешка · a2 белая пешка · f2 белая пешка · g2 белая пешка · h2 белая пешка | 1 |
|   | a | b | c | d | e | f | g | h |   |

|   | a | b | c | d | e | f | g | h |   |
| - | --- | --- | --- | --- | --- | --- | --- | --- | - |
| 8 | a8 чёрная ладья · d8 чёрный ферзь · f8 чёрная ладья · g8 чёрный король · a7 чёрная пешка · b7 чёрный слон · d7 чёрный конь · e7 чёрный слон · f7 чёрная пешка · g7 чёрная пешка · f6 чёрный конь · h6 чёрная пешка · c5 чёрная пешка · d5 чёрная пешка · h4 белый слон · c3 белый конь · e3 белая пешка · f3 белый конь · a2 белая пешка · b2 белая пешка · e2 белый слон · f2 белая пешка · g2 белая пешка · h2 белая пешка · c1 белая ладья · d1 белый ферзь · f1 белая ладья · g1 белый король | a8 чёрная ладья · d8 чёрный ферзь · f8 чёрная ладья · g8 чёрный король · a7 чёрная пешка · b7 чёрный слон · d7 чёрный конь · e7 чёрный слон · f7 чёрная пешка · g7 чёрная пешка · f6 чёрный конь · h6 чёрная пешка · c5 чёрная пешка · d5 чёрная пешка · h4 белый слон · c3 белый конь · e3 белая пешка · f3 белый конь · a2 белая пешка · b2 белая пешка · e2 белый слон · f2 белая пешка · g2 белая пешка · h2 белая пешка · c1 белая ладья · d1 белый ферзь · f1 белая ладья · g1 белый король | a8 чёрная ладья · d8 чёрный ферзь · f8 чёрная ладья · g8 чёрный король · a7 чёрная пешка · b7 чёрный слон · d7 чёрный конь · e7 чёрный слон · f7 чёрная пешка · g7 чёрная пешка · f6 чёрный конь · h6 чёрная пешка · c5 чёрная пешка · d5 чёрная пешка · h4 белый слон · c3 белый конь · e3 белая пешка · f3 белый конь · a2 белая пешка · b2 белая пешка · e2 белый слон · f2 белая пешка · g2 белая пешка · h2 белая пешка · c1 белая ладья · d1 белый ферзь · f1 белая ладья · g1 белый король | a8 чёрная ладья · d8 чёрный ферзь · f8 чёрная ладья · g8 чёрный король · a7 чёрная пешка · b7 чёрный слон · d7 чёрный конь · e7 чёрный слон · f7 чёрная пешка · g7 чёрная пешка · f6 чёрный конь · h6 чёрная пешка · c5 чёрная пешка · d5 чёрная пешка · h4 белый слон · c3 белый конь · e3 белая пешка · f3 белый конь · a2 белая пешка · b2 белая пешка · e2 белый слон · f2 белая пешка · g2 белая пешка · h2 белая пешка · c1 белая ладья · d1 белый ферзь · f1 белая ладья · g1 белый король | a8 чёрная ладья · d8 чёрный ферзь · f8 чёрная ладья · g8 чёрный король · a7 чёрная пешка · b7 чёрный слон · d7 чёрный конь · e7 чёрный слон · f7 чёрная пешка · g7 чёрная пешка · f6 чёрный конь · h6 чёрная пешка · c5 чёрная пешка · d5 чёрная пешка · h4 белый слон · c3 белый конь · e3 белая пешка · f3 белый конь · a2 белая пешка · b2 белая пешка · e2 белый слон · f2 белая пешка · g2 белая пешка · h2 белая пешка · c1 белая ладья · d1 белый ферзь · f1 белая ладья · g1 белый король | a8 чёрная ладья · d8 чёрный ферзь · f8 чёрная ладья · g8 чёрный король · a7 чёрная пешка · b7 чёрный слон · d7 чёрный конь · e7 чёрный слон · f7 чёрная пешка · g7 чёрная пешка · f6 чёрный конь · h6 чёрная пешка · c5 чёрная пешка · d5 чёрная пешка · h4 белый слон · c3 белый конь · e3 белая пешка · f3 белый конь · a2 белая пешка · b2 белая пешка · e2 белый слон · f2 белая пешка · g2 белая пешка · h2 белая пешка · c1 белая ладья · d1 белый ферзь · f1 белая ладья · g1 белый король | a8 чёрная ладья · d8 чёрный ферзь · f8 чёрная ладья · g8 чёрный король · a7 чёрная пешка · b7 чёрный слон · d7 чёрный конь · e7 чёрный слон · f7 чёрная пешка · g7 чёрная пешка · f6 чёрный конь · h6 чёрная пешка · c5 чёрная пешка · d5 чёрная пешка · h4 белый слон · c3 белый конь · e3 белая пешка · f3 белый конь · a2 белая пешка · b2 белая пешка · e2 белый слон · f2 белая пешка · g2 белая пешка · h2 белая пешка · c1 белая ладья · d1 белый ферзь · f1 белая ладья · g1 белый король | a8 чёрная ладья · d8 чёрный ферзь · f8 чёрная ладья · g8 чёрный король · a7 чёрная пешка · b7 чёрный слон · d7 чёрный конь · e7 чёрный слон · f7 чёрная пешка · g7 чёрная пешка · f6 чёрный конь · h6 чёрная пешка · c5 чёрная пешка · d5 чёрная пешка · h4 белый слон · c3 белый конь · e3 белая пешка · f3 белый конь · a2 белая пешка · b2 белая пешка · e2 белый слон · f2 белая пешка · g2 белая пешка · h2 белая пешка · c1 белая ладья · d1 белый ферзь · f1 белая ладья · g1 белый король | 8 |
| 7 | a8 чёрная ладья · d8 чёрный ферзь · f8 чёрная ладья · g8 чёрный король · a7 чёрная пешка · b7 чёрный слон · d7 чёрный конь · e7 чёрный слон · f7 чёрная пешка · g7 чёрная пешка · f6 чёрный конь · h6 чёрная пешка · c5 чёрная пешка · d5 чёрная пешка · h4 белый слон · c3 белый конь · e3 белая пешка · f3 белый конь · a2 белая пешка · b2 белая пешка · e2 белый слон · f2 белая пешка · g2 белая пешка · h2 белая пешка · c1 белая ладья · d1 белый ферзь · f1 белая ладья · g1 белый король | a8 чёрная ладья · d8 чёрный ферзь · f8 чёрная ладья · g8 чёрный король · a7 чёрная пешка · b7 чёрный слон · d7 чёрный конь · e7 чёрный слон · f7 чёрная пешка · g7 чёрная пешка · f6 чёрный конь · h6 чёрная пешка · c5 чёрная пешка · d5 чёрная пешка · h4 белый слон · c3 белый конь · e3 белая пешка · f3 белый конь · a2 белая пешка · b2 белая пешка · e2 белый слон · f2 белая пешка · g2 белая пешка · h2 белая пешка · c1 белая ладья · d1 белый ферзь · f1 белая ладья · g1 белый король | a8 чёрная ладья · d8 чёрный ферзь · f8 чёрная ладья · g8 чёрный король · a7 чёрная пешка · b7 чёрный слон · d7 чёрный конь · e7 чёрный слон · f7 чёрная пешка · g7 чёрная пешка · f6 чёрный конь · h6 чёрная пешка · c5 чёрная пешка · d5 чёрная пешка · h4 белый слон · c3 белый конь · e3 белая пешка · f3 белый конь · a2 белая пешка · b2 белая пешка · e2 белый слон · f2 белая пешка · g2 белая пешка · h2 белая пешка · c1 белая ладья · d1 белый ферзь · f1 белая ладья · g1 белый король | a8 чёрная ладья · d8 чёрный ферзь · f8 чёрная ладья · g8 чёрный король · a7 чёрная пешка · b7 чёрный слон · d7 чёрный конь · e7 чёрный слон · f7 чёрная пешка · g7 чёрная пешка · f6 чёрный конь · h6 чёрная пешка · c5 чёрная пешка · d5 чёрная пешка · h4 белый слон · c3 белый конь · e3 белая пешка · f3 белый конь · a2 белая пешка · b2 белая пешка · e2 белый слон · f2 белая пешка · g2 белая пешка · h2 белая пешка · c1 белая ладья · d1 белый ферзь · f1 белая ладья · g1 белый король | a8 чёрная ладья · d8 чёрный ферзь · f8 чёрная ладья · g8 чёрный король · a7 чёрная пешка · b7 чёрный слон · d7 чёрный конь · e7 чёрный слон · f7 чёрная пешка · g7 чёрная пешка · f6 чёрный конь · h6 чёрная пешка · c5 чёрная пешка · d5 чёрная пешка · h4 белый слон · c3 белый конь · e3 белая пешка · f3 белый конь · a2 белая пешка · b2 белая пешка · e2 белый слон · f2 белая пешка · g2 белая пешка · h2 белая пешка · c1 белая ладья · d1 белый ферзь · f1 белая ладья · g1 белый король | a8 чёрная ладья · d8 чёрный ферзь · f8 чёрная ладья · g8 чёрный король · a7 чёрная пешка · b7 чёрный слон · d7 чёрный конь · e7 чёрный слон · f7 чёрная пешка · g7 чёрная пешка · f6 чёрный конь · h6 чёрная пешка · c5 чёрная пешка · d5 чёрная пешка · h4 белый слон · c3 белый конь · e3 белая пешка · f3 белый конь · a2 белая пешка · b2 белая пешка · e2 белый слон · f2 белая пешка · g2 белая пешка · h2 белая пешка · c1 белая ладья · d1 белый ферзь · f1 белая ладья · g1 белый король | a8 чёрная ладья · d8 чёрный ферзь · f8 чёрная ладья · g8 чёрный король · a7 чёрная пешка · b7 чёрный слон · d7 чёрный конь · e7 чёрный слон · f7 чёрная пешка · g7 чёрная пешка · f6 чёрный конь · h6 чёрная пешка · c5 чёрная пешка · d5 чёрная пешка · h4 белый слон · c3 белый конь · e3 белая пешка · f3 белый конь · a2 белая пешка · b2 белая пешка · e2 белый слон · f2 белая пешка · g2 белая пешка · h2 белая пешка · c1 белая ладья · d1 белый ферзь · f1 белая ладья · g1 белый король | a8 чёрная ладья · d8 чёрный ферзь · f8 чёрная ладья · g8 чёрный король · a7 чёрная пешка · b7 чёрный слон · d7 чёрный конь · e7 чёрный слон · f7 чёрная пешка · g7 чёрная пешка · f6 чёрный конь · h6 чёрная пешка · c5 чёрная пешка · d5 чёрная пешка · h4 белый слон · c3 белый конь · e3 белая пешка · f3 белый конь · a2 белая пешка · b2 белая пешка · e2 белый слон · f2 белая пешка · g2 белая пешка · h2 белая пешка · c1 белая ладья · d1 белый ферзь · f1 белая ладья · g1 белый король | 7 |
| 6 | a8 чёрная ладья · d8 чёрный ферзь · f8 чёрная ладья · g8 чёрный король · a7 чёрная пешка · b7 чёрный слон · d7 чёрный конь · e7 чёрный слон · f7 чёрная пешка · g7 чёрная пешка · f6 чёрный конь · h6 чёрная пешка · c5 чёрная пешка · d5 чёрная пешка · h4 белый слон · c3 белый конь · e3 белая пешка · f3 белый конь · a2 белая пешка · b2 белая пешка · e2 белый слон · f2 белая пешка · g2 белая пешка · h2 белая пешка · c1 белая ладья · d1 белый ферзь · f1 белая ладья · g1 белый король | a8 чёрная ладья · d8 чёрный ферзь · f8 чёрная ладья · g8 чёрный король · a7 чёрная пешка · b7 чёрный слон · d7 чёрный конь · e7 чёрный слон · f7 чёрная пешка · g7 чёрная пешка · f6 чёрный конь · h6 чёрная пешка · c5 чёрная пешка · d5 чёрная пешка · h4 белый слон · c3 белый конь · e3 белая пешка · f3 белый конь · a2 белая пешка · b2 белая пешка · e2 белый слон · f2 белая пешка · g2 белая пешка · h2 белая пешка · c1 белая ладья · d1 белый ферзь · f1 белая ладья · g1 белый король | a8 чёрная ладья · d8 чёрный ферзь · f8 чёрная ладья · g8 чёрный король · a7 чёрная пешка · b7 чёрный слон · d7 чёрный конь · e7 чёрный слон · f7 чёрная пешка · g7 чёрная пешка · f6 чёрный конь · h6 чёрная пешка · c5 чёрная пешка · d5 чёрная пешка · h4 белый слон · c3 белый конь · e3 белая пешка · f3 белый конь · a2 белая пешка · b2 белая пешка · e2 белый слон · f2 белая пешка · g2 белая пешка · h2 белая пешка · c1 белая ладья · d1 белый ферзь · f1 белая ладья · g1 белый король | a8 чёрная ладья · d8 чёрный ферзь · f8 чёрная ладья · g8 чёрный король · a7 чёрная пешка · b7 чёрный слон · d7 чёрный конь · e7 чёрный слон · f7 чёрная пешка · g7 чёрная пешка · f6 чёрный конь · h6 чёрная пешка · c5 чёрная пешка · d5 чёрная пешка · h4 белый слон · c3 белый конь · e3 белая пешка · f3 белый конь · a2 белая пешка · b2 белая пешка · e2 белый слон · f2 белая пешка · g2 белая пешка · h2 белая пешка · c1 белая ладья · d1 белый ферзь · f1 белая ладья · g1 белый король | a8 чёрная ладья · d8 чёрный ферзь · f8 чёрная ладья · g8 чёрный король · a7 чёрная пешка · b7 чёрный слон · d7 чёрный конь · e7 чёрный слон · f7 чёрная пешка · g7 чёрная пешка · f6 чёрный конь · h6 чёрная пешка · c5 чёрная пешка · d5 чёрная пешка · h4 белый слон · c3 белый конь · e3 белая пешка · f3 белый конь · a2 белая пешка · b2 белая пешка · e2 белый слон · f2 белая пешка · g2 белая пешка · h2 белая пешка · c1 белая ладья · d1 белый ферзь · f1 белая ладья · g1 белый король | a8 чёрная ладья · d8 чёрный ферзь · f8 чёрная ладья · g8 чёрный король · a7 чёрная пешка · b7 чёрный слон · d7 чёрный конь · e7 чёрный слон · f7 чёрная пешка · g7 чёрная пешка · f6 чёрный конь · h6 чёрная пешка · c5 чёрная пешка · d5 чёрная пешка · h4 белый слон · c3 белый конь · e3 белая пешка · f3 белый конь · a2 белая пешка · b2 белая пешка · e2 белый слон · f2 белая пешка · g2 белая пешка · h2 белая пешка · c1 белая ладья · d1 белый ферзь · f1 белая ладья · g1 белый король | a8 чёрная ладья · d8 чёрный ферзь · f8 чёрная ладья · g8 чёрный король · a7 чёрная пешка · b7 чёрный слон · d7 чёрный конь · e7 чёрный слон · f7 чёрная пешка · g7 чёрная пешка · f6 чёрный конь · h6 чёрная пешка · c5 чёрная пешка · d5 чёрная пешка · h4 белый слон · c3 белый конь · e3 белая пешка · f3 белый конь · a2 белая пешка · b2 белая пешка · e2 белый слон · f2 белая пешка · g2 белая пешка · h2 белая пешка · c1 белая ладья · d1 белый ферзь · f1 белая ладья · g1 белый король | a8 чёрная ладья · d8 чёрный ферзь · f8 чёрная ладья · g8 чёрный король · a7 чёрная пешка · b7 чёрный слон · d7 чёрный конь · e7 чёрный слон · f7 чёрная пешка · g7 чёрная пешка · f6 чёрный конь · h6 чёрная пешка · c5 чёрная пешка · d5 чёрная пешка · h4 белый слон · c3 белый конь · e3 белая пешка · f3 белый конь · a2 белая пешка · b2 белая пешка · e2 белый слон · f2 белая пешка · g2 белая пешка · h2 белая пешка · c1 белая ладья · d1 белый ферзь · f1 белая ладья · g1 белый король | 6 |
| 5 | a8 чёрная ладья · d8 чёрный ферзь · f8 чёрная ладья · g8 чёрный король · a7 чёрная пешка · b7 чёрный слон · d7 чёрный конь · e7 чёрный слон · f7 чёрная пешка · g7 чёрная пешка · f6 чёрный конь · h6 чёрная пешка · c5 чёрная пешка · d5 чёрная пешка · h4 белый слон · c3 белый конь · e3 белая пешка · f3 белый конь · a2 белая пешка · b2 белая пешка · e2 белый слон · f2 белая пешка · g2 белая пешка · h2 белая пешка · c1 белая ладья · d1 белый ферзь · f1 белая ладья · g1 белый король | a8 чёрная ладья · d8 чёрный ферзь · f8 чёрная ладья · g8 чёрный король · a7 чёрная пешка · b7 чёрный слон · d7 чёрный конь · e7 чёрный слон · f7 чёрная пешка · g7 чёрная пешка · f6 чёрный конь · h6 чёрная пешка · c5 чёрная пешка · d5 чёрная пешка · h4 белый слон · c3 белый конь · e3 белая пешка · f3 белый конь · a2 белая пешка · b2 белая пешка · e2 белый слон · f2 белая пешка · g2 белая пешка · h2 белая пешка · c1 белая ладья · d1 белый ферзь · f1 белая ладья · g1 белый король | a8 чёрная ладья · d8 чёрный ферзь · f8 чёрная ладья · g8 чёрный король · a7 чёрная пешка · b7 чёрный слон · d7 чёрный конь · e7 чёрный слон · f7 чёрная пешка · g7 чёрная пешка · f6 чёрный конь · h6 чёрная пешка · c5 чёрная пешка · d5 чёрная пешка · h4 белый слон · c3 белый конь · e3 белая пешка · f3 белый конь · a2 белая пешка · b2 белая пешка · e2 белый слон · f2 белая пешка · g2 белая пешка · h2 белая пешка · c1 белая ладья · d1 белый ферзь · f1 белая ладья · g1 белый король | a8 чёрная ладья · d8 чёрный ферзь · f8 чёрная ладья · g8 чёрный король · a7 чёрная пешка · b7 чёрный слон · d7 чёрный конь · e7 чёрный слон · f7 чёрная пешка · g7 чёрная пешка · f6 чёрный конь · h6 чёрная пешка · c5 чёрная пешка · d5 чёрная пешка · h4 белый слон · c3 белый конь · e3 белая пешка · f3 белый конь · a2 белая пешка · b2 белая пешка · e2 белый слон · f2 белая пешка · g2 белая пешка · h2 белая пешка · c1 белая ладья · d1 белый ферзь · f1 белая ладья · g1 белый король | a8 чёрная ладья · d8 чёрный ферзь · f8 чёрная ладья · g8 чёрный король · a7 чёрная пешка · b7 чёрный слон · d7 чёрный конь · e7 чёрный слон · f7 чёрная пешка · g7 чёрная пешка · f6 чёрный конь · h6 чёрная пешка · c5 чёрная пешка · d5 чёрная пешка · h4 белый слон · c3 белый конь · e3 белая пешка · f3 белый конь · a2 белая пешка · b2 белая пешка · e2 белый слон · f2 белая пешка · g2 белая пешка · h2 белая пешка · c1 белая ладья · d1 белый ферзь · f1 белая ладья · g1 белый король | a8 чёрная ладья · d8 чёрный ферзь · f8 чёрная ладья · g8 чёрный король · a7 чёрная пешка · b7 чёрный слон · d7 чёрный конь · e7 чёрный слон · f7 чёрная пешка · g7 чёрная пешка · f6 чёрный конь · h6 чёрная пешка · c5 чёрная пешка · d5 чёрная пешка · h4 белый слон · c3 белый конь · e3 белая пешка · f3 белый конь · a2 белая пешка · b2 белая пешка · e2 белый слон · f2 белая пешка · g2 белая пешка · h2 белая пешка · c1 белая ладья · d1 белый ферзь · f1 белая ладья · g1 белый король | a8 чёрная ладья · d8 чёрный ферзь · f8 чёрная ладья · g8 чёрный король · a7 чёрная пешка · b7 чёрный слон · d7 чёрный конь · e7 чёрный слон · f7 чёрная пешка · g7 чёрная пешка · f6 чёрный конь · h6 чёрная пешка · c5 чёрная пешка · d5 чёрная пешка · h4 белый слон · c3 белый конь · e3 белая пешка · f3 белый конь · a2 белая пешка · b2 белая пешка · e2 белый слон · f2 белая пешка · g2 белая пешка · h2 белая пешка · c1 белая ладья · d1 белый ферзь · f1 белая ладья · g1 белый король | a8 чёрная ладья · d8 чёрный ферзь · f8 чёрная ладья · g8 чёрный король · a7 чёрная пешка · b7 чёрный слон · d7 чёрный конь · e7 чёрный слон · f7 чёрная пешка · g7 чёрная пешка · f6 чёрный конь · h6 чёрная пешка · c5 чёрная пешка · d5 чёрная пешка · h4 белый слон · c3 белый конь · e3 белая пешка · f3 белый конь · a2 белая пешка · b2 белая пешка · e2 белый слон · f2 белая пешка · g2 белая пешка · h2 белая пешка · c1 белая ладья · d1 белый ферзь · f1 белая ладья · g1 белый король | 5 |
| 4 | a8 чёрная ладья · d8 чёрный ферзь · f8 чёрная ладья · g8 чёрный король · a7 чёрная пешка · b7 чёрный слон · d7 чёрный конь · e7 чёрный слон · f7 чёрная пешка · g7 чёрная пешка · f6 чёрный конь · h6 чёрная пешка · c5 чёрная пешка · d5 чёрная пешка · h4 белый слон · c3 белый конь · e3 белая пешка · f3 белый конь · a2 белая пешка · b2 белая пешка · e2 белый слон · f2 белая пешка · g2 белая пешка · h2 белая пешка · c1 белая ладья · d1 белый ферзь · f1 белая ладья · g1 белый король | a8 чёрная ладья · d8 чёрный ферзь · f8 чёрная ладья · g8 чёрный король · a7 чёрная пешка · b7 чёрный слон · d7 чёрный конь · e7 чёрный слон · f7 чёрная пешка · g7 чёрная пешка · f6 чёрный конь · h6 чёрная пешка · c5 чёрная пешка · d5 чёрная пешка · h4 белый слон · c3 белый конь · e3 белая пешка · f3 белый конь · a2 белая пешка · b2 белая пешка · e2 белый слон · f2 белая пешка · g2 белая пешка · h2 белая пешка · c1 белая ладья · d1 белый ферзь · f1 белая ладья · g1 белый король | a8 чёрная ладья · d8 чёрный ферзь · f8 чёрная ладья · g8 чёрный король · a7 чёрная пешка · b7 чёрный слон · d7 чёрный конь · e7 чёрный слон · f7 чёрная пешка · g7 чёрная пешка · f6 чёрный конь · h6 чёрная пешка · c5 чёрная пешка · d5 чёрная пешка · h4 белый слон · c3 белый конь · e3 белая пешка · f3 белый конь · a2 белая пешка · b2 белая пешка · e2 белый слон · f2 белая пешка · g2 белая пешка · h2 белая пешка · c1 белая ладья · d1 белый ферзь · f1 белая ладья · g1 белый король | a8 чёрная ладья · d8 чёрный ферзь · f8 чёрная ладья · g8 чёрный король · a7 чёрная пешка · b7 чёрный слон · d7 чёрный конь · e7 чёрный слон · f7 чёрная пешка · g7 чёрная пешка · f6 чёрный конь · h6 чёрная пешка · c5 чёрная пешка · d5 чёрная пешка · h4 белый слон · c3 белый конь · e3 белая пешка · f3 белый конь · a2 белая пешка · b2 белая пешка · e2 белый слон · f2 белая пешка · g2 белая пешка · h2 белая пешка · c1 белая ладья · d1 белый ферзь · f1 белая ладья · g1 белый король | a8 чёрная ладья · d8 чёрный ферзь · f8 чёрная ладья · g8 чёрный король · a7 чёрная пешка · b7 чёрный слон · d7 чёрный конь · e7 чёрный слон · f7 чёрная пешка · g7 чёрная пешка · f6 чёрный конь · h6 чёрная пешка · c5 чёрная пешка · d5 чёрная пешка · h4 белый слон · c3 белый конь · e3 белая пешка · f3 белый конь · a2 белая пешка · b2 белая пешка · e2 белый слон · f2 белая пешка · g2 белая пешка · h2 белая пешка · c1 белая ладья · d1 белый ферзь · f1 белая ладья · g1 белый король | a8 чёрная ладья · d8 чёрный ферзь · f8 чёрная ладья · g8 чёрный король · a7 чёрная пешка · b7 чёрный слон · d7 чёрный конь · e7 чёрный слон · f7 чёрная пешка · g7 чёрная пешка · f6 чёрный конь · h6 чёрная пешка · c5 чёрная пешка · d5 чёрная пешка · h4 белый слон · c3 белый конь · e3 белая пешка · f3 белый конь · a2 белая пешка · b2 белая пешка · e2 белый слон · f2 белая пешка · g2 белая пешка · h2 белая пешка · c1 белая ладья · d1 белый ферзь · f1 белая ладья · g1 белый король | a8 чёрная ладья · d8 чёрный ферзь · f8 чёрная ладья · g8 чёрный король · a7 чёрная пешка · b7 чёрный слон · d7 чёрный конь · e7 чёрный слон · f7 чёрная пешка · g7 чёрная пешка · f6 чёрный конь · h6 чёрная пешка · c5 чёрная пешка · d5 чёрная пешка · h4 белый слон · c3 белый конь · e3 белая пешка · f3 белый конь · a2 белая пешка · b2 белая пешка · e2 белый слон · f2 белая пешка · g2 белая пешка · h2 белая пешка · c1 белая ладья · d1 белый ферзь · f1 белая ладья · g1 белый король | a8 чёрная ладья · d8 чёрный ферзь · f8 чёрная ладья · g8 чёрный король · a7 чёрная пешка · b7 чёрный слон · d7 чёрный конь · e7 чёрный слон · f7 чёрная пешка · g7 чёрная пешка · f6 чёрный конь · h6 чёрная пешка · c5 чёрная пешка · d5 чёрная пешка · h4 белый слон · c3 белый конь · e3 белая пешка · f3 белый конь · a2 белая пешка · b2 белая пешка · e2 белый слон · f2 белая пешка · g2 белая пешка · h2 белая пешка · c1 белая ладья · d1 белый ферзь · f1 белая ладья · g1 белый король | 4 |
| 3 | a8 чёрная ладья · d8 чёрный ферзь · f8 чёрная ладья · g8 чёрный король · a7 чёрная пешка · b7 чёрный слон · d7 чёрный конь · e7 чёрный слон · f7 чёрная пешка · g7 чёрная пешка · f6 чёрный конь · h6 чёрная пешка · c5 чёрная пешка · d5 чёрная пешка · h4 белый слон · c3 белый конь · e3 белая пешка · f3 белый конь · a2 белая пешка · b2 белая пешка · e2 белый слон · f2 белая пешка · g2 белая пешка · h2 белая пешка · c1 белая ладья · d1 белый ферзь · f1 белая ладья · g1 белый король | a8 чёрная ладья · d8 чёрный ферзь · f8 чёрная ладья · g8 чёрный король · a7 чёрная пешка · b7 чёрный слон · d7 чёрный конь · e7 чёрный слон · f7 чёрная пешка · g7 чёрная пешка · f6 чёрный конь · h6 чёрная пешка · c5 чёрная пешка · d5 чёрная пешка · h4 белый слон · c3 белый конь · e3 белая пешка · f3 белый конь · a2 белая пешка · b2 белая пешка · e2 белый слон · f2 белая пешка · g2 белая пешка · h2 белая пешка · c1 белая ладья · d1 белый ферзь · f1 белая ладья · g1 белый король | a8 чёрная ладья · d8 чёрный ферзь · f8 чёрная ладья · g8 чёрный король · a7 чёрная пешка · b7 чёрный слон · d7 чёрный конь · e7 чёрный слон · f7 чёрная пешка · g7 чёрная пешка · f6 чёрный конь · h6 чёрная пешка · c5 чёрная пешка · d5 чёрная пешка · h4 белый слон · c3 белый конь · e3 белая пешка · f3 белый конь · a2 белая пешка · b2 белая пешка · e2 белый слон · f2 белая пешка · g2 белая пешка · h2 белая пешка · c1 белая ладья · d1 белый ферзь · f1 белая ладья · g1 белый король | a8 чёрная ладья · d8 чёрный ферзь · f8 чёрная ладья · g8 чёрный король · a7 чёрная пешка · b7 чёрный слон · d7 чёрный конь · e7 чёрный слон · f7 чёрная пешка · g7 чёрная пешка · f6 чёрный конь · h6 чёрная пешка · c5 чёрная пешка · d5 чёрная пешка · h4 белый слон · c3 белый конь · e3 белая пешка · f3 белый конь · a2 белая пешка · b2 белая пешка · e2 белый слон · f2 белая пешка · g2 белая пешка · h2 белая пешка · c1 белая ладья · d1 белый ферзь · f1 белая ладья · g1 белый король | a8 чёрная ладья · d8 чёрный ферзь · f8 чёрная ладья · g8 чёрный король · a7 чёрная пешка · b7 чёрный слон · d7 чёрный конь · e7 чёрный слон · f7 чёрная пешка · g7 чёрная пешка · f6 чёрный конь · h6 чёрная пешка · c5 чёрная пешка · d5 чёрная пешка · h4 белый слон · c3 белый конь · e3 белая пешка · f3 белый конь · a2 белая пешка · b2 белая пешка · e2 белый слон · f2 белая пешка · g2 белая пешка · h2 белая пешка · c1 белая ладья · d1 белый ферзь · f1 белая ладья · g1 белый король | a8 чёрная ладья · d8 чёрный ферзь · f8 чёрная ладья · g8 чёрный король · a7 чёрная пешка · b7 чёрный слон · d7 чёрный конь · e7 чёрный слон · f7 чёрная пешка · g7 чёрная пешка · f6 чёрный конь · h6 чёрная пешка · c5 чёрная пешка · d5 чёрная пешка · h4 белый слон · c3 белый конь · e3 белая пешка · f3 белый конь · a2 белая пешка · b2 белая пешка · e2 белый слон · f2 белая пешка · g2 белая пешка · h2 белая пешка · c1 белая ладья · d1 белый ферзь · f1 белая ладья · g1 белый король | a8 чёрная ладья · d8 чёрный ферзь · f8 чёрная ладья · g8 чёрный король · a7 чёрная пешка · b7 чёрный слон · d7 чёрный конь · e7 чёрный слон · f7 чёрная пешка · g7 чёрная пешка · f6 чёрный конь · h6 чёрная пешка · c5 чёрная пешка · d5 чёрная пешка · h4 белый слон · c3 белый конь · e3 белая пешка · f3 белый конь · a2 белая пешка · b2 белая пешка · e2 белый слон · f2 белая пешка · g2 белая пешка · h2 белая пешка · c1 белая ладья · d1 белый ферзь · f1 белая ладья · g1 белый король | a8 чёрная ладья · d8 чёрный ферзь · f8 чёрная ладья · g8 чёрный король · a7 чёрная пешка · b7 чёрный слон · d7 чёрный конь · e7 чёрный слон · f7 чёрная пешка · g7 чёрная пешка · f6 чёрный конь · h6 чёрная пешка · c5 чёрная пешка · d5 чёрная пешка · h4 белый слон · c3 белый конь · e3 белая пешка · f3 белый конь · a2 белая пешка · b2 белая пешка · e2 белый слон · f2 белая пешка · g2 белая пешка · h2 белая пешка · c1 белая ладья · d1 белый ферзь · f1 белая ладья · g1 белый король | 3 |
| 2 | a8 чёрная ладья · d8 чёрный ферзь · f8 чёрная ладья · g8 чёрный король · a7 чёрная пешка · b7 чёрный слон · d7 чёрный конь · e7 чёрный слон · f7 чёрная пешка · g7 чёрная пешка · f6 чёрный конь · h6 чёрная пешка · c5 чёрная пешка · d5 чёрная пешка · h4 белый слон · c3 белый конь · e3 белая пешка · f3 белый конь · a2 белая пешка · b2 белая пешка · e2 белый слон · f2 белая пешка · g2 белая пешка · h2 белая пешка · c1 белая ладья · d1 белый ферзь · f1 белая ладья · g1 белый король | a8 чёрная ладья · d8 чёрный ферзь · f8 чёрная ладья · g8 чёрный король · a7 чёрная пешка · b7 чёрный слон · d7 чёрный конь · e7 чёрный слон · f7 чёрная пешка · g7 чёрная пешка · f6 чёрный конь · h6 чёрная пешка · c5 чёрная пешка · d5 чёрная пешка · h4 белый слон · c3 белый конь · e3 белая пешка · f3 белый конь · a2 белая пешка · b2 белая пешка · e2 белый слон · f2 белая пешка · g2 белая пешка · h2 белая пешка · c1 белая ладья · d1 белый ферзь · f1 белая ладья · g1 белый король | a8 чёрная ладья · d8 чёрный ферзь · f8 чёрная ладья · g8 чёрный король · a7 чёрная пешка · b7 чёрный слон · d7 чёрный конь · e7 чёрный слон · f7 чёрная пешка · g7 чёрная пешка · f6 чёрный конь · h6 чёрная пешка · c5 чёрная пешка · d5 чёрная пешка · h4 белый слон · c3 белый конь · e3 белая пешка · f3 белый конь · a2 белая пешка · b2 белая пешка · e2 белый слон · f2 белая пешка · g2 белая пешка · h2 белая пешка · c1 белая ладья · d1 белый ферзь · f1 белая ладья · g1 белый король | a8 чёрная ладья · d8 чёрный ферзь · f8 чёрная ладья · g8 чёрный король · a7 чёрная пешка · b7 чёрный слон · d7 чёрный конь · e7 чёрный слон · f7 чёрная пешка · g7 чёрная пешка · f6 чёрный конь · h6 чёрная пешка · c5 чёрная пешка · d5 чёрная пешка · h4 белый слон · c3 белый конь · e3 белая пешка · f3 белый конь · a2 белая пешка · b2 белая пешка · e2 белый слон · f2 белая пешка · g2 белая пешка · h2 белая пешка · c1 белая ладья · d1 белый ферзь · f1 белая ладья · g1 белый король | a8 чёрная ладья · d8 чёрный ферзь · f8 чёрная ладья · g8 чёрный король · a7 чёрная пешка · b7 чёрный слон · d7 чёрный конь · e7 чёрный слон · f7 чёрная пешка · g7 чёрная пешка · f6 чёрный конь · h6 чёрная пешка · c5 чёрная пешка · d5 чёрная пешка · h4 белый слон · c3 белый конь · e3 белая пешка · f3 белый конь · a2 белая пешка · b2 белая пешка · e2 белый слон · f2 белая пешка · g2 белая пешка · h2 белая пешка · c1 белая ладья · d1 белый ферзь · f1 белая ладья · g1 белый король | a8 чёрная ладья · d8 чёрный ферзь · f8 чёрная ладья · g8 чёрный король · a7 чёрная пешка · b7 чёрный слон · d7 чёрный конь · e7 чёрный слон · f7 чёрная пешка · g7 чёрная пешка · f6 чёрный конь · h6 чёрная пешка · c5 чёрная пешка · d5 чёрная пешка · h4 белый слон · c3 белый конь · e3 белая пешка · f3 белый конь · a2 белая пешка · b2 белая пешка · e2 белый слон · f2 белая пешка · g2 белая пешка · h2 белая пешка · c1 белая ладья · d1 белый ферзь · f1 белая ладья · g1 белый король | a8 чёрная ладья · d8 чёрный ферзь · f8 чёрная ладья · g8 чёрный король · a7 чёрная пешка · b7 чёрный слон · d7 чёрный конь · e7 чёрный слон · f7 чёрная пешка · g7 чёрная пешка · f6 чёрный конь · h6 чёрная пешка · c5 чёрная пешка · d5 чёрная пешка · h4 белый слон · c3 белый конь · e3 белая пешка · f3 белый конь · a2 белая пешка · b2 белая пешка · e2 белый слон · f2 белая пешка · g2 белая пешка · h2 белая пешка · c1 белая ладья · d1 белый ферзь · f1 белая ладья · g1 белый король | a8 чёрная ладья · d8 чёрный ферзь · f8 чёрная ладья · g8 чёрный король · a7 чёрная пешка · b7 чёрный слон · d7 чёрный конь · e7 чёрный слон · f7 чёрная пешка · g7 чёрная пешка · f6 чёрный конь · h6 чёрная пешка · c5 чёрная пешка · d5 чёрная пешка · h4 белый слон · c3 белый конь · e3 белая пешка · f3 белый конь · a2 белая пешка · b2 белая пешка · e2 белый слон · f2 белая пешка · g2 белая пешка · h2 белая пешка · c1 белая ладья · d1 белый ферзь · f1 белая ладья · g1 белый король | 2 |
| 1 | a8 чёрная ладья · d8 чёрный ферзь · f8 чёрная ладья · g8 чёрный король · a7 чёрная пешка · b7 чёрный слон · d7 чёрный конь · e7 чёрный слон · f7 чёрная пешка · g7 чёрная пешка · f6 чёрный конь · h6 чёрная пешка · c5 чёрная пешка · d5 чёрная пешка · h4 белый слон · c3 белый конь · e3 белая пешка · f3 белый конь · a2 белая пешка · b2 белая пешка · e2 белый слон · f2 белая пешка · g2 белая пешка · h2 белая пешка · c1 белая ладья · d1 белый ферзь · f1 белая ладья · g1 белый король | a8 чёрная ладья · d8 чёрный ферзь · f8 чёрная ладья · g8 чёрный король · a7 чёрная пешка · b7 чёрный слон · d7 чёрный конь · e7 чёрный слон · f7 чёрная пешка · g7 чёрная пешка · f6 чёрный конь · h6 чёрная пешка · c5 чёрная пешка · d5 чёрная пешка · h4 белый слон · c3 белый конь · e3 белая пешка · f3 белый конь · a2 белая пешка · b2 белая пешка · e2 белый слон · f2 белая пешка · g2 белая пешка · h2 белая пешка · c1 белая ладья · d1 белый ферзь · f1 белая ладья · g1 белый король | a8 чёрная ладья · d8 чёрный ферзь · f8 чёрная ладья · g8 чёрный король · a7 чёрная пешка · b7 чёрный слон · d7 чёрный конь · e7 чёрный слон · f7 чёрная пешка · g7 чёрная пешка · f6 чёрный конь · h6 чёрная пешка · c5 чёрная пешка · d5 чёрная пешка · h4 белый слон · c3 белый конь · e3 белая пешка · f3 белый конь · a2 белая пешка · b2 белая пешка · e2 белый слон · f2 белая пешка · g2 белая пешка · h2 белая пешка · c1 белая ладья · d1 белый ферзь · f1 белая ладья · g1 белый король | a8 чёрная ладья · d8 чёрный ферзь · f8 чёрная ладья · g8 чёрный король · a7 чёрная пешка · b7 чёрный слон · d7 чёрный конь · e7 чёрный слон · f7 чёрная пешка · g7 чёрная пешка · f6 чёрный конь · h6 чёрная пешка · c5 чёрная пешка · d5 чёрная пешка · h4 белый слон · c3 белый конь · e3 белая пешка · f3 белый конь · a2 белая пешка · b2 белая пешка · e2 белый слон · f2 белая пешка · g2 белая пешка · h2 белая пешка · c1 белая ладья · d1 белый ферзь · f1 белая ладья · g1 белый король | a8 чёрная ладья · d8 чёрный ферзь · f8 чёрная ладья · g8 чёрный король · a7 чёрная пешка · b7 чёрный слон · d7 чёрный конь · e7 чёрный слон · f7 чёрная пешка · g7 чёрная пешка · f6 чёрный конь · h6 чёрная пешка · c5 чёрная пешка · d5 чёрная пешка · h4 белый слон · c3 белый конь · e3 белая пешка · f3 белый конь · a2 белая пешка · b2 белая пешка · e2 белый слон · f2 белая пешка · g2 белая пешка · h2 белая пешка · c1 белая ладья · d1 белый ферзь · f1 белая ладья · g1 белый король | a8 чёрная ладья · d8 чёрный ферзь · f8 чёрная ладья · g8 чёрный король · a7 чёрная пешка · b7 чёрный слон · d7 чёрный конь · e7 чёрный слон · f7 чёрная пешка · g7 чёрная пешка · f6 чёрный конь · h6 чёрная пешка · c5 чёрная пешка · d5 чёрная пешка · h4 белый слон · c3 белый конь · e3 белая пешка · f3 белый конь · a2 белая пешка · b2 белая пешка · e2 белый слон · f2 белая пешка · g2 белая пешка · h2 белая пешка · c1 белая ладья · d1 белый ферзь · f1 белая ладья · g1 белый король | a8 чёрная ладья · d8 чёрный ферзь · f8 чёрная ладья · g8 чёрный король · a7 чёрная пешка · b7 чёрный слон · d7 чёрный конь · e7 чёрный слон · f7 чёрная пешка · g7 чёрная пешка · f6 чёрный конь · h6 чёрная пешка · c5 чёрная пешка · d5 чёрная пешка · h4 белый слон · c3 белый конь · e3 белая пешка · f3 белый конь · a2 белая пешка · b2 белая пешка · e2 белый слон · f2 белая пешка · g2 белая пешка · h2 белая пешка · c1 белая ладья · d1 белый ферзь · f1 белая ладья · g1 белый король | a8 чёрная ладья · d8 чёрный ферзь · f8 чёрная ладья · g8 чёрный король · a7 чёрная пешка · b7 чёрный слон · d7 чёрный конь · e7 чёрный слон · f7 чёрная пешка · g7 чёрная пешка · f6 чёрный конь · h6 чёрная пешка · c5 чёрная пешка · d5 чёрная пешка · h4 белый слон · c3 белый конь · e3 белая пешка · f3 белый конь · a2 белая пешка · b2 белая пешка · e2 белый слон · f2 белая пешка · g2 белая пешка · h2 белая пешка · c1 белая ладья · d1 белый ферзь · f1 белая ладья · g1 белый король | 1 |
|   | a | b | c | d | e | f | g | h |   |

Висячие пешки — шахматный термин, означающий пару расположенных на смежных вертикалях пешек, не защищённых другими пешками. Обычно подразумевается, что речь идёт о ферзевой и слоновой пешках, поскольку именно такая конфигурация на практике возникает наиболее часто.

## Возникновение висячих пешек
Структура относится к типовым, поскольку возникает из многих дебютных вариантов после разрядки пешечного напряжения в центре (двойного размена), как в следующих системах:
- Система Тартаковера — Макагонова — Бондаревского в ферзевом гамбите — 1. d4 d5 2. c4 e6 3. Kc3 Kf6 4. Kf3 Ce7 5. Cg5 h6 6. Ch4 0-0 7.e3 b6 8. Лc1 Cb7 9. Ce2 Kbd7 10. cd ed 11. 0-0 c5 12. dc bc;
- Новоиндийская защита — 1. d4 Kf6 2. c4 e6 3. Кf3 b6 4. e3 Cb7 5. Cd3 Ce7 6. Kc3 d5 7. 0-0 0-0 8. Фe2 с5 9. dc bc 10. cd ed;
- Английское начало — 1. c4 e6 2. Kf3 d5 3.b3 Kf6 4. Cb2 Ce7 5.e3 c5 6. cd ed 7. Ce2 0-0 8. 0-0 Kc6 9. d4 b6 10. Kc3 Cb7 11. Лс1 Ке4 12. dc K:c3 13. C:c3 bc; (Ботвинник — Эйве, АВРО-турнир, Голландия, 1938)
- Защита Нимцовича — 1. d4 Kf6 2. c4 e6 3. Kc3 Cb4 4. Фс2 d5 5. cd Ф:d5 6. e3 c5 7. a3 C:c3+ 8. bc Кс6 9. Кf3 0-0 10. с4 Фd6 11. Сb2 cd 12 ed b6; (Алехин — Эйве, матч-реванш на первенство мира, 10-я партия, Голландия, 1937)

и др.

## Значение в игре
По словам Арона Нимцовича, висячие пешки унаследовали характерную черту изолированной пешки — сочетание статической слабости и динамической силы. Действительно, сами по себе висячие пешки являются слабостью в том смысле, что требуют постоянной фигурной защиты. Продвижение одной из висячих пешек приводит к созданию слабостей — непродвинутая пешка становится отсталой, а поле перед ней ослабляется. Однако сила подобной пешечной конфигурации в том, что две висячие пешки, расположенные на одной горизонтали, контролируют центр, а отсутствие пешек по бокам дает простор для фигурных маневров.
Нимцович был первым исследователем, который всерьез занимался проблемой висячих пешек. Этой теме уделяется известное место в его знаменитой книге «Моя система». Систематизированное изучение проблемы висячих пешек затем встречается лишь почти полувеком позже у Бондаревского, до которого эта тема освещалась лишь эпизодически в комментариях к партиям. В его статье в «Шахматном бюллетене» были сформулированы особенности такой пешечной структуры:

Во-первых, такая пара пешек обособлена. Когда они подвергаются нападениям, то приходится защищать их только фигурами. Висячие пешки всегда расположены на полуоткрытых для противника вертикалях и поэтому сравнительно легко подвергаются атакам тяжелых фигур. Возможность давления на подобные пешки и отсутствие их прочной защиты определило название – висячие пешки. С большой долей фантазии можно представить себе, что они как бы висят в воздухе.
Во-вторых, висячие пешки на диаграммах находятся в зоне расширенного центра. Если отмеченные выше особенности относятся к их недостаткам, то тот факт, что они занимают важные пункты и оказывают воздействие на центр, говорит об их положительных свойствах. Надо также заметить, что справа и слева от висячих пешек имеются полуоткрытые вертикали, по которым можно оказывать давление на позицию противника.

Развитие дебютной теории и наметившаяся тенденция к «смешиванию дебютов», т.е. использованию общих дебютных идей в сходных позициях, возникающих из разных дебютов, привели к резкому скачку интереса к позициям с висячим пешечным центром и сопутствующим им идеям и планам. Подобная структура стала частым гостем на шахматных соревнованиях самого высокого уровня, вплоть до чемпионатов мира. Гроссмейстер Марк Тайманов указывает на 14—15 партии матча на первенство мира между Карповым и Каспаровым (1984/85), отмечая:

|   | a | b | c | d | e | f | g | h |   |
| - | --- | --- | --- | --- | --- | --- | --- | --- | - |
| 8 | a8 чёрная ладья · d8 чёрный ферзь · f8 чёрная ладья · g8 чёрный король · a7 чёрная пешка · c7 чёрная пешка · d7 чёрный конь · e7 чёрный слон · f7 чёрная пешка · g7 чёрная пешка · h7 чёрная пешка · a6 чёрный слон · b6 чёрная пешка · d5 чёрная пешка · d4 белая пешка · b3 белая пешка · f3 белый конь · g3 белая пешка · a2 белая пешка · d2 белый слон · e2 белая пешка · f2 белая пешка · g2 белый слон · h2 белая пешка · c1 белая ладья · d1 белый ферзь · f1 белая ладья · g1 белый король | a8 чёрная ладья · d8 чёрный ферзь · f8 чёрная ладья · g8 чёрный король · a7 чёрная пешка · c7 чёрная пешка · d7 чёрный конь · e7 чёрный слон · f7 чёрная пешка · g7 чёрная пешка · h7 чёрная пешка · a6 чёрный слон · b6 чёрная пешка · d5 чёрная пешка · d4 белая пешка · b3 белая пешка · f3 белый конь · g3 белая пешка · a2 белая пешка · d2 белый слон · e2 белая пешка · f2 белая пешка · g2 белый слон · h2 белая пешка · c1 белая ладья · d1 белый ферзь · f1 белая ладья · g1 белый король | a8 чёрная ладья · d8 чёрный ферзь · f8 чёрная ладья · g8 чёрный король · a7 чёрная пешка · c7 чёрная пешка · d7 чёрный конь · e7 чёрный слон · f7 чёрная пешка · g7 чёрная пешка · h7 чёрная пешка · a6 чёрный слон · b6 чёрная пешка · d5 чёрная пешка · d4 белая пешка · b3 белая пешка · f3 белый конь · g3 белая пешка · a2 белая пешка · d2 белый слон · e2 белая пешка · f2 белая пешка · g2 белый слон · h2 белая пешка · c1 белая ладья · d1 белый ферзь · f1 белая ладья · g1 белый король | a8 чёрная ладья · d8 чёрный ферзь · f8 чёрная ладья · g8 чёрный король · a7 чёрная пешка · c7 чёрная пешка · d7 чёрный конь · e7 чёрный слон · f7 чёрная пешка · g7 чёрная пешка · h7 чёрная пешка · a6 чёрный слон · b6 чёрная пешка · d5 чёрная пешка · d4 белая пешка · b3 белая пешка · f3 белый конь · g3 белая пешка · a2 белая пешка · d2 белый слон · e2 белая пешка · f2 белая пешка · g2 белый слон · h2 белая пешка · c1 белая ладья · d1 белый ферзь · f1 белая ладья · g1 белый король | a8 чёрная ладья · d8 чёрный ферзь · f8 чёрная ладья · g8 чёрный король · a7 чёрная пешка · c7 чёрная пешка · d7 чёрный конь · e7 чёрный слон · f7 чёрная пешка · g7 чёрная пешка · h7 чёрная пешка · a6 чёрный слон · b6 чёрная пешка · d5 чёрная пешка · d4 белая пешка · b3 белая пешка · f3 белый конь · g3 белая пешка · a2 белая пешка · d2 белый слон · e2 белая пешка · f2 белая пешка · g2 белый слон · h2 белая пешка · c1 белая ладья · d1 белый ферзь · f1 белая ладья · g1 белый король | a8 чёрная ладья · d8 чёрный ферзь · f8 чёрная ладья · g8 чёрный король · a7 чёрная пешка · c7 чёрная пешка · d7 чёрный конь · e7 чёрный слон · f7 чёрная пешка · g7 чёрная пешка · h7 чёрная пешка · a6 чёрный слон · b6 чёрная пешка · d5 чёрная пешка · d4 белая пешка · b3 белая пешка · f3 белый конь · g3 белая пешка · a2 белая пешка · d2 белый слон · e2 белая пешка · f2 белая пешка · g2 белый слон · h2 белая пешка · c1 белая ладья · d1 белый ферзь · f1 белая ладья · g1 белый король | a8 чёрная ладья · d8 чёрный ферзь · f8 чёрная ладья · g8 чёрный король · a7 чёрная пешка · c7 чёрная пешка · d7 чёрный конь · e7 чёрный слон · f7 чёрная пешка · g7 чёрная пешка · h7 чёрная пешка · a6 чёрный слон · b6 чёрная пешка · d5 чёрная пешка · d4 белая пешка · b3 белая пешка · f3 белый конь · g3 белая пешка · a2 белая пешка · d2 белый слон · e2 белая пешка · f2 белая пешка · g2 белый слон · h2 белая пешка · c1 белая ладья · d1 белый ферзь · f1 белая ладья · g1 белый король | a8 чёрная ладья · d8 чёрный ферзь · f8 чёрная ладья · g8 чёрный король · a7 чёрная пешка · c7 чёрная пешка · d7 чёрный конь · e7 чёрный слон · f7 чёрная пешка · g7 чёрная пешка · h7 чёрная пешка · a6 чёрный слон · b6 чёрная пешка · d5 чёрная пешка · d4 белая пешка · b3 белая пешка · f3 белый конь · g3 белая пешка · a2 белая пешка · d2 белый слон · e2 белая пешка · f2 белая пешка · g2 белый слон · h2 белая пешка · c1 белая ладья · d1 белый ферзь · f1 белая ладья · g1 белый король | 8 |
| 7 | a8 чёрная ладья · d8 чёрный ферзь · f8 чёрная ладья · g8 чёрный король · a7 чёрная пешка · c7 чёрная пешка · d7 чёрный конь · e7 чёрный слон · f7 чёрная пешка · g7 чёрная пешка · h7 чёрная пешка · a6 чёрный слон · b6 чёрная пешка · d5 чёрная пешка · d4 белая пешка · b3 белая пешка · f3 белый конь · g3 белая пешка · a2 белая пешка · d2 белый слон · e2 белая пешка · f2 белая пешка · g2 белый слон · h2 белая пешка · c1 белая ладья · d1 белый ферзь · f1 белая ладья · g1 белый король | a8 чёрная ладья · d8 чёрный ферзь · f8 чёрная ладья · g8 чёрный король · a7 чёрная пешка · c7 чёрная пешка · d7 чёрный конь · e7 чёрный слон · f7 чёрная пешка · g7 чёрная пешка · h7 чёрная пешка · a6 чёрный слон · b6 чёрная пешка · d5 чёрная пешка · d4 белая пешка · b3 белая пешка · f3 белый конь · g3 белая пешка · a2 белая пешка · d2 белый слон · e2 белая пешка · f2 белая пешка · g2 белый слон · h2 белая пешка · c1 белая ладья · d1 белый ферзь · f1 белая ладья · g1 белый король | a8 чёрная ладья · d8 чёрный ферзь · f8 чёрная ладья · g8 чёрный король · a7 чёрная пешка · c7 чёрная пешка · d7 чёрный конь · e7 чёрный слон · f7 чёрная пешка · g7 чёрная пешка · h7 чёрная пешка · a6 чёрный слон · b6 чёрная пешка · d5 чёрная пешка · d4 белая пешка · b3 белая пешка · f3 белый конь · g3 белая пешка · a2 белая пешка · d2 белый слон · e2 белая пешка · f2 белая пешка · g2 белый слон · h2 белая пешка · c1 белая ладья · d1 белый ферзь · f1 белая ладья · g1 белый король | a8 чёрная ладья · d8 чёрный ферзь · f8 чёрная ладья · g8 чёрный король · a7 чёрная пешка · c7 чёрная пешка · d7 чёрный конь · e7 чёрный слон · f7 чёрная пешка · g7 чёрная пешка · h7 чёрная пешка · a6 чёрный слон · b6 чёрная пешка · d5 чёрная пешка · d4 белая пешка · b3 белая пешка · f3 белый конь · g3 белая пешка · a2 белая пешка · d2 белый слон · e2 белая пешка · f2 белая пешка · g2 белый слон · h2 белая пешка · c1 белая ладья · d1 белый ферзь · f1 белая ладья · g1 белый король | a8 чёрная ладья · d8 чёрный ферзь · f8 чёрная ладья · g8 чёрный король · a7 чёрная пешка · c7 чёрная пешка · d7 чёрный конь · e7 чёрный слон · f7 чёрная пешка · g7 чёрная пешка · h7 чёрная пешка · a6 чёрный слон · b6 чёрная пешка · d5 чёрная пешка · d4 белая пешка · b3 белая пешка · f3 белый конь · g3 белая пешка · a2 белая пешка · d2 белый слон · e2 белая пешка · f2 белая пешка · g2 белый слон · h2 белая пешка · c1 белая ладья · d1 белый ферзь · f1 белая ладья · g1 белый король | a8 чёрная ладья · d8 чёрный ферзь · f8 чёрная ладья · g8 чёрный король · a7 чёрная пешка · c7 чёрная пешка · d7 чёрный конь · e7 чёрный слон · f7 чёрная пешка · g7 чёрная пешка · h7 чёрная пешка · a6 чёрный слон · b6 чёрная пешка · d5 чёрная пешка · d4 белая пешка · b3 белая пешка · f3 белый конь · g3 белая пешка · a2 белая пешка · d2 белый слон · e2 белая пешка · f2 белая пешка · g2 белый слон · h2 белая пешка · c1 белая ладья · d1 белый ферзь · f1 белая ладья · g1 белый король | a8 чёрная ладья · d8 чёрный ферзь · f8 чёрная ладья · g8 чёрный король · a7 чёрная пешка · c7 чёрная пешка · d7 чёрный конь · e7 чёрный слон · f7 чёрная пешка · g7 чёрная пешка · h7 чёрная пешка · a6 чёрный слон · b6 чёрная пешка · d5 чёрная пешка · d4 белая пешка · b3 белая пешка · f3 белый конь · g3 белая пешка · a2 белая пешка · d2 белый слон · e2 белая пешка · f2 белая пешка · g2 белый слон · h2 белая пешка · c1 белая ладья · d1 белый ферзь · f1 белая ладья · g1 белый король | a8 чёрная ладья · d8 чёрный ферзь · f8 чёрная ладья · g8 чёрный король · a7 чёрная пешка · c7 чёрная пешка · d7 чёрный конь · e7 чёрный слон · f7 чёрная пешка · g7 чёрная пешка · h7 чёрная пешка · a6 чёрный слон · b6 чёрная пешка · d5 чёрная пешка · d4 белая пешка · b3 белая пешка · f3 белый конь · g3 белая пешка · a2 белая пешка · d2 белый слон · e2 белая пешка · f2 белая пешка · g2 белый слон · h2 белая пешка · c1 белая ладья · d1 белый ферзь · f1 белая ладья · g1 белый король | 7 |
| 6 | a8 чёрная ладья · d8 чёрный ферзь · f8 чёрная ладья · g8 чёрный король · a7 чёрная пешка · c7 чёрная пешка · d7 чёрный конь · e7 чёрный слон · f7 чёрная пешка · g7 чёрная пешка · h7 чёрная пешка · a6 чёрный слон · b6 чёрная пешка · d5 чёрная пешка · d4 белая пешка · b3 белая пешка · f3 белый конь · g3 белая пешка · a2 белая пешка · d2 белый слон · e2 белая пешка · f2 белая пешка · g2 белый слон · h2 белая пешка · c1 белая ладья · d1 белый ферзь · f1 белая ладья · g1 белый король | a8 чёрная ладья · d8 чёрный ферзь · f8 чёрная ладья · g8 чёрный король · a7 чёрная пешка · c7 чёрная пешка · d7 чёрный конь · e7 чёрный слон · f7 чёрная пешка · g7 чёрная пешка · h7 чёрная пешка · a6 чёрный слон · b6 чёрная пешка · d5 чёрная пешка · d4 белая пешка · b3 белая пешка · f3 белый конь · g3 белая пешка · a2 белая пешка · d2 белый слон · e2 белая пешка · f2 белая пешка · g2 белый слон · h2 белая пешка · c1 белая ладья · d1 белый ферзь · f1 белая ладья · g1 белый король | a8 чёрная ладья · d8 чёрный ферзь · f8 чёрная ладья · g8 чёрный король · a7 чёрная пешка · c7 чёрная пешка · d7 чёрный конь · e7 чёрный слон · f7 чёрная пешка · g7 чёрная пешка · h7 чёрная пешка · a6 чёрный слон · b6 чёрная пешка · d5 чёрная пешка · d4 белая пешка · b3 белая пешка · f3 белый конь · g3 белая пешка · a2 белая пешка · d2 белый слон · e2 белая пешка · f2 белая пешка · g2 белый слон · h2 белая пешка · c1 белая ладья · d1 белый ферзь · f1 белая ладья · g1 белый король | a8 чёрная ладья · d8 чёрный ферзь · f8 чёрная ладья · g8 чёрный король · a7 чёрная пешка · c7 чёрная пешка · d7 чёрный конь · e7 чёрный слон · f7 чёрная пешка · g7 чёрная пешка · h7 чёрная пешка · a6 чёрный слон · b6 чёрная пешка · d5 чёрная пешка · d4 белая пешка · b3 белая пешка · f3 белый конь · g3 белая пешка · a2 белая пешка · d2 белый слон · e2 белая пешка · f2 белая пешка · g2 белый слон · h2 белая пешка · c1 белая ладья · d1 белый ферзь · f1 белая ладья · g1 белый король | a8 чёрная ладья · d8 чёрный ферзь · f8 чёрная ладья · g8 чёрный король · a7 чёрная пешка · c7 чёрная пешка · d7 чёрный конь · e7 чёрный слон · f7 чёрная пешка · g7 чёрная пешка · h7 чёрная пешка · a6 чёрный слон · b6 чёрная пешка · d5 чёрная пешка · d4 белая пешка · b3 белая пешка · f3 белый конь · g3 белая пешка · a2 белая пешка · d2 белый слон · e2 белая пешка · f2 белая пешка · g2 белый слон · h2 белая пешка · c1 белая ладья · d1 белый ферзь · f1 белая ладья · g1 белый король | a8 чёрная ладья · d8 чёрный ферзь · f8 чёрная ладья · g8 чёрный король · a7 чёрная пешка · c7 чёрная пешка · d7 чёрный конь · e7 чёрный слон · f7 чёрная пешка · g7 чёрная пешка · h7 чёрная пешка · a6 чёрный слон · b6 чёрная пешка · d5 чёрная пешка · d4 белая пешка · b3 белая пешка · f3 белый конь · g3 белая пешка · a2 белая пешка · d2 белый слон · e2 белая пешка · f2 белая пешка · g2 белый слон · h2 белая пешка · c1 белая ладья · d1 белый ферзь · f1 белая ладья · g1 белый король | a8 чёрная ладья · d8 чёрный ферзь · f8 чёрная ладья · g8 чёрный король · a7 чёрная пешка · c7 чёрная пешка · d7 чёрный конь · e7 чёрный слон · f7 чёрная пешка · g7 чёрная пешка · h7 чёрная пешка · a6 чёрный слон · b6 чёрная пешка · d5 чёрная пешка · d4 белая пешка · b3 белая пешка · f3 белый конь · g3 белая пешка · a2 белая пешка · d2 белый слон · e2 белая пешка · f2 белая пешка · g2 белый слон · h2 белая пешка · c1 белая ладья · d1 белый ферзь · f1 белая ладья · g1 белый король | a8 чёрная ладья · d8 чёрный ферзь · f8 чёрная ладья · g8 чёрный король · a7 чёрная пешка · c7 чёрная пешка · d7 чёрный конь · e7 чёрный слон · f7 чёрная пешка · g7 чёрная пешка · h7 чёрная пешка · a6 чёрный слон · b6 чёрная пешка · d5 чёрная пешка · d4 белая пешка · b3 белая пешка · f3 белый конь · g3 белая пешка · a2 белая пешка · d2 белый слон · e2 белая пешка · f2 белая пешка · g2 белый слон · h2 белая пешка · c1 белая ладья · d1 белый ферзь · f1 белая ладья · g1 белый король | 6 |
| 5 | a8 чёрная ладья · d8 чёрный ферзь · f8 чёрная ладья · g8 чёрный король · a7 чёрная пешка · c7 чёрная пешка · d7 чёрный конь · e7 чёрный слон · f7 чёрная пешка · g7 чёрная пешка · h7 чёрная пешка · a6 чёрный слон · b6 чёрная пешка · d5 чёрная пешка · d4 белая пешка · b3 белая пешка · f3 белый конь · g3 белая пешка · a2 белая пешка · d2 белый слон · e2 белая пешка · f2 белая пешка · g2 белый слон · h2 белая пешка · c1 белая ладья · d1 белый ферзь · f1 белая ладья · g1 белый король | a8 чёрная ладья · d8 чёрный ферзь · f8 чёрная ладья · g8 чёрный король · a7 чёрная пешка · c7 чёрная пешка · d7 чёрный конь · e7 чёрный слон · f7 чёрная пешка · g7 чёрная пешка · h7 чёрная пешка · a6 чёрный слон · b6 чёрная пешка · d5 чёрная пешка · d4 белая пешка · b3 белая пешка · f3 белый конь · g3 белая пешка · a2 белая пешка · d2 белый слон · e2 белая пешка · f2 белая пешка · g2 белый слон · h2 белая пешка · c1 белая ладья · d1 белый ферзь · f1 белая ладья · g1 белый король | a8 чёрная ладья · d8 чёрный ферзь · f8 чёрная ладья · g8 чёрный король · a7 чёрная пешка · c7 чёрная пешка · d7 чёрный конь · e7 чёрный слон · f7 чёрная пешка · g7 чёрная пешка · h7 чёрная пешка · a6 чёрный слон · b6 чёрная пешка · d5 чёрная пешка · d4 белая пешка · b3 белая пешка · f3 белый конь · g3 белая пешка · a2 белая пешка · d2 белый слон · e2 белая пешка · f2 белая пешка · g2 белый слон · h2 белая пешка · c1 белая ладья · d1 белый ферзь · f1 белая ладья · g1 белый король | a8 чёрная ладья · d8 чёрный ферзь · f8 чёрная ладья · g8 чёрный король · a7 чёрная пешка · c7 чёрная пешка · d7 чёрный конь · e7 чёрный слон · f7 чёрная пешка · g7 чёрная пешка · h7 чёрная пешка · a6 чёрный слон · b6 чёрная пешка · d5 чёрная пешка · d4 белая пешка · b3 белая пешка · f3 белый конь · g3 белая пешка · a2 белая пешка · d2 белый слон · e2 белая пешка · f2 белая пешка · g2 белый слон · h2 белая пешка · c1 белая ладья · d1 белый ферзь · f1 белая ладья · g1 белый король | a8 чёрная ладья · d8 чёрный ферзь · f8 чёрная ладья · g8 чёрный король · a7 чёрная пешка · c7 чёрная пешка · d7 чёрный конь · e7 чёрный слон · f7 чёрная пешка · g7 чёрная пешка · h7 чёрная пешка · a6 чёрный слон · b6 чёрная пешка · d5 чёрная пешка · d4 белая пешка · b3 белая пешка · f3 белый конь · g3 белая пешка · a2 белая пешка · d2 белый слон · e2 белая пешка · f2 белая пешка · g2 белый слон · h2 белая пешка · c1 белая ладья · d1 белый ферзь · f1 белая ладья · g1 белый король | a8 чёрная ладья · d8 чёрный ферзь · f8 чёрная ладья · g8 чёрный король · a7 чёрная пешка · c7 чёрная пешка · d7 чёрный конь · e7 чёрный слон · f7 чёрная пешка · g7 чёрная пешка · h7 чёрная пешка · a6 чёрный слон · b6 чёрная пешка · d5 чёрная пешка · d4 белая пешка · b3 белая пешка · f3 белый конь · g3 белая пешка · a2 белая пешка · d2 белый слон · e2 белая пешка · f2 белая пешка · g2 белый слон · h2 белая пешка · c1 белая ладья · d1 белый ферзь · f1 белая ладья · g1 белый король | a8 чёрная ладья · d8 чёрный ферзь · f8 чёрная ладья · g8 чёрный король · a7 чёрная пешка · c7 чёрная пешка · d7 чёрный конь · e7 чёрный слон · f7 чёрная пешка · g7 чёрная пешка · h7 чёрная пешка · a6 чёрный слон · b6 чёрная пешка · d5 чёрная пешка · d4 белая пешка · b3 белая пешка · f3 белый конь · g3 белая пешка · a2 белая пешка · d2 белый слон · e2 белая пешка · f2 белая пешка · g2 белый слон · h2 белая пешка · c1 белая ладья · d1 белый ферзь · f1 белая ладья · g1 белый король | a8 чёрная ладья · d8 чёрный ферзь · f8 чёрная ладья · g8 чёрный король · a7 чёрная пешка · c7 чёрная пешка · d7 чёрный конь · e7 чёрный слон · f7 чёрная пешка · g7 чёрная пешка · h7 чёрная пешка · a6 чёрный слон · b6 чёрная пешка · d5 чёрная пешка · d4 белая пешка · b3 белая пешка · f3 белый конь · g3 белая пешка · a2 белая пешка · d2 белый слон · e2 белая пешка · f2 белая пешка · g2 белый слон · h2 белая пешка · c1 белая ладья · d1 белый ферзь · f1 белая ладья · g1 белый король | 5 |
| 4 | a8 чёрная ладья · d8 чёрный ферзь · f8 чёрная ладья · g8 чёрный король · a7 чёрная пешка · c7 чёрная пешка · d7 чёрный конь · e7 чёрный слон · f7 чёрная пешка · g7 чёрная пешка · h7 чёрная пешка · a6 чёрный слон · b6 чёрная пешка · d5 чёрная пешка · d4 белая пешка · b3 белая пешка · f3 белый конь · g3 белая пешка · a2 белая пешка · d2 белый слон · e2 белая пешка · f2 белая пешка · g2 белый слон · h2 белая пешка · c1 белая ладья · d1 белый ферзь · f1 белая ладья · g1 белый король | a8 чёрная ладья · d8 чёрный ферзь · f8 чёрная ладья · g8 чёрный король · a7 чёрная пешка · c7 чёрная пешка · d7 чёрный конь · e7 чёрный слон · f7 чёрная пешка · g7 чёрная пешка · h7 чёрная пешка · a6 чёрный слон · b6 чёрная пешка · d5 чёрная пешка · d4 белая пешка · b3 белая пешка · f3 белый конь · g3 белая пешка · a2 белая пешка · d2 белый слон · e2 белая пешка · f2 белая пешка · g2 белый слон · h2 белая пешка · c1 белая ладья · d1 белый ферзь · f1 белая ладья · g1 белый король | a8 чёрная ладья · d8 чёрный ферзь · f8 чёрная ладья · g8 чёрный король · a7 чёрная пешка · c7 чёрная пешка · d7 чёрный конь · e7 чёрный слон · f7 чёрная пешка · g7 чёрная пешка · h7 чёрная пешка · a6 чёрный слон · b6 чёрная пешка · d5 чёрная пешка · d4 белая пешка · b3 белая пешка · f3 белый конь · g3 белая пешка · a2 белая пешка · d2 белый слон · e2 белая пешка · f2 белая пешка · g2 белый слон · h2 белая пешка · c1 белая ладья · d1 белый ферзь · f1 белая ладья · g1 белый король | a8 чёрная ладья · d8 чёрный ферзь · f8 чёрная ладья · g8 чёрный король · a7 чёрная пешка · c7 чёрная пешка · d7 чёрный конь · e7 чёрный слон · f7 чёрная пешка · g7 чёрная пешка · h7 чёрная пешка · a6 чёрный слон · b6 чёрная пешка · d5 чёрная пешка · d4 белая пешка · b3 белая пешка · f3 белый конь · g3 белая пешка · a2 белая пешка · d2 белый слон · e2 белая пешка · f2 белая пешка · g2 белый слон · h2 белая пешка · c1 белая ладья · d1 белый ферзь · f1 белая ладья · g1 белый король | a8 чёрная ладья · d8 чёрный ферзь · f8 чёрная ладья · g8 чёрный король · a7 чёрная пешка · c7 чёрная пешка · d7 чёрный конь · e7 чёрный слон · f7 чёрная пешка · g7 чёрная пешка · h7 чёрная пешка · a6 чёрный слон · b6 чёрная пешка · d5 чёрная пешка · d4 белая пешка · b3 белая пешка · f3 белый конь · g3 белая пешка · a2 белая пешка · d2 белый слон · e2 белая пешка · f2 белая пешка · g2 белый слон · h2 белая пешка · c1 белая ладья · d1 белый ферзь · f1 белая ладья · g1 белый король | a8 чёрная ладья · d8 чёрный ферзь · f8 чёрная ладья · g8 чёрный король · a7 чёрная пешка · c7 чёрная пешка · d7 чёрный конь · e7 чёрный слон · f7 чёрная пешка · g7 чёрная пешка · h7 чёрная пешка · a6 чёрный слон · b6 чёрная пешка · d5 чёрная пешка · d4 белая пешка · b3 белая пешка · f3 белый конь · g3 белая пешка · a2 белая пешка · d2 белый слон · e2 белая пешка · f2 белая пешка · g2 белый слон · h2 белая пешка · c1 белая ладья · d1 белый ферзь · f1 белая ладья · g1 белый король | a8 чёрная ладья · d8 чёрный ферзь · f8 чёрная ладья · g8 чёрный король · a7 чёрная пешка · c7 чёрная пешка · d7 чёрный конь · e7 чёрный слон · f7 чёрная пешка · g7 чёрная пешка · h7 чёрная пешка · a6 чёрный слон · b6 чёрная пешка · d5 чёрная пешка · d4 белая пешка · b3 белая пешка · f3 белый конь · g3 белая пешка · a2 белая пешка · d2 белый слон · e2 белая пешка · f2 белая пешка · g2 белый слон · h2 белая пешка · c1 белая ладья · d1 белый ферзь · f1 белая ладья · g1 белый король | a8 чёрная ладья · d8 чёрный ферзь · f8 чёрная ладья · g8 чёрный король · a7 чёрная пешка · c7 чёрная пешка · d7 чёрный конь · e7 чёрный слон · f7 чёрная пешка · g7 чёрная пешка · h7 чёрная пешка · a6 чёрный слон · b6 чёрная пешка · d5 чёрная пешка · d4 белая пешка · b3 белая пешка · f3 белый конь · g3 белая пешка · a2 белая пешка · d2 белый слон · e2 белая пешка · f2 белая пешка · g2 белый слон · h2 белая пешка · c1 белая ладья · d1 белый ферзь · f1 белая ладья · g1 белый король | 4 |
| 3 | a8 чёрная ладья · d8 чёрный ферзь · f8 чёрная ладья · g8 чёрный король · a7 чёрная пешка · c7 чёрная пешка · d7 чёрный конь · e7 чёрный слон · f7 чёрная пешка · g7 чёрная пешка · h7 чёрная пешка · a6 чёрный слон · b6 чёрная пешка · d5 чёрная пешка · d4 белая пешка · b3 белая пешка · f3 белый конь · g3 белая пешка · a2 белая пешка · d2 белый слон · e2 белая пешка · f2 белая пешка · g2 белый слон · h2 белая пешка · c1 белая ладья · d1 белый ферзь · f1 белая ладья · g1 белый король | a8 чёрная ладья · d8 чёрный ферзь · f8 чёрная ладья · g8 чёрный король · a7 чёрная пешка · c7 чёрная пешка · d7 чёрный конь · e7 чёрный слон · f7 чёрная пешка · g7 чёрная пешка · h7 чёрная пешка · a6 чёрный слон · b6 чёрная пешка · d5 чёрная пешка · d4 белая пешка · b3 белая пешка · f3 белый конь · g3 белая пешка · a2 белая пешка · d2 белый слон · e2 белая пешка · f2 белая пешка · g2 белый слон · h2 белая пешка · c1 белая ладья · d1 белый ферзь · f1 белая ладья · g1 белый король | a8 чёрная ладья · d8 чёрный ферзь · f8 чёрная ладья · g8 чёрный король · a7 чёрная пешка · c7 чёрная пешка · d7 чёрный конь · e7 чёрный слон · f7 чёрная пешка · g7 чёрная пешка · h7 чёрная пешка · a6 чёрный слон · b6 чёрная пешка · d5 чёрная пешка · d4 белая пешка · b3 белая пешка · f3 белый конь · g3 белая пешка · a2 белая пешка · d2 белый слон · e2 белая пешка · f2 белая пешка · g2 белый слон · h2 белая пешка · c1 белая ладья · d1 белый ферзь · f1 белая ладья · g1 белый король | a8 чёрная ладья · d8 чёрный ферзь · f8 чёрная ладья · g8 чёрный король · a7 чёрная пешка · c7 чёрная пешка · d7 чёрный конь · e7 чёрный слон · f7 чёрная пешка · g7 чёрная пешка · h7 чёрная пешка · a6 чёрный слон · b6 чёрная пешка · d5 чёрная пешка · d4 белая пешка · b3 белая пешка · f3 белый конь · g3 белая пешка · a2 белая пешка · d2 белый слон · e2 белая пешка · f2 белая пешка · g2 белый слон · h2 белая пешка · c1 белая ладья · d1 белый ферзь · f1 белая ладья · g1 белый король | a8 чёрная ладья · d8 чёрный ферзь · f8 чёрная ладья · g8 чёрный король · a7 чёрная пешка · c7 чёрная пешка · d7 чёрный конь · e7 чёрный слон · f7 чёрная пешка · g7 чёрная пешка · h7 чёрная пешка · a6 чёрный слон · b6 чёрная пешка · d5 чёрная пешка · d4 белая пешка · b3 белая пешка · f3 белый конь · g3 белая пешка · a2 белая пешка · d2 белый слон · e2 белая пешка · f2 белая пешка · g2 белый слон · h2 белая пешка · c1 белая ладья · d1 белый ферзь · f1 белая ладья · g1 белый король | a8 чёрная ладья · d8 чёрный ферзь · f8 чёрная ладья · g8 чёрный король · a7 чёрная пешка · c7 чёрная пешка · d7 чёрный конь · e7 чёрный слон · f7 чёрная пешка · g7 чёрная пешка · h7 чёрная пешка · a6 чёрный слон · b6 чёрная пешка · d5 чёрная пешка · d4 белая пешка · b3 белая пешка · f3 белый конь · g3 белая пешка · a2 белая пешка · d2 белый слон · e2 белая пешка · f2 белая пешка · g2 белый слон · h2 белая пешка · c1 белая ладья · d1 белый ферзь · f1 белая ладья · g1 белый король | a8 чёрная ладья · d8 чёрный ферзь · f8 чёрная ладья · g8 чёрный король · a7 чёрная пешка · c7 чёрная пешка · d7 чёрный конь · e7 чёрный слон · f7 чёрная пешка · g7 чёрная пешка · h7 чёрная пешка · a6 чёрный слон · b6 чёрная пешка · d5 чёрная пешка · d4 белая пешка · b3 белая пешка · f3 белый конь · g3 белая пешка · a2 белая пешка · d2 белый слон · e2 белая пешка · f2 белая пешка · g2 белый слон · h2 белая пешка · c1 белая ладья · d1 белый ферзь · f1 белая ладья · g1 белый король | a8 чёрная ладья · d8 чёрный ферзь · f8 чёрная ладья · g8 чёрный король · a7 чёрная пешка · c7 чёрная пешка · d7 чёрный конь · e7 чёрный слон · f7 чёрная пешка · g7 чёрная пешка · h7 чёрная пешка · a6 чёрный слон · b6 чёрная пешка · d5 чёрная пешка · d4 белая пешка · b3 белая пешка · f3 белый конь · g3 белая пешка · a2 белая пешка · d2 белый слон · e2 белая пешка · f2 белая пешка · g2 белый слон · h2 белая пешка · c1 белая ладья · d1 белый ферзь · f1 белая ладья · g1 белый король | 3 |
| 2 | a8 чёрная ладья · d8 чёрный ферзь · f8 чёрная ладья · g8 чёрный король · a7 чёрная пешка · c7 чёрная пешка · d7 чёрный конь · e7 чёрный слон · f7 чёрная пешка · g7 чёрная пешка · h7 чёрная пешка · a6 чёрный слон · b6 чёрная пешка · d5 чёрная пешка · d4 белая пешка · b3 белая пешка · f3 белый конь · g3 белая пешка · a2 белая пешка · d2 белый слон · e2 белая пешка · f2 белая пешка · g2 белый слон · h2 белая пешка · c1 белая ладья · d1 белый ферзь · f1 белая ладья · g1 белый король | a8 чёрная ладья · d8 чёрный ферзь · f8 чёрная ладья · g8 чёрный король · a7 чёрная пешка · c7 чёрная пешка · d7 чёрный конь · e7 чёрный слон · f7 чёрная пешка · g7 чёрная пешка · h7 чёрная пешка · a6 чёрный слон · b6 чёрная пешка · d5 чёрная пешка · d4 белая пешка · b3 белая пешка · f3 белый конь · g3 белая пешка · a2 белая пешка · d2 белый слон · e2 белая пешка · f2 белая пешка · g2 белый слон · h2 белая пешка · c1 белая ладья · d1 белый ферзь · f1 белая ладья · g1 белый король | a8 чёрная ладья · d8 чёрный ферзь · f8 чёрная ладья · g8 чёрный король · a7 чёрная пешка · c7 чёрная пешка · d7 чёрный конь · e7 чёрный слон · f7 чёрная пешка · g7 чёрная пешка · h7 чёрная пешка · a6 чёрный слон · b6 чёрная пешка · d5 чёрная пешка · d4 белая пешка · b3 белая пешка · f3 белый конь · g3 белая пешка · a2 белая пешка · d2 белый слон · e2 белая пешка · f2 белая пешка · g2 белый слон · h2 белая пешка · c1 белая ладья · d1 белый ферзь · f1 белая ладья · g1 белый король | a8 чёрная ладья · d8 чёрный ферзь · f8 чёрная ладья · g8 чёрный король · a7 чёрная пешка · c7 чёрная пешка · d7 чёрный конь · e7 чёрный слон · f7 чёрная пешка · g7 чёрная пешка · h7 чёрная пешка · a6 чёрный слон · b6 чёрная пешка · d5 чёрная пешка · d4 белая пешка · b3 белая пешка · f3 белый конь · g3 белая пешка · a2 белая пешка · d2 белый слон · e2 белая пешка · f2 белая пешка · g2 белый слон · h2 белая пешка · c1 белая ладья · d1 белый ферзь · f1 белая ладья · g1 белый король | a8 чёрная ладья · d8 чёрный ферзь · f8 чёрная ладья · g8 чёрный король · a7 чёрная пешка · c7 чёрная пешка · d7 чёрный конь · e7 чёрный слон · f7 чёрная пешка · g7 чёрная пешка · h7 чёрная пешка · a6 чёрный слон · b6 чёрная пешка · d5 чёрная пешка · d4 белая пешка · b3 белая пешка · f3 белый конь · g3 белая пешка · a2 белая пешка · d2 белый слон · e2 белая пешка · f2 белая пешка · g2 белый слон · h2 белая пешка · c1 белая ладья · d1 белый ферзь · f1 белая ладья · g1 белый король | a8 чёрная ладья · d8 чёрный ферзь · f8 чёрная ладья · g8 чёрный король · a7 чёрная пешка · c7 чёрная пешка · d7 чёрный конь · e7 чёрный слон · f7 чёрная пешка · g7 чёрная пешка · h7 чёрная пешка · a6 чёрный слон · b6 чёрная пешка · d5 чёрная пешка · d4 белая пешка · b3 белая пешка · f3 белый конь · g3 белая пешка · a2 белая пешка · d2 белый слон · e2 белая пешка · f2 белая пешка · g2 белый слон · h2 белая пешка · c1 белая ладья · d1 белый ферзь · f1 белая ладья · g1 белый король | a8 чёрная ладья · d8 чёрный ферзь · f8 чёрная ладья · g8 чёрный король · a7 чёрная пешка · c7 чёрная пешка · d7 чёрный конь · e7 чёрный слон · f7 чёрная пешка · g7 чёрная пешка · h7 чёрная пешка · a6 чёрный слон · b6 чёрная пешка · d5 чёрная пешка · d4 белая пешка · b3 белая пешка · f3 белый конь · g3 белая пешка · a2 белая пешка · d2 белый слон · e2 белая пешка · f2 белая пешка · g2 белый слон · h2 белая пешка · c1 белая ладья · d1 белый ферзь · f1 белая ладья · g1 белый король | a8 чёрная ладья · d8 чёрный ферзь · f8 чёрная ладья · g8 чёрный король · a7 чёрная пешка · c7 чёрная пешка · d7 чёрный конь · e7 чёрный слон · f7 чёрная пешка · g7 чёрная пешка · h7 чёрная пешка · a6 чёрный слон · b6 чёрная пешка · d5 чёрная пешка · d4 белая пешка · b3 белая пешка · f3 белый конь · g3 белая пешка · a2 белая пешка · d2 белый слон · e2 белая пешка · f2 белая пешка · g2 белый слон · h2 белая пешка · c1 белая ладья · d1 белый ферзь · f1 белая ладья · g1 белый король | 2 |
| 1 | a8 чёрная ладья · d8 чёрный ферзь · f8 чёрная ладья · g8 чёрный король · a7 чёрная пешка · c7 чёрная пешка · d7 чёрный конь · e7 чёрный слон · f7 чёрная пешка · g7 чёрная пешка · h7 чёрная пешка · a6 чёрный слон · b6 чёрная пешка · d5 чёрная пешка · d4 белая пешка · b3 белая пешка · f3 белый конь · g3 белая пешка · a2 белая пешка · d2 белый слон · e2 белая пешка · f2 белая пешка · g2 белый слон · h2 белая пешка · c1 белая ладья · d1 белый ферзь · f1 белая ладья · g1 белый король | a8 чёрная ладья · d8 чёрный ферзь · f8 чёрная ладья · g8 чёрный король · a7 чёрная пешка · c7 чёрная пешка · d7 чёрный конь · e7 чёрный слон · f7 чёрная пешка · g7 чёрная пешка · h7 чёрная пешка · a6 чёрный слон · b6 чёрная пешка · d5 чёрная пешка · d4 белая пешка · b3 белая пешка · f3 белый конь · g3 белая пешка · a2 белая пешка · d2 белый слон · e2 белая пешка · f2 белая пешка · g2 белый слон · h2 белая пешка · c1 белая ладья · d1 белый ферзь · f1 белая ладья · g1 белый король | a8 чёрная ладья · d8 чёрный ферзь · f8 чёрная ладья · g8 чёрный король · a7 чёрная пешка · c7 чёрная пешка · d7 чёрный конь · e7 чёрный слон · f7 чёрная пешка · g7 чёрная пешка · h7 чёрная пешка · a6 чёрный слон · b6 чёрная пешка · d5 чёрная пешка · d4 белая пешка · b3 белая пешка · f3 белый конь · g3 белая пешка · a2 белая пешка · d2 белый слон · e2 белая пешка · f2 белая пешка · g2 белый слон · h2 белая пешка · c1 белая ладья · d1 белый ферзь · f1 белая ладья · g1 белый король | a8 чёрная ладья · d8 чёрный ферзь · f8 чёрная ладья · g8 чёрный король · a7 чёрная пешка · c7 чёрная пешка · d7 чёрный конь · e7 чёрный слон · f7 чёрная пешка · g7 чёрная пешка · h7 чёрная пешка · a6 чёрный слон · b6 чёрная пешка · d5 чёрная пешка · d4 белая пешка · b3 белая пешка · f3 белый конь · g3 белая пешка · a2 белая пешка · d2 белый слон · e2 белая пешка · f2 белая пешка · g2 белый слон · h2 белая пешка · c1 белая ладья · d1 белый ферзь · f1 белая ладья · g1 белый король | a8 чёрная ладья · d8 чёрный ферзь · f8 чёрная ладья · g8 чёрный король · a7 чёрная пешка · c7 чёрная пешка · d7 чёрный конь · e7 чёрный слон · f7 чёрная пешка · g7 чёрная пешка · h7 чёрная пешка · a6 чёрный слон · b6 чёрная пешка · d5 чёрная пешка · d4 белая пешка · b3 белая пешка · f3 белый конь · g3 белая пешка · a2 белая пешка · d2 белый слон · e2 белая пешка · f2 белая пешка · g2 белый слон · h2 белая пешка · c1 белая ладья · d1 белый ферзь · f1 белая ладья · g1 белый король | a8 чёрная ладья · d8 чёрный ферзь · f8 чёрная ладья · g8 чёрный король · a7 чёрная пешка · c7 чёрная пешка · d7 чёрный конь · e7 чёрный слон · f7 чёрная пешка · g7 чёрная пешка · h7 чёрная пешка · a6 чёрный слон · b6 чёрная пешка · d5 чёрная пешка · d4 белая пешка · b3 белая пешка · f3 белый конь · g3 белая пешка · a2 белая пешка · d2 белый слон · e2 белая пешка · f2 белая пешка · g2 белый слон · h2 белая пешка · c1 белая ладья · d1 белый ферзь · f1 белая ладья · g1 белый король | a8 чёрная ладья · d8 чёрный ферзь · f8 чёрная ладья · g8 чёрный король · a7 чёрная пешка · c7 чёрная пешка · d7 чёрный конь · e7 чёрный слон · f7 чёрная пешка · g7 чёрная пешка · h7 чёрная пешка · a6 чёрный слон · b6 чёрная пешка · d5 чёрная пешка · d4 белая пешка · b3 белая пешка · f3 белый конь · g3 белая пешка · a2 белая пешка · d2 белый слон · e2 белая пешка · f2 белая пешка · g2 белый слон · h2 белая пешка · c1 белая ладья · d1 белый ферзь · f1 белая ладья · g1 белый король | a8 чёрная ладья · d8 чёрный ферзь · f8 чёрная ладья · g8 чёрный король · a7 чёрная пешка · c7 чёрная пешка · d7 чёрный конь · e7 чёрный слон · f7 чёрная пешка · g7 чёрная пешка · h7 чёрная пешка · a6 чёрный слон · b6 чёрная пешка · d5 чёрная пешка · d4 белая пешка · b3 белая пешка · f3 белый конь · g3 белая пешка · a2 белая пешка · d2 белый слон · e2 белая пешка · f2 белая пешка · g2 белый слон · h2 белая пешка · c1 белая ладья · d1 белый ферзь · f1 белая ладья · g1 белый король | 1 |
|   | a | b | c | d | e | f | g | h |   | После 12...c5 13.dc bc у черных образуются висячие пешки.
Позиция, с которой следует начать разговор, возникает после ходов 1. Кf3 Kf6 2. c4 b6 3. d4 e6 4. g3 Ca6 5. b3 Cb4+ 6. Cd2 Ce7 7. Cg2 0-0 8. 0-0 d5 9. cd K:d5 10. Kc3 Kd7 11. K:d5 ed 12. Лс1. Позиция настолько содержательна, что оба соперника проверяли её всесторонне. В 14-й партии её избрал белыми Каспаров, в следующей уже свою трактовку за белых демонстрировал Карпов.
Кстати, такая «творческая рокировка» свидетельствует, во-первых, о большом интересе обоих соперников к возникающей стратегической проблеме, во-вторых, об актуальности дебютного варианта, и, наконец, о том, что каждый из партнеров в период предматчевой подготовки разработал свой план игры как за белых. так и за черных. <...> Очевидно, что черные непременно сыграют с7-с5, и тогда рано или поздно белые разменом на с5 белые создадут в лагере противника висячую центральную пешечную пару с5-d5, которая будет одновременно и динамическим фактором, и мишенью.

14-я партия: 12...с5 13.dc bc, и возникла критическая позиция.
|   | a | b | c | d | e | f | g | h |   |
| - | --- | --- | --- | --- | --- | --- | --- | --- | - |
| 8 | b8 чёрная ладья · d8 чёрный ферзь · f8 чёрная ладья · g8 чёрный король · a7 чёрная пешка · e7 чёрный слон · f7 чёрная пешка · g7 чёрная пешка · h7 чёрная пешка · e6 чёрный слон · f6 чёрный конь · c5 чёрная пешка · d5 чёрная пешка · g5 белый слон · b3 белая пешка · c3 белый конь · d3 белый ферзь · e3 белая пешка · f3 белый конь · a2 белая пешка · f2 белая пешка · g2 белая пешка · h2 белая пешка · c1 белая ладья · f1 белая ладья · g1 белый король | b8 чёрная ладья · d8 чёрный ферзь · f8 чёрная ладья · g8 чёрный король · a7 чёрная пешка · e7 чёрный слон · f7 чёрная пешка · g7 чёрная пешка · h7 чёрная пешка · e6 чёрный слон · f6 чёрный конь · c5 чёрная пешка · d5 чёрная пешка · g5 белый слон · b3 белая пешка · c3 белый конь · d3 белый ферзь · e3 белая пешка · f3 белый конь · a2 белая пешка · f2 белая пешка · g2 белая пешка · h2 белая пешка · c1 белая ладья · f1 белая ладья · g1 белый король | b8 чёрная ладья · d8 чёрный ферзь · f8 чёрная ладья · g8 чёрный король · a7 чёрная пешка · e7 чёрный слон · f7 чёрная пешка · g7 чёрная пешка · h7 чёрная пешка · e6 чёрный слон · f6 чёрный конь · c5 чёрная пешка · d5 чёрная пешка · g5 белый слон · b3 белая пешка · c3 белый конь · d3 белый ферзь · e3 белая пешка · f3 белый конь · a2 белая пешка · f2 белая пешка · g2 белая пешка · h2 белая пешка · c1 белая ладья · f1 белая ладья · g1 белый король | b8 чёрная ладья · d8 чёрный ферзь · f8 чёрная ладья · g8 чёрный король · a7 чёрная пешка · e7 чёрный слон · f7 чёрная пешка · g7 чёрная пешка · h7 чёрная пешка · e6 чёрный слон · f6 чёрный конь · c5 чёрная пешка · d5 чёрная пешка · g5 белый слон · b3 белая пешка · c3 белый конь · d3 белый ферзь · e3 белая пешка · f3 белый конь · a2 белая пешка · f2 белая пешка · g2 белая пешка · h2 белая пешка · c1 белая ладья · f1 белая ладья · g1 белый король | b8 чёрная ладья · d8 чёрный ферзь · f8 чёрная ладья · g8 чёрный король · a7 чёрная пешка · e7 чёрный слон · f7 чёрная пешка · g7 чёрная пешка · h7 чёрная пешка · e6 чёрный слон · f6 чёрный конь · c5 чёрная пешка · d5 чёрная пешка · g5 белый слон · b3 белая пешка · c3 белый конь · d3 белый ферзь · e3 белая пешка · f3 белый конь · a2 белая пешка · f2 белая пешка · g2 белая пешка · h2 белая пешка · c1 белая ладья · f1 белая ладья · g1 белый король | b8 чёрная ладья · d8 чёрный ферзь · f8 чёрная ладья · g8 чёрный король · a7 чёрная пешка · e7 чёрный слон · f7 чёрная пешка · g7 чёрная пешка · h7 чёрная пешка · e6 чёрный слон · f6 чёрный конь · c5 чёрная пешка · d5 чёрная пешка · g5 белый слон · b3 белая пешка · c3 белый конь · d3 белый ферзь · e3 белая пешка · f3 белый конь · a2 белая пешка · f2 белая пешка · g2 белая пешка · h2 белая пешка · c1 белая ладья · f1 белая ладья · g1 белый король | b8 чёрная ладья · d8 чёрный ферзь · f8 чёрная ладья · g8 чёрный король · a7 чёрная пешка · e7 чёрный слон · f7 чёрная пешка · g7 чёрная пешка · h7 чёрная пешка · e6 чёрный слон · f6 чёрный конь · c5 чёрная пешка · d5 чёрная пешка · g5 белый слон · b3 белая пешка · c3 белый конь · d3 белый ферзь · e3 белая пешка · f3 белый конь · a2 белая пешка · f2 белая пешка · g2 белая пешка · h2 белая пешка · c1 белая ладья · f1 белая ладья · g1 белый король | b8 чёрная ладья · d8 чёрный ферзь · f8 чёрная ладья · g8 чёрный король · a7 чёрная пешка · e7 чёрный слон · f7 чёрная пешка · g7 чёрная пешка · h7 чёрная пешка · e6 чёрный слон · f6 чёрный конь · c5 чёрная пешка · d5 чёрная пешка · g5 белый слон · b3 белая пешка · c3 белый конь · d3 белый ферзь · e3 белая пешка · f3 белый конь · a2 белая пешка · f2 белая пешка · g2 белая пешка · h2 белая пешка · c1 белая ладья · f1 белая ладья · g1 белый король | 8 |
| 7 | b8 чёрная ладья · d8 чёрный ферзь · f8 чёрная ладья · g8 чёрный король · a7 чёрная пешка · e7 чёрный слон · f7 чёрная пешка · g7 чёрная пешка · h7 чёрная пешка · e6 чёрный слон · f6 чёрный конь · c5 чёрная пешка · d5 чёрная пешка · g5 белый слон · b3 белая пешка · c3 белый конь · d3 белый ферзь · e3 белая пешка · f3 белый конь · a2 белая пешка · f2 белая пешка · g2 белая пешка · h2 белая пешка · c1 белая ладья · f1 белая ладья · g1 белый король | b8 чёрная ладья · d8 чёрный ферзь · f8 чёрная ладья · g8 чёрный король · a7 чёрная пешка · e7 чёрный слон · f7 чёрная пешка · g7 чёрная пешка · h7 чёрная пешка · e6 чёрный слон · f6 чёрный конь · c5 чёрная пешка · d5 чёрная пешка · g5 белый слон · b3 белая пешка · c3 белый конь · d3 белый ферзь · e3 белая пешка · f3 белый конь · a2 белая пешка · f2 белая пешка · g2 белая пешка · h2 белая пешка · c1 белая ладья · f1 белая ладья · g1 белый король | b8 чёрная ладья · d8 чёрный ферзь · f8 чёрная ладья · g8 чёрный король · a7 чёрная пешка · e7 чёрный слон · f7 чёрная пешка · g7 чёрная пешка · h7 чёрная пешка · e6 чёрный слон · f6 чёрный конь · c5 чёрная пешка · d5 чёрная пешка · g5 белый слон · b3 белая пешка · c3 белый конь · d3 белый ферзь · e3 белая пешка · f3 белый конь · a2 белая пешка · f2 белая пешка · g2 белая пешка · h2 белая пешка · c1 белая ладья · f1 белая ладья · g1 белый король | b8 чёрная ладья · d8 чёрный ферзь · f8 чёрная ладья · g8 чёрный король · a7 чёрная пешка · e7 чёрный слон · f7 чёрная пешка · g7 чёрная пешка · h7 чёрная пешка · e6 чёрный слон · f6 чёрный конь · c5 чёрная пешка · d5 чёрная пешка · g5 белый слон · b3 белая пешка · c3 белый конь · d3 белый ферзь · e3 белая пешка · f3 белый конь · a2 белая пешка · f2 белая пешка · g2 белая пешка · h2 белая пешка · c1 белая ладья · f1 белая ладья · g1 белый король | b8 чёрная ладья · d8 чёрный ферзь · f8 чёрная ладья · g8 чёрный король · a7 чёрная пешка · e7 чёрный слон · f7 чёрная пешка · g7 чёрная пешка · h7 чёрная пешка · e6 чёрный слон · f6 чёрный конь · c5 чёрная пешка · d5 чёрная пешка · g5 белый слон · b3 белая пешка · c3 белый конь · d3 белый ферзь · e3 белая пешка · f3 белый конь · a2 белая пешка · f2 белая пешка · g2 белая пешка · h2 белая пешка · c1 белая ладья · f1 белая ладья · g1 белый король | b8 чёрная ладья · d8 чёрный ферзь · f8 чёрная ладья · g8 чёрный король · a7 чёрная пешка · e7 чёрный слон · f7 чёрная пешка · g7 чёрная пешка · h7 чёрная пешка · e6 чёрный слон · f6 чёрный конь · c5 чёрная пешка · d5 чёрная пешка · g5 белый слон · b3 белая пешка · c3 белый конь · d3 белый ферзь · e3 белая пешка · f3 белый конь · a2 белая пешка · f2 белая пешка · g2 белая пешка · h2 белая пешка · c1 белая ладья · f1 белая ладья · g1 белый король | b8 чёрная ладья · d8 чёрный ферзь · f8 чёрная ладья · g8 чёрный король · a7 чёрная пешка · e7 чёрный слон · f7 чёрная пешка · g7 чёрная пешка · h7 чёрная пешка · e6 чёрный слон · f6 чёрный конь · c5 чёрная пешка · d5 чёрная пешка · g5 белый слон · b3 белая пешка · c3 белый конь · d3 белый ферзь · e3 белая пешка · f3 белый конь · a2 белая пешка · f2 белая пешка · g2 белая пешка · h2 белая пешка · c1 белая ладья · f1 белая ладья · g1 белый король | b8 чёрная ладья · d8 чёрный ферзь · f8 чёрная ладья · g8 чёрный король · a7 чёрная пешка · e7 чёрный слон · f7 чёрная пешка · g7 чёрная пешка · h7 чёрная пешка · e6 чёрный слон · f6 чёрный конь · c5 чёрная пешка · d5 чёрная пешка · g5 белый слон · b3 белая пешка · c3 белый конь · d3 белый ферзь · e3 белая пешка · f3 белый конь · a2 белая пешка · f2 белая пешка · g2 белая пешка · h2 белая пешка · c1 белая ладья · f1 белая ладья · g1 белый король | 7 |
| 6 | b8 чёрная ладья · d8 чёрный ферзь · f8 чёрная ладья · g8 чёрный король · a7 чёрная пешка · e7 чёрный слон · f7 чёрная пешка · g7 чёрная пешка · h7 чёрная пешка · e6 чёрный слон · f6 чёрный конь · c5 чёрная пешка · d5 чёрная пешка · g5 белый слон · b3 белая пешка · c3 белый конь · d3 белый ферзь · e3 белая пешка · f3 белый конь · a2 белая пешка · f2 белая пешка · g2 белая пешка · h2 белая пешка · c1 белая ладья · f1 белая ладья · g1 белый король | b8 чёрная ладья · d8 чёрный ферзь · f8 чёрная ладья · g8 чёрный король · a7 чёрная пешка · e7 чёрный слон · f7 чёрная пешка · g7 чёрная пешка · h7 чёрная пешка · e6 чёрный слон · f6 чёрный конь · c5 чёрная пешка · d5 чёрная пешка · g5 белый слон · b3 белая пешка · c3 белый конь · d3 белый ферзь · e3 белая пешка · f3 белый конь · a2 белая пешка · f2 белая пешка · g2 белая пешка · h2 белая пешка · c1 белая ладья · f1 белая ладья · g1 белый король | b8 чёрная ладья · d8 чёрный ферзь · f8 чёрная ладья · g8 чёрный король · a7 чёрная пешка · e7 чёрный слон · f7 чёрная пешка · g7 чёрная пешка · h7 чёрная пешка · e6 чёрный слон · f6 чёрный конь · c5 чёрная пешка · d5 чёрная пешка · g5 белый слон · b3 белая пешка · c3 белый конь · d3 белый ферзь · e3 белая пешка · f3 белый конь · a2 белая пешка · f2 белая пешка · g2 белая пешка · h2 белая пешка · c1 белая ладья · f1 белая ладья · g1 белый король | b8 чёрная ладья · d8 чёрный ферзь · f8 чёрная ладья · g8 чёрный король · a7 чёрная пешка · e7 чёрный слон · f7 чёрная пешка · g7 чёрная пешка · h7 чёрная пешка · e6 чёрный слон · f6 чёрный конь · c5 чёрная пешка · d5 чёрная пешка · g5 белый слон · b3 белая пешка · c3 белый конь · d3 белый ферзь · e3 белая пешка · f3 белый конь · a2 белая пешка · f2 белая пешка · g2 белая пешка · h2 белая пешка · c1 белая ладья · f1 белая ладья · g1 белый король | b8 чёрная ладья · d8 чёрный ферзь · f8 чёрная ладья · g8 чёрный король · a7 чёрная пешка · e7 чёрный слон · f7 чёрная пешка · g7 чёрная пешка · h7 чёрная пешка · e6 чёрный слон · f6 чёрный конь · c5 чёрная пешка · d5 чёрная пешка · g5 белый слон · b3 белая пешка · c3 белый конь · d3 белый ферзь · e3 белая пешка · f3 белый конь · a2 белая пешка · f2 белая пешка · g2 белая пешка · h2 белая пешка · c1 белая ладья · f1 белая ладья · g1 белый король | b8 чёрная ладья · d8 чёрный ферзь · f8 чёрная ладья · g8 чёрный король · a7 чёрная пешка · e7 чёрный слон · f7 чёрная пешка · g7 чёрная пешка · h7 чёрная пешка · e6 чёрный слон · f6 чёрный конь · c5 чёрная пешка · d5 чёрная пешка · g5 белый слон · b3 белая пешка · c3 белый конь · d3 белый ферзь · e3 белая пешка · f3 белый конь · a2 белая пешка · f2 белая пешка · g2 белая пешка · h2 белая пешка · c1 белая ладья · f1 белая ладья · g1 белый король | b8 чёрная ладья · d8 чёрный ферзь · f8 чёрная ладья · g8 чёрный король · a7 чёрная пешка · e7 чёрный слон · f7 чёрная пешка · g7 чёрная пешка · h7 чёрная пешка · e6 чёрный слон · f6 чёрный конь · c5 чёрная пешка · d5 чёрная пешка · g5 белый слон · b3 белая пешка · c3 белый конь · d3 белый ферзь · e3 белая пешка · f3 белый конь · a2 белая пешка · f2 белая пешка · g2 белая пешка · h2 белая пешка · c1 белая ладья · f1 белая ладья · g1 белый король | b8 чёрная ладья · d8 чёрный ферзь · f8 чёрная ладья · g8 чёрный король · a7 чёрная пешка · e7 чёрный слон · f7 чёрная пешка · g7 чёрная пешка · h7 чёрная пешка · e6 чёрный слон · f6 чёрный конь · c5 чёрная пешка · d5 чёрная пешка · g5 белый слон · b3 белая пешка · c3 белый конь · d3 белый ферзь · e3 белая пешка · f3 белый конь · a2 белая пешка · f2 белая пешка · g2 белая пешка · h2 белая пешка · c1 белая ладья · f1 белая ладья · g1 белый король | 6 |
| 5 | b8 чёрная ладья · d8 чёрный ферзь · f8 чёрная ладья · g8 чёрный король · a7 чёрная пешка · e7 чёрный слон · f7 чёрная пешка · g7 чёрная пешка · h7 чёрная пешка · e6 чёрный слон · f6 чёрный конь · c5 чёрная пешка · d5 чёрная пешка · g5 белый слон · b3 белая пешка · c3 белый конь · d3 белый ферзь · e3 белая пешка · f3 белый конь · a2 белая пешка · f2 белая пешка · g2 белая пешка · h2 белая пешка · c1 белая ладья · f1 белая ладья · g1 белый король | b8 чёрная ладья · d8 чёрный ферзь · f8 чёрная ладья · g8 чёрный король · a7 чёрная пешка · e7 чёрный слон · f7 чёрная пешка · g7 чёрная пешка · h7 чёрная пешка · e6 чёрный слон · f6 чёрный конь · c5 чёрная пешка · d5 чёрная пешка · g5 белый слон · b3 белая пешка · c3 белый конь · d3 белый ферзь · e3 белая пешка · f3 белый конь · a2 белая пешка · f2 белая пешка · g2 белая пешка · h2 белая пешка · c1 белая ладья · f1 белая ладья · g1 белый король | b8 чёрная ладья · d8 чёрный ферзь · f8 чёрная ладья · g8 чёрный король · a7 чёрная пешка · e7 чёрный слон · f7 чёрная пешка · g7 чёрная пешка · h7 чёрная пешка · e6 чёрный слон · f6 чёрный конь · c5 чёрная пешка · d5 чёрная пешка · g5 белый слон · b3 белая пешка · c3 белый конь · d3 белый ферзь · e3 белая пешка · f3 белый конь · a2 белая пешка · f2 белая пешка · g2 белая пешка · h2 белая пешка · c1 белая ладья · f1 белая ладья · g1 белый король | b8 чёрная ладья · d8 чёрный ферзь · f8 чёрная ладья · g8 чёрный король · a7 чёрная пешка · e7 чёрный слон · f7 чёрная пешка · g7 чёрная пешка · h7 чёрная пешка · e6 чёрный слон · f6 чёрный конь · c5 чёрная пешка · d5 чёрная пешка · g5 белый слон · b3 белая пешка · c3 белый конь · d3 белый ферзь · e3 белая пешка · f3 белый конь · a2 белая пешка · f2 белая пешка · g2 белая пешка · h2 белая пешка · c1 белая ладья · f1 белая ладья · g1 белый король | b8 чёрная ладья · d8 чёрный ферзь · f8 чёрная ладья · g8 чёрный король · a7 чёрная пешка · e7 чёрный слон · f7 чёрная пешка · g7 чёрная пешка · h7 чёрная пешка · e6 чёрный слон · f6 чёрный конь · c5 чёрная пешка · d5 чёрная пешка · g5 белый слон · b3 белая пешка · c3 белый конь · d3 белый ферзь · e3 белая пешка · f3 белый конь · a2 белая пешка · f2 белая пешка · g2 белая пешка · h2 белая пешка · c1 белая ладья · f1 белая ладья · g1 белый король | b8 чёрная ладья · d8 чёрный ферзь · f8 чёрная ладья · g8 чёрный король · a7 чёрная пешка · e7 чёрный слон · f7 чёрная пешка · g7 чёрная пешка · h7 чёрная пешка · e6 чёрный слон · f6 чёрный конь · c5 чёрная пешка · d5 чёрная пешка · g5 белый слон · b3 белая пешка · c3 белый конь · d3 белый ферзь · e3 белая пешка · f3 белый конь · a2 белая пешка · f2 белая пешка · g2 белая пешка · h2 белая пешка · c1 белая ладья · f1 белая ладья · g1 белый король | b8 чёрная ладья · d8 чёрный ферзь · f8 чёрная ладья · g8 чёрный король · a7 чёрная пешка · e7 чёрный слон · f7 чёрная пешка · g7 чёрная пешка · h7 чёрная пешка · e6 чёрный слон · f6 чёрный конь · c5 чёрная пешка · d5 чёрная пешка · g5 белый слон · b3 белая пешка · c3 белый конь · d3 белый ферзь · e3 белая пешка · f3 белый конь · a2 белая пешка · f2 белая пешка · g2 белая пешка · h2 белая пешка · c1 белая ладья · f1 белая ладья · g1 белый король | b8 чёрная ладья · d8 чёрный ферзь · f8 чёрная ладья · g8 чёрный король · a7 чёрная пешка · e7 чёрный слон · f7 чёрная пешка · g7 чёрная пешка · h7 чёрная пешка · e6 чёрный слон · f6 чёрный конь · c5 чёрная пешка · d5 чёрная пешка · g5 белый слон · b3 белая пешка · c3 белый конь · d3 белый ферзь · e3 белая пешка · f3 белый конь · a2 белая пешка · f2 белая пешка · g2 белая пешка · h2 белая пешка · c1 белая ладья · f1 белая ладья · g1 белый король | 5 |
| 4 | b8 чёрная ладья · d8 чёрный ферзь · f8 чёрная ладья · g8 чёрный король · a7 чёрная пешка · e7 чёрный слон · f7 чёрная пешка · g7 чёрная пешка · h7 чёрная пешка · e6 чёрный слон · f6 чёрный конь · c5 чёрная пешка · d5 чёрная пешка · g5 белый слон · b3 белая пешка · c3 белый конь · d3 белый ферзь · e3 белая пешка · f3 белый конь · a2 белая пешка · f2 белая пешка · g2 белая пешка · h2 белая пешка · c1 белая ладья · f1 белая ладья · g1 белый король | b8 чёрная ладья · d8 чёрный ферзь · f8 чёрная ладья · g8 чёрный король · a7 чёрная пешка · e7 чёрный слон · f7 чёрная пешка · g7 чёрная пешка · h7 чёрная пешка · e6 чёрный слон · f6 чёрный конь · c5 чёрная пешка · d5 чёрная пешка · g5 белый слон · b3 белая пешка · c3 белый конь · d3 белый ферзь · e3 белая пешка · f3 белый конь · a2 белая пешка · f2 белая пешка · g2 белая пешка · h2 белая пешка · c1 белая ладья · f1 белая ладья · g1 белый король | b8 чёрная ладья · d8 чёрный ферзь · f8 чёрная ладья · g8 чёрный король · a7 чёрная пешка · e7 чёрный слон · f7 чёрная пешка · g7 чёрная пешка · h7 чёрная пешка · e6 чёрный слон · f6 чёрный конь · c5 чёрная пешка · d5 чёрная пешка · g5 белый слон · b3 белая пешка · c3 белый конь · d3 белый ферзь · e3 белая пешка · f3 белый конь · a2 белая пешка · f2 белая пешка · g2 белая пешка · h2 белая пешка · c1 белая ладья · f1 белая ладья · g1 белый король | b8 чёрная ладья · d8 чёрный ферзь · f8 чёрная ладья · g8 чёрный король · a7 чёрная пешка · e7 чёрный слон · f7 чёрная пешка · g7 чёрная пешка · h7 чёрная пешка · e6 чёрный слон · f6 чёрный конь · c5 чёрная пешка · d5 чёрная пешка · g5 белый слон · b3 белая пешка · c3 белый конь · d3 белый ферзь · e3 белая пешка · f3 белый конь · a2 белая пешка · f2 белая пешка · g2 белая пешка · h2 белая пешка · c1 белая ладья · f1 белая ладья · g1 белый король | b8 чёрная ладья · d8 чёрный ферзь · f8 чёрная ладья · g8 чёрный король · a7 чёрная пешка · e7 чёрный слон · f7 чёрная пешка · g7 чёрная пешка · h7 чёрная пешка · e6 чёрный слон · f6 чёрный конь · c5 чёрная пешка · d5 чёрная пешка · g5 белый слон · b3 белая пешка · c3 белый конь · d3 белый ферзь · e3 белая пешка · f3 белый конь · a2 белая пешка · f2 белая пешка · g2 белая пешка · h2 белая пешка · c1 белая ладья · f1 белая ладья · g1 белый король | b8 чёрная ладья · d8 чёрный ферзь · f8 чёрная ладья · g8 чёрный король · a7 чёрная пешка · e7 чёрный слон · f7 чёрная пешка · g7 чёрная пешка · h7 чёрная пешка · e6 чёрный слон · f6 чёрный конь · c5 чёрная пешка · d5 чёрная пешка · g5 белый слон · b3 белая пешка · c3 белый конь · d3 белый ферзь · e3 белая пешка · f3 белый конь · a2 белая пешка · f2 белая пешка · g2 белая пешка · h2 белая пешка · c1 белая ладья · f1 белая ладья · g1 белый король | b8 чёрная ладья · d8 чёрный ферзь · f8 чёрная ладья · g8 чёрный король · a7 чёрная пешка · e7 чёрный слон · f7 чёрная пешка · g7 чёрная пешка · h7 чёрная пешка · e6 чёрный слон · f6 чёрный конь · c5 чёрная пешка · d5 чёрная пешка · g5 белый слон · b3 белая пешка · c3 белый конь · d3 белый ферзь · e3 белая пешка · f3 белый конь · a2 белая пешка · f2 белая пешка · g2 белая пешка · h2 белая пешка · c1 белая ладья · f1 белая ладья · g1 белый король | b8 чёрная ладья · d8 чёрный ферзь · f8 чёрная ладья · g8 чёрный король · a7 чёрная пешка · e7 чёрный слон · f7 чёрная пешка · g7 чёрная пешка · h7 чёрная пешка · e6 чёрный слон · f6 чёрный конь · c5 чёрная пешка · d5 чёрная пешка · g5 белый слон · b3 белая пешка · c3 белый конь · d3 белый ферзь · e3 белая пешка · f3 белый конь · a2 белая пешка · f2 белая пешка · g2 белая пешка · h2 белая пешка · c1 белая ладья · f1 белая ладья · g1 белый король | 4 |
| 3 | b8 чёрная ладья · d8 чёрный ферзь · f8 чёрная ладья · g8 чёрный король · a7 чёрная пешка · e7 чёрный слон · f7 чёрная пешка · g7 чёрная пешка · h7 чёрная пешка · e6 чёрный слон · f6 чёрный конь · c5 чёрная пешка · d5 чёрная пешка · g5 белый слон · b3 белая пешка · c3 белый конь · d3 белый ферзь · e3 белая пешка · f3 белый конь · a2 белая пешка · f2 белая пешка · g2 белая пешка · h2 белая пешка · c1 белая ладья · f1 белая ладья · g1 белый король | b8 чёрная ладья · d8 чёрный ферзь · f8 чёрная ладья · g8 чёрный король · a7 чёрная пешка · e7 чёрный слон · f7 чёрная пешка · g7 чёрная пешка · h7 чёрная пешка · e6 чёрный слон · f6 чёрный конь · c5 чёрная пешка · d5 чёрная пешка · g5 белый слон · b3 белая пешка · c3 белый конь · d3 белый ферзь · e3 белая пешка · f3 белый конь · a2 белая пешка · f2 белая пешка · g2 белая пешка · h2 белая пешка · c1 белая ладья · f1 белая ладья · g1 белый король | b8 чёрная ладья · d8 чёрный ферзь · f8 чёрная ладья · g8 чёрный король · a7 чёрная пешка · e7 чёрный слон · f7 чёрная пешка · g7 чёрная пешка · h7 чёрная пешка · e6 чёрный слон · f6 чёрный конь · c5 чёрная пешка · d5 чёрная пешка · g5 белый слон · b3 белая пешка · c3 белый конь · d3 белый ферзь · e3 белая пешка · f3 белый конь · a2 белая пешка · f2 белая пешка · g2 белая пешка · h2 белая пешка · c1 белая ладья · f1 белая ладья · g1 белый король | b8 чёрная ладья · d8 чёрный ферзь · f8 чёрная ладья · g8 чёрный король · a7 чёрная пешка · e7 чёрный слон · f7 чёрная пешка · g7 чёрная пешка · h7 чёрная пешка · e6 чёрный слон · f6 чёрный конь · c5 чёрная пешка · d5 чёрная пешка · g5 белый слон · b3 белая пешка · c3 белый конь · d3 белый ферзь · e3 белая пешка · f3 белый конь · a2 белая пешка · f2 белая пешка · g2 белая пешка · h2 белая пешка · c1 белая ладья · f1 белая ладья · g1 белый король | b8 чёрная ладья · d8 чёрный ферзь · f8 чёрная ладья · g8 чёрный король · a7 чёрная пешка · e7 чёрный слон · f7 чёрная пешка · g7 чёрная пешка · h7 чёрная пешка · e6 чёрный слон · f6 чёрный конь · c5 чёрная пешка · d5 чёрная пешка · g5 белый слон · b3 белая пешка · c3 белый конь · d3 белый ферзь · e3 белая пешка · f3 белый конь · a2 белая пешка · f2 белая пешка · g2 белая пешка · h2 белая пешка · c1 белая ладья · f1 белая ладья · g1 белый король | b8 чёрная ладья · d8 чёрный ферзь · f8 чёрная ладья · g8 чёрный король · a7 чёрная пешка · e7 чёрный слон · f7 чёрная пешка · g7 чёрная пешка · h7 чёрная пешка · e6 чёрный слон · f6 чёрный конь · c5 чёрная пешка · d5 чёрная пешка · g5 белый слон · b3 белая пешка · c3 белый конь · d3 белый ферзь · e3 белая пешка · f3 белый конь · a2 белая пешка · f2 белая пешка · g2 белая пешка · h2 белая пешка · c1 белая ладья · f1 белая ладья · g1 белый король | b8 чёрная ладья · d8 чёрный ферзь · f8 чёрная ладья · g8 чёрный король · a7 чёрная пешка · e7 чёрный слон · f7 чёрная пешка · g7 чёрная пешка · h7 чёрная пешка · e6 чёрный слон · f6 чёрный конь · c5 чёрная пешка · d5 чёрная пешка · g5 белый слон · b3 белая пешка · c3 белый конь · d3 белый ферзь · e3 белая пешка · f3 белый конь · a2 белая пешка · f2 белая пешка · g2 белая пешка · h2 белая пешка · c1 белая ладья · f1 белая ладья · g1 белый король | b8 чёрная ладья · d8 чёрный ферзь · f8 чёрная ладья · g8 чёрный король · a7 чёрная пешка · e7 чёрный слон · f7 чёрная пешка · g7 чёрная пешка · h7 чёрная пешка · e6 чёрный слон · f6 чёрный конь · c5 чёрная пешка · d5 чёрная пешка · g5 белый слон · b3 белая пешка · c3 белый конь · d3 белый ферзь · e3 белая пешка · f3 белый конь · a2 белая пешка · f2 белая пешка · g2 белая пешка · h2 белая пешка · c1 белая ладья · f1 белая ладья · g1 белый король | 3 |
| 2 | b8 чёрная ладья · d8 чёрный ферзь · f8 чёрная ладья · g8 чёрный король · a7 чёрная пешка · e7 чёрный слон · f7 чёрная пешка · g7 чёрная пешка · h7 чёрная пешка · e6 чёрный слон · f6 чёрный конь · c5 чёрная пешка · d5 чёрная пешка · g5 белый слон · b3 белая пешка · c3 белый конь · d3 белый ферзь · e3 белая пешка · f3 белый конь · a2 белая пешка · f2 белая пешка · g2 белая пешка · h2 белая пешка · c1 белая ладья · f1 белая ладья · g1 белый король | b8 чёрная ладья · d8 чёрный ферзь · f8 чёрная ладья · g8 чёрный король · a7 чёрная пешка · e7 чёрный слон · f7 чёрная пешка · g7 чёрная пешка · h7 чёрная пешка · e6 чёрный слон · f6 чёрный конь · c5 чёрная пешка · d5 чёрная пешка · g5 белый слон · b3 белая пешка · c3 белый конь · d3 белый ферзь · e3 белая пешка · f3 белый конь · a2 белая пешка · f2 белая пешка · g2 белая пешка · h2 белая пешка · c1 белая ладья · f1 белая ладья · g1 белый король | b8 чёрная ладья · d8 чёрный ферзь · f8 чёрная ладья · g8 чёрный король · a7 чёрная пешка · e7 чёрный слон · f7 чёрная пешка · g7 чёрная пешка · h7 чёрная пешка · e6 чёрный слон · f6 чёрный конь · c5 чёрная пешка · d5 чёрная пешка · g5 белый слон · b3 белая пешка · c3 белый конь · d3 белый ферзь · e3 белая пешка · f3 белый конь · a2 белая пешка · f2 белая пешка · g2 белая пешка · h2 белая пешка · c1 белая ладья · f1 белая ладья · g1 белый король | b8 чёрная ладья · d8 чёрный ферзь · f8 чёрная ладья · g8 чёрный король · a7 чёрная пешка · e7 чёрный слон · f7 чёрная пешка · g7 чёрная пешка · h7 чёрная пешка · e6 чёрный слон · f6 чёрный конь · c5 чёрная пешка · d5 чёрная пешка · g5 белый слон · b3 белая пешка · c3 белый конь · d3 белый ферзь · e3 белая пешка · f3 белый конь · a2 белая пешка · f2 белая пешка · g2 белая пешка · h2 белая пешка · c1 белая ладья · f1 белая ладья · g1 белый король | b8 чёрная ладья · d8 чёрный ферзь · f8 чёрная ладья · g8 чёрный король · a7 чёрная пешка · e7 чёрный слон · f7 чёрная пешка · g7 чёрная пешка · h7 чёрная пешка · e6 чёрный слон · f6 чёрный конь · c5 чёрная пешка · d5 чёрная пешка · g5 белый слон · b3 белая пешка · c3 белый конь · d3 белый ферзь · e3 белая пешка · f3 белый конь · a2 белая пешка · f2 белая пешка · g2 белая пешка · h2 белая пешка · c1 белая ладья · f1 белая ладья · g1 белый король | b8 чёрная ладья · d8 чёрный ферзь · f8 чёрная ладья · g8 чёрный король · a7 чёрная пешка · e7 чёрный слон · f7 чёрная пешка · g7 чёрная пешка · h7 чёрная пешка · e6 чёрный слон · f6 чёрный конь · c5 чёрная пешка · d5 чёрная пешка · g5 белый слон · b3 белая пешка · c3 белый конь · d3 белый ферзь · e3 белая пешка · f3 белый конь · a2 белая пешка · f2 белая пешка · g2 белая пешка · h2 белая пешка · c1 белая ладья · f1 белая ладья · g1 белый король | b8 чёрная ладья · d8 чёрный ферзь · f8 чёрная ладья · g8 чёрный король · a7 чёрная пешка · e7 чёрный слон · f7 чёрная пешка · g7 чёрная пешка · h7 чёрная пешка · e6 чёрный слон · f6 чёрный конь · c5 чёрная пешка · d5 чёрная пешка · g5 белый слон · b3 белая пешка · c3 белый конь · d3 белый ферзь · e3 белая пешка · f3 белый конь · a2 белая пешка · f2 белая пешка · g2 белая пешка · h2 белая пешка · c1 белая ладья · f1 белая ладья · g1 белый король | b8 чёрная ладья · d8 чёрный ферзь · f8 чёрная ладья · g8 чёрный король · a7 чёрная пешка · e7 чёрный слон · f7 чёрная пешка · g7 чёрная пешка · h7 чёрная пешка · e6 чёрный слон · f6 чёрный конь · c5 чёрная пешка · d5 чёрная пешка · g5 белый слон · b3 белая пешка · c3 белый конь · d3 белый ферзь · e3 белая пешка · f3 белый конь · a2 белая пешка · f2 белая пешка · g2 белая пешка · h2 белая пешка · c1 белая ладья · f1 белая ладья · g1 белый король | 2 |
| 1 | b8 чёрная ладья · d8 чёрный ферзь · f8 чёрная ладья · g8 чёрный король · a7 чёрная пешка · e7 чёрный слон · f7 чёрная пешка · g7 чёрная пешка · h7 чёрная пешка · e6 чёрный слон · f6 чёрный конь · c5 чёрная пешка · d5 чёрная пешка · g5 белый слон · b3 белая пешка · c3 белый конь · d3 белый ферзь · e3 белая пешка · f3 белый конь · a2 белая пешка · f2 белая пешка · g2 белая пешка · h2 белая пешка · c1 белая ладья · f1 белая ладья · g1 белый король | b8 чёрная ладья · d8 чёрный ферзь · f8 чёрная ладья · g8 чёрный король · a7 чёрная пешка · e7 чёрный слон · f7 чёрная пешка · g7 чёрная пешка · h7 чёрная пешка · e6 чёрный слон · f6 чёрный конь · c5 чёрная пешка · d5 чёрная пешка · g5 белый слон · b3 белая пешка · c3 белый конь · d3 белый ферзь · e3 белая пешка · f3 белый конь · a2 белая пешка · f2 белая пешка · g2 белая пешка · h2 белая пешка · c1 белая ладья · f1 белая ладья · g1 белый король | b8 чёрная ладья · d8 чёрный ферзь · f8 чёрная ладья · g8 чёрный король · a7 чёрная пешка · e7 чёрный слон · f7 чёрная пешка · g7 чёрная пешка · h7 чёрная пешка · e6 чёрный слон · f6 чёрный конь · c5 чёрная пешка · d5 чёрная пешка · g5 белый слон · b3 белая пешка · c3 белый конь · d3 белый ферзь · e3 белая пешка · f3 белый конь · a2 белая пешка · f2 белая пешка · g2 белая пешка · h2 белая пешка · c1 белая ладья · f1 белая ладья · g1 белый король | b8 чёрная ладья · d8 чёрный ферзь · f8 чёрная ладья · g8 чёрный король · a7 чёрная пешка · e7 чёрный слон · f7 чёрная пешка · g7 чёрная пешка · h7 чёрная пешка · e6 чёрный слон · f6 чёрный конь · c5 чёрная пешка · d5 чёрная пешка · g5 белый слон · b3 белая пешка · c3 белый конь · d3 белый ферзь · e3 белая пешка · f3 белый конь · a2 белая пешка · f2 белая пешка · g2 белая пешка · h2 белая пешка · c1 белая ладья · f1 белая ладья · g1 белый король | b8 чёрная ладья · d8 чёрный ферзь · f8 чёрная ладья · g8 чёрный король · a7 чёрная пешка · e7 чёрный слон · f7 чёрная пешка · g7 чёрная пешка · h7 чёрная пешка · e6 чёрный слон · f6 чёрный конь · c5 чёрная пешка · d5 чёрная пешка · g5 белый слон · b3 белая пешка · c3 белый конь · d3 белый ферзь · e3 белая пешка · f3 белый конь · a2 белая пешка · f2 белая пешка · g2 белая пешка · h2 белая пешка · c1 белая ладья · f1 белая ладья · g1 белый король | b8 чёрная ладья · d8 чёрный ферзь · f8 чёрная ладья · g8 чёрный король · a7 чёрная пешка · e7 чёрный слон · f7 чёрная пешка · g7 чёрная пешка · h7 чёрная пешка · e6 чёрный слон · f6 чёрный конь · c5 чёрная пешка · d5 чёрная пешка · g5 белый слон · b3 белая пешка · c3 белый конь · d3 белый ферзь · e3 белая пешка · f3 белый конь · a2 белая пешка · f2 белая пешка · g2 белая пешка · h2 белая пешка · c1 белая ладья · f1 белая ладья · g1 белый король | b8 чёрная ладья · d8 чёрный ферзь · f8 чёрная ладья · g8 чёрный король · a7 чёрная пешка · e7 чёрный слон · f7 чёрная пешка · g7 чёрная пешка · h7 чёрная пешка · e6 чёрный слон · f6 чёрный конь · c5 чёрная пешка · d5 чёрная пешка · g5 белый слон · b3 белая пешка · c3 белый конь · d3 белый ферзь · e3 белая пешка · f3 белый конь · a2 белая пешка · f2 белая пешка · g2 белая пешка · h2 белая пешка · c1 белая ладья · f1 белая ладья · g1 белый король | b8 чёрная ладья · d8 чёрный ферзь · f8 чёрная ладья · g8 чёрный король · a7 чёрная пешка · e7 чёрный слон · f7 чёрная пешка · g7 чёрная пешка · h7 чёрная пешка · e6 чёрный слон · f6 чёрный конь · c5 чёрная пешка · d5 чёрная пешка · g5 белый слон · b3 белая пешка · c3 белый конь · d3 белый ферзь · e3 белая пешка · f3 белый конь · a2 белая пешка · f2 белая пешка · g2 белая пешка · h2 белая пешка · c1 белая ладья · f1 белая ладья · g1 белый король | 1 |
|   | a | b | c | d | e | f | g | h |   |

|   | a | b | c | d | e | f | g | h |   |
| - | --- | --- | --- | --- | --- | --- | --- | --- | - |
| 8 | a8 чёрная ладья · d8 чёрный ферзь · e8 чёрная ладья · g8 чёрный король · a7 чёрная пешка · e7 чёрный слон · f7 чёрная пешка · g7 чёрная пешка · h7 чёрная пешка · a6 чёрный слон · c6 чёрный конь · f6 чёрный конь · c5 чёрная пешка · d5 чёрная пешка · a4 белый конь · b3 белая пешка · e3 белый слон · f3 белый конь · g3 белая пешка · h3 белый слон · a2 белая пешка · f2 белая пешка · h2 белая пешка · c1 белая ладья · d1 белый ферзь · f1 белая ладья · g1 белый король | a8 чёрная ладья · d8 чёрный ферзь · e8 чёрная ладья · g8 чёрный король · a7 чёрная пешка · e7 чёрный слон · f7 чёрная пешка · g7 чёрная пешка · h7 чёрная пешка · a6 чёрный слон · c6 чёрный конь · f6 чёрный конь · c5 чёрная пешка · d5 чёрная пешка · a4 белый конь · b3 белая пешка · e3 белый слон · f3 белый конь · g3 белая пешка · h3 белый слон · a2 белая пешка · f2 белая пешка · h2 белая пешка · c1 белая ладья · d1 белый ферзь · f1 белая ладья · g1 белый король | a8 чёрная ладья · d8 чёрный ферзь · e8 чёрная ладья · g8 чёрный король · a7 чёрная пешка · e7 чёрный слон · f7 чёрная пешка · g7 чёрная пешка · h7 чёрная пешка · a6 чёрный слон · c6 чёрный конь · f6 чёрный конь · c5 чёрная пешка · d5 чёрная пешка · a4 белый конь · b3 белая пешка · e3 белый слон · f3 белый конь · g3 белая пешка · h3 белый слон · a2 белая пешка · f2 белая пешка · h2 белая пешка · c1 белая ладья · d1 белый ферзь · f1 белая ладья · g1 белый король | a8 чёрная ладья · d8 чёрный ферзь · e8 чёрная ладья · g8 чёрный король · a7 чёрная пешка · e7 чёрный слон · f7 чёрная пешка · g7 чёрная пешка · h7 чёрная пешка · a6 чёрный слон · c6 чёрный конь · f6 чёрный конь · c5 чёрная пешка · d5 чёрная пешка · a4 белый конь · b3 белая пешка · e3 белый слон · f3 белый конь · g3 белая пешка · h3 белый слон · a2 белая пешка · f2 белая пешка · h2 белая пешка · c1 белая ладья · d1 белый ферзь · f1 белая ладья · g1 белый король | a8 чёрная ладья · d8 чёрный ферзь · e8 чёрная ладья · g8 чёрный король · a7 чёрная пешка · e7 чёрный слон · f7 чёрная пешка · g7 чёрная пешка · h7 чёрная пешка · a6 чёрный слон · c6 чёрный конь · f6 чёрный конь · c5 чёрная пешка · d5 чёрная пешка · a4 белый конь · b3 белая пешка · e3 белый слон · f3 белый конь · g3 белая пешка · h3 белый слон · a2 белая пешка · f2 белая пешка · h2 белая пешка · c1 белая ладья · d1 белый ферзь · f1 белая ладья · g1 белый король | a8 чёрная ладья · d8 чёрный ферзь · e8 чёрная ладья · g8 чёрный король · a7 чёрная пешка · e7 чёрный слон · f7 чёрная пешка · g7 чёрная пешка · h7 чёрная пешка · a6 чёрный слон · c6 чёрный конь · f6 чёрный конь · c5 чёрная пешка · d5 чёрная пешка · a4 белый конь · b3 белая пешка · e3 белый слон · f3 белый конь · g3 белая пешка · h3 белый слон · a2 белая пешка · f2 белая пешка · h2 белая пешка · c1 белая ладья · d1 белый ферзь · f1 белая ладья · g1 белый король | a8 чёрная ладья · d8 чёрный ферзь · e8 чёрная ладья · g8 чёрный король · a7 чёрная пешка · e7 чёрный слон · f7 чёрная пешка · g7 чёрная пешка · h7 чёрная пешка · a6 чёрный слон · c6 чёрный конь · f6 чёрный конь · c5 чёрная пешка · d5 чёрная пешка · a4 белый конь · b3 белая пешка · e3 белый слон · f3 белый конь · g3 белая пешка · h3 белый слон · a2 белая пешка · f2 белая пешка · h2 белая пешка · c1 белая ладья · d1 белый ферзь · f1 белая ладья · g1 белый король | a8 чёрная ладья · d8 чёрный ферзь · e8 чёрная ладья · g8 чёрный король · a7 чёрная пешка · e7 чёрный слон · f7 чёрная пешка · g7 чёрная пешка · h7 чёрная пешка · a6 чёрный слон · c6 чёрный конь · f6 чёрный конь · c5 чёрная пешка · d5 чёрная пешка · a4 белый конь · b3 белая пешка · e3 белый слон · f3 белый конь · g3 белая пешка · h3 белый слон · a2 белая пешка · f2 белая пешка · h2 белая пешка · c1 белая ладья · d1 белый ферзь · f1 белая ладья · g1 белый король | 8 |
| 7 | a8 чёрная ладья · d8 чёрный ферзь · e8 чёрная ладья · g8 чёрный король · a7 чёрная пешка · e7 чёрный слон · f7 чёрная пешка · g7 чёрная пешка · h7 чёрная пешка · a6 чёрный слон · c6 чёрный конь · f6 чёрный конь · c5 чёрная пешка · d5 чёрная пешка · a4 белый конь · b3 белая пешка · e3 белый слон · f3 белый конь · g3 белая пешка · h3 белый слон · a2 белая пешка · f2 белая пешка · h2 белая пешка · c1 белая ладья · d1 белый ферзь · f1 белая ладья · g1 белый король | a8 чёрная ладья · d8 чёрный ферзь · e8 чёрная ладья · g8 чёрный король · a7 чёрная пешка · e7 чёрный слон · f7 чёрная пешка · g7 чёрная пешка · h7 чёрная пешка · a6 чёрный слон · c6 чёрный конь · f6 чёрный конь · c5 чёрная пешка · d5 чёрная пешка · a4 белый конь · b3 белая пешка · e3 белый слон · f3 белый конь · g3 белая пешка · h3 белый слон · a2 белая пешка · f2 белая пешка · h2 белая пешка · c1 белая ладья · d1 белый ферзь · f1 белая ладья · g1 белый король | a8 чёрная ладья · d8 чёрный ферзь · e8 чёрная ладья · g8 чёрный король · a7 чёрная пешка · e7 чёрный слон · f7 чёрная пешка · g7 чёрная пешка · h7 чёрная пешка · a6 чёрный слон · c6 чёрный конь · f6 чёрный конь · c5 чёрная пешка · d5 чёрная пешка · a4 белый конь · b3 белая пешка · e3 белый слон · f3 белый конь · g3 белая пешка · h3 белый слон · a2 белая пешка · f2 белая пешка · h2 белая пешка · c1 белая ладья · d1 белый ферзь · f1 белая ладья · g1 белый король | a8 чёрная ладья · d8 чёрный ферзь · e8 чёрная ладья · g8 чёрный король · a7 чёрная пешка · e7 чёрный слон · f7 чёрная пешка · g7 чёрная пешка · h7 чёрная пешка · a6 чёрный слон · c6 чёрный конь · f6 чёрный конь · c5 чёрная пешка · d5 чёрная пешка · a4 белый конь · b3 белая пешка · e3 белый слон · f3 белый конь · g3 белая пешка · h3 белый слон · a2 белая пешка · f2 белая пешка · h2 белая пешка · c1 белая ладья · d1 белый ферзь · f1 белая ладья · g1 белый король | a8 чёрная ладья · d8 чёрный ферзь · e8 чёрная ладья · g8 чёрный король · a7 чёрная пешка · e7 чёрный слон · f7 чёрная пешка · g7 чёрная пешка · h7 чёрная пешка · a6 чёрный слон · c6 чёрный конь · f6 чёрный конь · c5 чёрная пешка · d5 чёрная пешка · a4 белый конь · b3 белая пешка · e3 белый слон · f3 белый конь · g3 белая пешка · h3 белый слон · a2 белая пешка · f2 белая пешка · h2 белая пешка · c1 белая ладья · d1 белый ферзь · f1 белая ладья · g1 белый король | a8 чёрная ладья · d8 чёрный ферзь · e8 чёрная ладья · g8 чёрный король · a7 чёрная пешка · e7 чёрный слон · f7 чёрная пешка · g7 чёрная пешка · h7 чёрная пешка · a6 чёрный слон · c6 чёрный конь · f6 чёрный конь · c5 чёрная пешка · d5 чёрная пешка · a4 белый конь · b3 белая пешка · e3 белый слон · f3 белый конь · g3 белая пешка · h3 белый слон · a2 белая пешка · f2 белая пешка · h2 белая пешка · c1 белая ладья · d1 белый ферзь · f1 белая ладья · g1 белый король | a8 чёрная ладья · d8 чёрный ферзь · e8 чёрная ладья · g8 чёрный король · a7 чёрная пешка · e7 чёрный слон · f7 чёрная пешка · g7 чёрная пешка · h7 чёрная пешка · a6 чёрный слон · c6 чёрный конь · f6 чёрный конь · c5 чёрная пешка · d5 чёрная пешка · a4 белый конь · b3 белая пешка · e3 белый слон · f3 белый конь · g3 белая пешка · h3 белый слон · a2 белая пешка · f2 белая пешка · h2 белая пешка · c1 белая ладья · d1 белый ферзь · f1 белая ладья · g1 белый король | a8 чёрная ладья · d8 чёрный ферзь · e8 чёрная ладья · g8 чёрный король · a7 чёрная пешка · e7 чёрный слон · f7 чёрная пешка · g7 чёрная пешка · h7 чёрная пешка · a6 чёрный слон · c6 чёрный конь · f6 чёрный конь · c5 чёрная пешка · d5 чёрная пешка · a4 белый конь · b3 белая пешка · e3 белый слон · f3 белый конь · g3 белая пешка · h3 белый слон · a2 белая пешка · f2 белая пешка · h2 белая пешка · c1 белая ладья · d1 белый ферзь · f1 белая ладья · g1 белый король | 7 |
| 6 | a8 чёрная ладья · d8 чёрный ферзь · e8 чёрная ладья · g8 чёрный король · a7 чёрная пешка · e7 чёрный слон · f7 чёрная пешка · g7 чёрная пешка · h7 чёрная пешка · a6 чёрный слон · c6 чёрный конь · f6 чёрный конь · c5 чёрная пешка · d5 чёрная пешка · a4 белый конь · b3 белая пешка · e3 белый слон · f3 белый конь · g3 белая пешка · h3 белый слон · a2 белая пешка · f2 белая пешка · h2 белая пешка · c1 белая ладья · d1 белый ферзь · f1 белая ладья · g1 белый король | a8 чёрная ладья · d8 чёрный ферзь · e8 чёрная ладья · g8 чёрный король · a7 чёрная пешка · e7 чёрный слон · f7 чёрная пешка · g7 чёрная пешка · h7 чёрная пешка · a6 чёрный слон · c6 чёрный конь · f6 чёрный конь · c5 чёрная пешка · d5 чёрная пешка · a4 белый конь · b3 белая пешка · e3 белый слон · f3 белый конь · g3 белая пешка · h3 белый слон · a2 белая пешка · f2 белая пешка · h2 белая пешка · c1 белая ладья · d1 белый ферзь · f1 белая ладья · g1 белый король | a8 чёрная ладья · d8 чёрный ферзь · e8 чёрная ладья · g8 чёрный король · a7 чёрная пешка · e7 чёрный слон · f7 чёрная пешка · g7 чёрная пешка · h7 чёрная пешка · a6 чёрный слон · c6 чёрный конь · f6 чёрный конь · c5 чёрная пешка · d5 чёрная пешка · a4 белый конь · b3 белая пешка · e3 белый слон · f3 белый конь · g3 белая пешка · h3 белый слон · a2 белая пешка · f2 белая пешка · h2 белая пешка · c1 белая ладья · d1 белый ферзь · f1 белая ладья · g1 белый король | a8 чёрная ладья · d8 чёрный ферзь · e8 чёрная ладья · g8 чёрный король · a7 чёрная пешка · e7 чёрный слон · f7 чёрная пешка · g7 чёрная пешка · h7 чёрная пешка · a6 чёрный слон · c6 чёрный конь · f6 чёрный конь · c5 чёрная пешка · d5 чёрная пешка · a4 белый конь · b3 белая пешка · e3 белый слон · f3 белый конь · g3 белая пешка · h3 белый слон · a2 белая пешка · f2 белая пешка · h2 белая пешка · c1 белая ладья · d1 белый ферзь · f1 белая ладья · g1 белый король | a8 чёрная ладья · d8 чёрный ферзь · e8 чёрная ладья · g8 чёрный король · a7 чёрная пешка · e7 чёрный слон · f7 чёрная пешка · g7 чёрная пешка · h7 чёрная пешка · a6 чёрный слон · c6 чёрный конь · f6 чёрный конь · c5 чёрная пешка · d5 чёрная пешка · a4 белый конь · b3 белая пешка · e3 белый слон · f3 белый конь · g3 белая пешка · h3 белый слон · a2 белая пешка · f2 белая пешка · h2 белая пешка · c1 белая ладья · d1 белый ферзь · f1 белая ладья · g1 белый король | a8 чёрная ладья · d8 чёрный ферзь · e8 чёрная ладья · g8 чёрный король · a7 чёрная пешка · e7 чёрный слон · f7 чёрная пешка · g7 чёрная пешка · h7 чёрная пешка · a6 чёрный слон · c6 чёрный конь · f6 чёрный конь · c5 чёрная пешка · d5 чёрная пешка · a4 белый конь · b3 белая пешка · e3 белый слон · f3 белый конь · g3 белая пешка · h3 белый слон · a2 белая пешка · f2 белая пешка · h2 белая пешка · c1 белая ладья · d1 белый ферзь · f1 белая ладья · g1 белый король | a8 чёрная ладья · d8 чёрный ферзь · e8 чёрная ладья · g8 чёрный король · a7 чёрная пешка · e7 чёрный слон · f7 чёрная пешка · g7 чёрная пешка · h7 чёрная пешка · a6 чёрный слон · c6 чёрный конь · f6 чёрный конь · c5 чёрная пешка · d5 чёрная пешка · a4 белый конь · b3 белая пешка · e3 белый слон · f3 белый конь · g3 белая пешка · h3 белый слон · a2 белая пешка · f2 белая пешка · h2 белая пешка · c1 белая ладья · d1 белый ферзь · f1 белая ладья · g1 белый король | a8 чёрная ладья · d8 чёрный ферзь · e8 чёрная ладья · g8 чёрный король · a7 чёрная пешка · e7 чёрный слон · f7 чёрная пешка · g7 чёрная пешка · h7 чёрная пешка · a6 чёрный слон · c6 чёрный конь · f6 чёрный конь · c5 чёрная пешка · d5 чёрная пешка · a4 белый конь · b3 белая пешка · e3 белый слон · f3 белый конь · g3 белая пешка · h3 белый слон · a2 белая пешка · f2 белая пешка · h2 белая пешка · c1 белая ладья · d1 белый ферзь · f1 белая ладья · g1 белый король | 6 |
| 5 | a8 чёрная ладья · d8 чёрный ферзь · e8 чёрная ладья · g8 чёрный король · a7 чёрная пешка · e7 чёрный слон · f7 чёрная пешка · g7 чёрная пешка · h7 чёрная пешка · a6 чёрный слон · c6 чёрный конь · f6 чёрный конь · c5 чёрная пешка · d5 чёрная пешка · a4 белый конь · b3 белая пешка · e3 белый слон · f3 белый конь · g3 белая пешка · h3 белый слон · a2 белая пешка · f2 белая пешка · h2 белая пешка · c1 белая ладья · d1 белый ферзь · f1 белая ладья · g1 белый король | a8 чёрная ладья · d8 чёрный ферзь · e8 чёрная ладья · g8 чёрный король · a7 чёрная пешка · e7 чёрный слон · f7 чёрная пешка · g7 чёрная пешка · h7 чёрная пешка · a6 чёрный слон · c6 чёрный конь · f6 чёрный конь · c5 чёрная пешка · d5 чёрная пешка · a4 белый конь · b3 белая пешка · e3 белый слон · f3 белый конь · g3 белая пешка · h3 белый слон · a2 белая пешка · f2 белая пешка · h2 белая пешка · c1 белая ладья · d1 белый ферзь · f1 белая ладья · g1 белый король | a8 чёрная ладья · d8 чёрный ферзь · e8 чёрная ладья · g8 чёрный король · a7 чёрная пешка · e7 чёрный слон · f7 чёрная пешка · g7 чёрная пешка · h7 чёрная пешка · a6 чёрный слон · c6 чёрный конь · f6 чёрный конь · c5 чёрная пешка · d5 чёрная пешка · a4 белый конь · b3 белая пешка · e3 белый слон · f3 белый конь · g3 белая пешка · h3 белый слон · a2 белая пешка · f2 белая пешка · h2 белая пешка · c1 белая ладья · d1 белый ферзь · f1 белая ладья · g1 белый король | a8 чёрная ладья · d8 чёрный ферзь · e8 чёрная ладья · g8 чёрный король · a7 чёрная пешка · e7 чёрный слон · f7 чёрная пешка · g7 чёрная пешка · h7 чёрная пешка · a6 чёрный слон · c6 чёрный конь · f6 чёрный конь · c5 чёрная пешка · d5 чёрная пешка · a4 белый конь · b3 белая пешка · e3 белый слон · f3 белый конь · g3 белая пешка · h3 белый слон · a2 белая пешка · f2 белая пешка · h2 белая пешка · c1 белая ладья · d1 белый ферзь · f1 белая ладья · g1 белый король | a8 чёрная ладья · d8 чёрный ферзь · e8 чёрная ладья · g8 чёрный король · a7 чёрная пешка · e7 чёрный слон · f7 чёрная пешка · g7 чёрная пешка · h7 чёрная пешка · a6 чёрный слон · c6 чёрный конь · f6 чёрный конь · c5 чёрная пешка · d5 чёрная пешка · a4 белый конь · b3 белая пешка · e3 белый слон · f3 белый конь · g3 белая пешка · h3 белый слон · a2 белая пешка · f2 белая пешка · h2 белая пешка · c1 белая ладья · d1 белый ферзь · f1 белая ладья · g1 белый король | a8 чёрная ладья · d8 чёрный ферзь · e8 чёрная ладья · g8 чёрный король · a7 чёрная пешка · e7 чёрный слон · f7 чёрная пешка · g7 чёрная пешка · h7 чёрная пешка · a6 чёрный слон · c6 чёрный конь · f6 чёрный конь · c5 чёрная пешка · d5 чёрная пешка · a4 белый конь · b3 белая пешка · e3 белый слон · f3 белый конь · g3 белая пешка · h3 белый слон · a2 белая пешка · f2 белая пешка · h2 белая пешка · c1 белая ладья · d1 белый ферзь · f1 белая ладья · g1 белый король | a8 чёрная ладья · d8 чёрный ферзь · e8 чёрная ладья · g8 чёрный король · a7 чёрная пешка · e7 чёрный слон · f7 чёрная пешка · g7 чёрная пешка · h7 чёрная пешка · a6 чёрный слон · c6 чёрный конь · f6 чёрный конь · c5 чёрная пешка · d5 чёрная пешка · a4 белый конь · b3 белая пешка · e3 белый слон · f3 белый конь · g3 белая пешка · h3 белый слон · a2 белая пешка · f2 белая пешка · h2 белая пешка · c1 белая ладья · d1 белый ферзь · f1 белая ладья · g1 белый король | a8 чёрная ладья · d8 чёрный ферзь · e8 чёрная ладья · g8 чёрный король · a7 чёрная пешка · e7 чёрный слон · f7 чёрная пешка · g7 чёрная пешка · h7 чёрная пешка · a6 чёрный слон · c6 чёрный конь · f6 чёрный конь · c5 чёрная пешка · d5 чёрная пешка · a4 белый конь · b3 белая пешка · e3 белый слон · f3 белый конь · g3 белая пешка · h3 белый слон · a2 белая пешка · f2 белая пешка · h2 белая пешка · c1 белая ладья · d1 белый ферзь · f1 белая ладья · g1 белый король | 5 |
| 4 | a8 чёрная ладья · d8 чёрный ферзь · e8 чёрная ладья · g8 чёрный король · a7 чёрная пешка · e7 чёрный слон · f7 чёрная пешка · g7 чёрная пешка · h7 чёрная пешка · a6 чёрный слон · c6 чёрный конь · f6 чёрный конь · c5 чёрная пешка · d5 чёрная пешка · a4 белый конь · b3 белая пешка · e3 белый слон · f3 белый конь · g3 белая пешка · h3 белый слон · a2 белая пешка · f2 белая пешка · h2 белая пешка · c1 белая ладья · d1 белый ферзь · f1 белая ладья · g1 белый король | a8 чёрная ладья · d8 чёрный ферзь · e8 чёрная ладья · g8 чёрный король · a7 чёрная пешка · e7 чёрный слон · f7 чёрная пешка · g7 чёрная пешка · h7 чёрная пешка · a6 чёрный слон · c6 чёрный конь · f6 чёрный конь · c5 чёрная пешка · d5 чёрная пешка · a4 белый конь · b3 белая пешка · e3 белый слон · f3 белый конь · g3 белая пешка · h3 белый слон · a2 белая пешка · f2 белая пешка · h2 белая пешка · c1 белая ладья · d1 белый ферзь · f1 белая ладья · g1 белый король | a8 чёрная ладья · d8 чёрный ферзь · e8 чёрная ладья · g8 чёрный король · a7 чёрная пешка · e7 чёрный слон · f7 чёрная пешка · g7 чёрная пешка · h7 чёрная пешка · a6 чёрный слон · c6 чёрный конь · f6 чёрный конь · c5 чёрная пешка · d5 чёрная пешка · a4 белый конь · b3 белая пешка · e3 белый слон · f3 белый конь · g3 белая пешка · h3 белый слон · a2 белая пешка · f2 белая пешка · h2 белая пешка · c1 белая ладья · d1 белый ферзь · f1 белая ладья · g1 белый король | a8 чёрная ладья · d8 чёрный ферзь · e8 чёрная ладья · g8 чёрный король · a7 чёрная пешка · e7 чёрный слон · f7 чёрная пешка · g7 чёрная пешка · h7 чёрная пешка · a6 чёрный слон · c6 чёрный конь · f6 чёрный конь · c5 чёрная пешка · d5 чёрная пешка · a4 белый конь · b3 белая пешка · e3 белый слон · f3 белый конь · g3 белая пешка · h3 белый слон · a2 белая пешка · f2 белая пешка · h2 белая пешка · c1 белая ладья · d1 белый ферзь · f1 белая ладья · g1 белый король | a8 чёрная ладья · d8 чёрный ферзь · e8 чёрная ладья · g8 чёрный король · a7 чёрная пешка · e7 чёрный слон · f7 чёрная пешка · g7 чёрная пешка · h7 чёрная пешка · a6 чёрный слон · c6 чёрный конь · f6 чёрный конь · c5 чёрная пешка · d5 чёрная пешка · a4 белый конь · b3 белая пешка · e3 белый слон · f3 белый конь · g3 белая пешка · h3 белый слон · a2 белая пешка · f2 белая пешка · h2 белая пешка · c1 белая ладья · d1 белый ферзь · f1 белая ладья · g1 белый король | a8 чёрная ладья · d8 чёрный ферзь · e8 чёрная ладья · g8 чёрный король · a7 чёрная пешка · e7 чёрный слон · f7 чёрная пешка · g7 чёрная пешка · h7 чёрная пешка · a6 чёрный слон · c6 чёрный конь · f6 чёрный конь · c5 чёрная пешка · d5 чёрная пешка · a4 белый конь · b3 белая пешка · e3 белый слон · f3 белый конь · g3 белая пешка · h3 белый слон · a2 белая пешка · f2 белая пешка · h2 белая пешка · c1 белая ладья · d1 белый ферзь · f1 белая ладья · g1 белый король | a8 чёрная ладья · d8 чёрный ферзь · e8 чёрная ладья · g8 чёрный король · a7 чёрная пешка · e7 чёрный слон · f7 чёрная пешка · g7 чёрная пешка · h7 чёрная пешка · a6 чёрный слон · c6 чёрный конь · f6 чёрный конь · c5 чёрная пешка · d5 чёрная пешка · a4 белый конь · b3 белая пешка · e3 белый слон · f3 белый конь · g3 белая пешка · h3 белый слон · a2 белая пешка · f2 белая пешка · h2 белая пешка · c1 белая ладья · d1 белый ферзь · f1 белая ладья · g1 белый король | a8 чёрная ладья · d8 чёрный ферзь · e8 чёрная ладья · g8 чёрный король · a7 чёрная пешка · e7 чёрный слон · f7 чёрная пешка · g7 чёрная пешка · h7 чёрная пешка · a6 чёрный слон · c6 чёрный конь · f6 чёрный конь · c5 чёрная пешка · d5 чёрная пешка · a4 белый конь · b3 белая пешка · e3 белый слон · f3 белый конь · g3 белая пешка · h3 белый слон · a2 белая пешка · f2 белая пешка · h2 белая пешка · c1 белая ладья · d1 белый ферзь · f1 белая ладья · g1 белый король | 4 |
| 3 | a8 чёрная ладья · d8 чёрный ферзь · e8 чёрная ладья · g8 чёрный король · a7 чёрная пешка · e7 чёрный слон · f7 чёрная пешка · g7 чёрная пешка · h7 чёрная пешка · a6 чёрный слон · c6 чёрный конь · f6 чёрный конь · c5 чёрная пешка · d5 чёрная пешка · a4 белый конь · b3 белая пешка · e3 белый слон · f3 белый конь · g3 белая пешка · h3 белый слон · a2 белая пешка · f2 белая пешка · h2 белая пешка · c1 белая ладья · d1 белый ферзь · f1 белая ладья · g1 белый король | a8 чёрная ладья · d8 чёрный ферзь · e8 чёрная ладья · g8 чёрный король · a7 чёрная пешка · e7 чёрный слон · f7 чёрная пешка · g7 чёрная пешка · h7 чёрная пешка · a6 чёрный слон · c6 чёрный конь · f6 чёрный конь · c5 чёрная пешка · d5 чёрная пешка · a4 белый конь · b3 белая пешка · e3 белый слон · f3 белый конь · g3 белая пешка · h3 белый слон · a2 белая пешка · f2 белая пешка · h2 белая пешка · c1 белая ладья · d1 белый ферзь · f1 белая ладья · g1 белый король | a8 чёрная ладья · d8 чёрный ферзь · e8 чёрная ладья · g8 чёрный король · a7 чёрная пешка · e7 чёрный слон · f7 чёрная пешка · g7 чёрная пешка · h7 чёрная пешка · a6 чёрный слон · c6 чёрный конь · f6 чёрный конь · c5 чёрная пешка · d5 чёрная пешка · a4 белый конь · b3 белая пешка · e3 белый слон · f3 белый конь · g3 белая пешка · h3 белый слон · a2 белая пешка · f2 белая пешка · h2 белая пешка · c1 белая ладья · d1 белый ферзь · f1 белая ладья · g1 белый король | a8 чёрная ладья · d8 чёрный ферзь · e8 чёрная ладья · g8 чёрный король · a7 чёрная пешка · e7 чёрный слон · f7 чёрная пешка · g7 чёрная пешка · h7 чёрная пешка · a6 чёрный слон · c6 чёрный конь · f6 чёрный конь · c5 чёрная пешка · d5 чёрная пешка · a4 белый конь · b3 белая пешка · e3 белый слон · f3 белый конь · g3 белая пешка · h3 белый слон · a2 белая пешка · f2 белая пешка · h2 белая пешка · c1 белая ладья · d1 белый ферзь · f1 белая ладья · g1 белый король | a8 чёрная ладья · d8 чёрный ферзь · e8 чёрная ладья · g8 чёрный король · a7 чёрная пешка · e7 чёрный слон · f7 чёрная пешка · g7 чёрная пешка · h7 чёрная пешка · a6 чёрный слон · c6 чёрный конь · f6 чёрный конь · c5 чёрная пешка · d5 чёрная пешка · a4 белый конь · b3 белая пешка · e3 белый слон · f3 белый конь · g3 белая пешка · h3 белый слон · a2 белая пешка · f2 белая пешка · h2 белая пешка · c1 белая ладья · d1 белый ферзь · f1 белая ладья · g1 белый король | a8 чёрная ладья · d8 чёрный ферзь · e8 чёрная ладья · g8 чёрный король · a7 чёрная пешка · e7 чёрный слон · f7 чёрная пешка · g7 чёрная пешка · h7 чёрная пешка · a6 чёрный слон · c6 чёрный конь · f6 чёрный конь · c5 чёрная пешка · d5 чёрная пешка · a4 белый конь · b3 белая пешка · e3 белый слон · f3 белый конь · g3 белая пешка · h3 белый слон · a2 белая пешка · f2 белая пешка · h2 белая пешка · c1 белая ладья · d1 белый ферзь · f1 белая ладья · g1 белый король | a8 чёрная ладья · d8 чёрный ферзь · e8 чёрная ладья · g8 чёрный король · a7 чёрная пешка · e7 чёрный слон · f7 чёрная пешка · g7 чёрная пешка · h7 чёрная пешка · a6 чёрный слон · c6 чёрный конь · f6 чёрный конь · c5 чёрная пешка · d5 чёрная пешка · a4 белый конь · b3 белая пешка · e3 белый слон · f3 белый конь · g3 белая пешка · h3 белый слон · a2 белая пешка · f2 белая пешка · h2 белая пешка · c1 белая ладья · d1 белый ферзь · f1 белая ладья · g1 белый король | a8 чёрная ладья · d8 чёрный ферзь · e8 чёрная ладья · g8 чёрный король · a7 чёрная пешка · e7 чёрный слон · f7 чёрная пешка · g7 чёрная пешка · h7 чёрная пешка · a6 чёрный слон · c6 чёрный конь · f6 чёрный конь · c5 чёрная пешка · d5 чёрная пешка · a4 белый конь · b3 белая пешка · e3 белый слон · f3 белый конь · g3 белая пешка · h3 белый слон · a2 белая пешка · f2 белая пешка · h2 белая пешка · c1 белая ладья · d1 белый ферзь · f1 белая ладья · g1 белый король | 3 |
| 2 | a8 чёрная ладья · d8 чёрный ферзь · e8 чёрная ладья · g8 чёрный король · a7 чёрная пешка · e7 чёрный слон · f7 чёрная пешка · g7 чёрная пешка · h7 чёрная пешка · a6 чёрный слон · c6 чёрный конь · f6 чёрный конь · c5 чёрная пешка · d5 чёрная пешка · a4 белый конь · b3 белая пешка · e3 белый слон · f3 белый конь · g3 белая пешка · h3 белый слон · a2 белая пешка · f2 белая пешка · h2 белая пешка · c1 белая ладья · d1 белый ферзь · f1 белая ладья · g1 белый король | a8 чёрная ладья · d8 чёрный ферзь · e8 чёрная ладья · g8 чёрный король · a7 чёрная пешка · e7 чёрный слон · f7 чёрная пешка · g7 чёрная пешка · h7 чёрная пешка · a6 чёрный слон · c6 чёрный конь · f6 чёрный конь · c5 чёрная пешка · d5 чёрная пешка · a4 белый конь · b3 белая пешка · e3 белый слон · f3 белый конь · g3 белая пешка · h3 белый слон · a2 белая пешка · f2 белая пешка · h2 белая пешка · c1 белая ладья · d1 белый ферзь · f1 белая ладья · g1 белый король | a8 чёрная ладья · d8 чёрный ферзь · e8 чёрная ладья · g8 чёрный король · a7 чёрная пешка · e7 чёрный слон · f7 чёрная пешка · g7 чёрная пешка · h7 чёрная пешка · a6 чёрный слон · c6 чёрный конь · f6 чёрный конь · c5 чёрная пешка · d5 чёрная пешка · a4 белый конь · b3 белая пешка · e3 белый слон · f3 белый конь · g3 белая пешка · h3 белый слон · a2 белая пешка · f2 белая пешка · h2 белая пешка · c1 белая ладья · d1 белый ферзь · f1 белая ладья · g1 белый король | a8 чёрная ладья · d8 чёрный ферзь · e8 чёрная ладья · g8 чёрный король · a7 чёрная пешка · e7 чёрный слон · f7 чёрная пешка · g7 чёрная пешка · h7 чёрная пешка · a6 чёрный слон · c6 чёрный конь · f6 чёрный конь · c5 чёрная пешка · d5 чёрная пешка · a4 белый конь · b3 белая пешка · e3 белый слон · f3 белый конь · g3 белая пешка · h3 белый слон · a2 белая пешка · f2 белая пешка · h2 белая пешка · c1 белая ладья · d1 белый ферзь · f1 белая ладья · g1 белый король | a8 чёрная ладья · d8 чёрный ферзь · e8 чёрная ладья · g8 чёрный король · a7 чёрная пешка · e7 чёрный слон · f7 чёрная пешка · g7 чёрная пешка · h7 чёрная пешка · a6 чёрный слон · c6 чёрный конь · f6 чёрный конь · c5 чёрная пешка · d5 чёрная пешка · a4 белый конь · b3 белая пешка · e3 белый слон · f3 белый конь · g3 белая пешка · h3 белый слон · a2 белая пешка · f2 белая пешка · h2 белая пешка · c1 белая ладья · d1 белый ферзь · f1 белая ладья · g1 белый король | a8 чёрная ладья · d8 чёрный ферзь · e8 чёрная ладья · g8 чёрный король · a7 чёрная пешка · e7 чёрный слон · f7 чёрная пешка · g7 чёрная пешка · h7 чёрная пешка · a6 чёрный слон · c6 чёрный конь · f6 чёрный конь · c5 чёрная пешка · d5 чёрная пешка · a4 белый конь · b3 белая пешка · e3 белый слон · f3 белый конь · g3 белая пешка · h3 белый слон · a2 белая пешка · f2 белая пешка · h2 белая пешка · c1 белая ладья · d1 белый ферзь · f1 белая ладья · g1 белый король | a8 чёрная ладья · d8 чёрный ферзь · e8 чёрная ладья · g8 чёрный король · a7 чёрная пешка · e7 чёрный слон · f7 чёрная пешка · g7 чёрная пешка · h7 чёрная пешка · a6 чёрный слон · c6 чёрный конь · f6 чёрный конь · c5 чёрная пешка · d5 чёрная пешка · a4 белый конь · b3 белая пешка · e3 белый слон · f3 белый конь · g3 белая пешка · h3 белый слон · a2 белая пешка · f2 белая пешка · h2 белая пешка · c1 белая ладья · d1 белый ферзь · f1 белая ладья · g1 белый король | a8 чёрная ладья · d8 чёрный ферзь · e8 чёрная ладья · g8 чёрный король · a7 чёрная пешка · e7 чёрный слон · f7 чёрная пешка · g7 чёрная пешка · h7 чёрная пешка · a6 чёрный слон · c6 чёрный конь · f6 чёрный конь · c5 чёрная пешка · d5 чёрная пешка · a4 белый конь · b3 белая пешка · e3 белый слон · f3 белый конь · g3 белая пешка · h3 белый слон · a2 белая пешка · f2 белая пешка · h2 белая пешка · c1 белая ладья · d1 белый ферзь · f1 белая ладья · g1 белый король | 2 |
| 1 | a8 чёрная ладья · d8 чёрный ферзь · e8 чёрная ладья · g8 чёрный король · a7 чёрная пешка · e7 чёрный слон · f7 чёрная пешка · g7 чёрная пешка · h7 чёрная пешка · a6 чёрный слон · c6 чёрный конь · f6 чёрный конь · c5 чёрная пешка · d5 чёрная пешка · a4 белый конь · b3 белая пешка · e3 белый слон · f3 белый конь · g3 белая пешка · h3 белый слон · a2 белая пешка · f2 белая пешка · h2 белая пешка · c1 белая ладья · d1 белый ферзь · f1 белая ладья · g1 белый король | a8 чёрная ладья · d8 чёрный ферзь · e8 чёрная ладья · g8 чёрный король · a7 чёрная пешка · e7 чёрный слон · f7 чёрная пешка · g7 чёрная пешка · h7 чёрная пешка · a6 чёрный слон · c6 чёрный конь · f6 чёрный конь · c5 чёрная пешка · d5 чёрная пешка · a4 белый конь · b3 белая пешка · e3 белый слон · f3 белый конь · g3 белая пешка · h3 белый слон · a2 белая пешка · f2 белая пешка · h2 белая пешка · c1 белая ладья · d1 белый ферзь · f1 белая ладья · g1 белый король | a8 чёрная ладья · d8 чёрный ферзь · e8 чёрная ладья · g8 чёрный король · a7 чёрная пешка · e7 чёрный слон · f7 чёрная пешка · g7 чёрная пешка · h7 чёрная пешка · a6 чёрный слон · c6 чёрный конь · f6 чёрный конь · c5 чёрная пешка · d5 чёрная пешка · a4 белый конь · b3 белая пешка · e3 белый слон · f3 белый конь · g3 белая пешка · h3 белый слон · a2 белая пешка · f2 белая пешка · h2 белая пешка · c1 белая ладья · d1 белый ферзь · f1 белая ладья · g1 белый король | a8 чёрная ладья · d8 чёрный ферзь · e8 чёрная ладья · g8 чёрный король · a7 чёрная пешка · e7 чёрный слон · f7 чёрная пешка · g7 чёрная пешка · h7 чёрная пешка · a6 чёрный слон · c6 чёрный конь · f6 чёрный конь · c5 чёрная пешка · d5 чёрная пешка · a4 белый конь · b3 белая пешка · e3 белый слон · f3 белый конь · g3 белая пешка · h3 белый слон · a2 белая пешка · f2 белая пешка · h2 белая пешка · c1 белая ладья · d1 белый ферзь · f1 белая ладья · g1 белый король | a8 чёрная ладья · d8 чёрный ферзь · e8 чёрная ладья · g8 чёрный король · a7 чёрная пешка · e7 чёрный слон · f7 чёрная пешка · g7 чёрная пешка · h7 чёрная пешка · a6 чёрный слон · c6 чёрный конь · f6 чёрный конь · c5 чёрная пешка · d5 чёрная пешка · a4 белый конь · b3 белая пешка · e3 белый слон · f3 белый конь · g3 белая пешка · h3 белый слон · a2 белая пешка · f2 белая пешка · h2 белая пешка · c1 белая ладья · d1 белый ферзь · f1 белая ладья · g1 белый король | a8 чёрная ладья · d8 чёрный ферзь · e8 чёрная ладья · g8 чёрный король · a7 чёрная пешка · e7 чёрный слон · f7 чёрная пешка · g7 чёрная пешка · h7 чёрная пешка · a6 чёрный слон · c6 чёрный конь · f6 чёрный конь · c5 чёрная пешка · d5 чёрная пешка · a4 белый конь · b3 белая пешка · e3 белый слон · f3 белый конь · g3 белая пешка · h3 белый слон · a2 белая пешка · f2 белая пешка · h2 белая пешка · c1 белая ладья · d1 белый ферзь · f1 белая ладья · g1 белый король | a8 чёрная ладья · d8 чёрный ферзь · e8 чёрная ладья · g8 чёрный король · a7 чёрная пешка · e7 чёрный слон · f7 чёрная пешка · g7 чёрная пешка · h7 чёрная пешка · a6 чёрный слон · c6 чёрный конь · f6 чёрный конь · c5 чёрная пешка · d5 чёрная пешка · a4 белый конь · b3 белая пешка · e3 белый слон · f3 белый конь · g3 белая пешка · h3 белый слон · a2 белая пешка · f2 белая пешка · h2 белая пешка · c1 белая ладья · d1 белый ферзь · f1 белая ладья · g1 белый король | a8 чёрная ладья · d8 чёрный ферзь · e8 чёрная ладья · g8 чёрный король · a7 чёрная пешка · e7 чёрный слон · f7 чёрная пешка · g7 чёрная пешка · h7 чёрная пешка · a6 чёрный слон · c6 чёрный конь · f6 чёрный конь · c5 чёрная пешка · d5 чёрная пешка · a4 белый конь · b3 белая пешка · e3 белый слон · f3 белый конь · g3 белая пешка · h3 белый слон · a2 белая пешка · f2 белая пешка · h2 белая пешка · c1 белая ладья · d1 белый ферзь · f1 белая ладья · g1 белый король | 1 |
|   | a | b | c | d | e | f | g | h |   |

В современных шахматах висячие пешки по-прежнему остаются актуальной пешечной структурой и продолжают применяться в гроссмейстерских партиях.
В партии Мамедьяров — Пинтер (Майнц, 2006) черные смогли использовать динамику висячих пешек: 14...c4! 15. Фd1 Ca3 16. Лc2 сb 17. ab d4! 18. K:d4 C:b3 19. Фa1 C:c2. Черные реализовали свой шанс на успешное продвижение висячих пешек и выиграли качество.
Против Мамедьярова же реализовал подобный шанс и Аронян (Вейк-ан-Зее, 2006): 14...d4! Подготавливая вторжение на пункт с3. 15. Cf4 Kb4! 16. a3 Kbd5 17. Cd2 Ke4 18. Ле1 Сb5 19. Cf5 K:d2 20. Ф:d2 С:a4 21. ba Kc3. Белые отдают качество: 22. Л:с3 dc. У черных и материальное, и позиционное преимущество, которое они довели до победы.

## Планы игры
|   | a | b | c | d | e | f | g | h |   |
| - | --- | --- | --- | --- | --- | --- | --- | --- | - |
| 8 | a8 чёрная ладья · d8 чёрная ладья · g8 чёрный король · a7 чёрная пешка · b7 чёрный слон · f7 чёрная пешка · g7 чёрная пешка · h7 чёрная пешка · e6 чёрный конь · f6 чёрный конь · b5 белый конь · c5 чёрная пешка · d5 чёрная пешка · e5 белый конь · g3 белая пешка · a2 белая пешка · b2 белая пешка · e2 белая пешка · f2 белая пешка · g2 белый слон · h2 белая пешка · d1 белая ладья · f1 белая ладья · g1 белый король | a8 чёрная ладья · d8 чёрная ладья · g8 чёрный король · a7 чёрная пешка · b7 чёрный слон · f7 чёрная пешка · g7 чёрная пешка · h7 чёрная пешка · e6 чёрный конь · f6 чёрный конь · b5 белый конь · c5 чёрная пешка · d5 чёрная пешка · e5 белый конь · g3 белая пешка · a2 белая пешка · b2 белая пешка · e2 белая пешка · f2 белая пешка · g2 белый слон · h2 белая пешка · d1 белая ладья · f1 белая ладья · g1 белый король | a8 чёрная ладья · d8 чёрная ладья · g8 чёрный король · a7 чёрная пешка · b7 чёрный слон · f7 чёрная пешка · g7 чёрная пешка · h7 чёрная пешка · e6 чёрный конь · f6 чёрный конь · b5 белый конь · c5 чёрная пешка · d5 чёрная пешка · e5 белый конь · g3 белая пешка · a2 белая пешка · b2 белая пешка · e2 белая пешка · f2 белая пешка · g2 белый слон · h2 белая пешка · d1 белая ладья · f1 белая ладья · g1 белый король | a8 чёрная ладья · d8 чёрная ладья · g8 чёрный король · a7 чёрная пешка · b7 чёрный слон · f7 чёрная пешка · g7 чёрная пешка · h7 чёрная пешка · e6 чёрный конь · f6 чёрный конь · b5 белый конь · c5 чёрная пешка · d5 чёрная пешка · e5 белый конь · g3 белая пешка · a2 белая пешка · b2 белая пешка · e2 белая пешка · f2 белая пешка · g2 белый слон · h2 белая пешка · d1 белая ладья · f1 белая ладья · g1 белый король | a8 чёрная ладья · d8 чёрная ладья · g8 чёрный король · a7 чёрная пешка · b7 чёрный слон · f7 чёрная пешка · g7 чёрная пешка · h7 чёрная пешка · e6 чёрный конь · f6 чёрный конь · b5 белый конь · c5 чёрная пешка · d5 чёрная пешка · e5 белый конь · g3 белая пешка · a2 белая пешка · b2 белая пешка · e2 белая пешка · f2 белая пешка · g2 белый слон · h2 белая пешка · d1 белая ладья · f1 белая ладья · g1 белый король | a8 чёрная ладья · d8 чёрная ладья · g8 чёрный король · a7 чёрная пешка · b7 чёрный слон · f7 чёрная пешка · g7 чёрная пешка · h7 чёрная пешка · e6 чёрный конь · f6 чёрный конь · b5 белый конь · c5 чёрная пешка · d5 чёрная пешка · e5 белый конь · g3 белая пешка · a2 белая пешка · b2 белая пешка · e2 белая пешка · f2 белая пешка · g2 белый слон · h2 белая пешка · d1 белая ладья · f1 белая ладья · g1 белый король | a8 чёрная ладья · d8 чёрная ладья · g8 чёрный король · a7 чёрная пешка · b7 чёрный слон · f7 чёрная пешка · g7 чёрная пешка · h7 чёрная пешка · e6 чёрный конь · f6 чёрный конь · b5 белый конь · c5 чёрная пешка · d5 чёрная пешка · e5 белый конь · g3 белая пешка · a2 белая пешка · b2 белая пешка · e2 белая пешка · f2 белая пешка · g2 белый слон · h2 белая пешка · d1 белая ладья · f1 белая ладья · g1 белый король | a8 чёрная ладья · d8 чёрная ладья · g8 чёрный король · a7 чёрная пешка · b7 чёрный слон · f7 чёрная пешка · g7 чёрная пешка · h7 чёрная пешка · e6 чёрный конь · f6 чёрный конь · b5 белый конь · c5 чёрная пешка · d5 чёрная пешка · e5 белый конь · g3 белая пешка · a2 белая пешка · b2 белая пешка · e2 белая пешка · f2 белая пешка · g2 белый слон · h2 белая пешка · d1 белая ладья · f1 белая ладья · g1 белый король | 8 |
| 7 | a8 чёрная ладья · d8 чёрная ладья · g8 чёрный король · a7 чёрная пешка · b7 чёрный слон · f7 чёрная пешка · g7 чёрная пешка · h7 чёрная пешка · e6 чёрный конь · f6 чёрный конь · b5 белый конь · c5 чёрная пешка · d5 чёрная пешка · e5 белый конь · g3 белая пешка · a2 белая пешка · b2 белая пешка · e2 белая пешка · f2 белая пешка · g2 белый слон · h2 белая пешка · d1 белая ладья · f1 белая ладья · g1 белый король | a8 чёрная ладья · d8 чёрная ладья · g8 чёрный король · a7 чёрная пешка · b7 чёрный слон · f7 чёрная пешка · g7 чёрная пешка · h7 чёрная пешка · e6 чёрный конь · f6 чёрный конь · b5 белый конь · c5 чёрная пешка · d5 чёрная пешка · e5 белый конь · g3 белая пешка · a2 белая пешка · b2 белая пешка · e2 белая пешка · f2 белая пешка · g2 белый слон · h2 белая пешка · d1 белая ладья · f1 белая ладья · g1 белый король | a8 чёрная ладья · d8 чёрная ладья · g8 чёрный король · a7 чёрная пешка · b7 чёрный слон · f7 чёрная пешка · g7 чёрная пешка · h7 чёрная пешка · e6 чёрный конь · f6 чёрный конь · b5 белый конь · c5 чёрная пешка · d5 чёрная пешка · e5 белый конь · g3 белая пешка · a2 белая пешка · b2 белая пешка · e2 белая пешка · f2 белая пешка · g2 белый слон · h2 белая пешка · d1 белая ладья · f1 белая ладья · g1 белый король | a8 чёрная ладья · d8 чёрная ладья · g8 чёрный король · a7 чёрная пешка · b7 чёрный слон · f7 чёрная пешка · g7 чёрная пешка · h7 чёрная пешка · e6 чёрный конь · f6 чёрный конь · b5 белый конь · c5 чёрная пешка · d5 чёрная пешка · e5 белый конь · g3 белая пешка · a2 белая пешка · b2 белая пешка · e2 белая пешка · f2 белая пешка · g2 белый слон · h2 белая пешка · d1 белая ладья · f1 белая ладья · g1 белый король | a8 чёрная ладья · d8 чёрная ладья · g8 чёрный король · a7 чёрная пешка · b7 чёрный слон · f7 чёрная пешка · g7 чёрная пешка · h7 чёрная пешка · e6 чёрный конь · f6 чёрный конь · b5 белый конь · c5 чёрная пешка · d5 чёрная пешка · e5 белый конь · g3 белая пешка · a2 белая пешка · b2 белая пешка · e2 белая пешка · f2 белая пешка · g2 белый слон · h2 белая пешка · d1 белая ладья · f1 белая ладья · g1 белый король | a8 чёрная ладья · d8 чёрная ладья · g8 чёрный король · a7 чёрная пешка · b7 чёрный слон · f7 чёрная пешка · g7 чёрная пешка · h7 чёрная пешка · e6 чёрный конь · f6 чёрный конь · b5 белый конь · c5 чёрная пешка · d5 чёрная пешка · e5 белый конь · g3 белая пешка · a2 белая пешка · b2 белая пешка · e2 белая пешка · f2 белая пешка · g2 белый слон · h2 белая пешка · d1 белая ладья · f1 белая ладья · g1 белый король | a8 чёрная ладья · d8 чёрная ладья · g8 чёрный король · a7 чёрная пешка · b7 чёрный слон · f7 чёрная пешка · g7 чёрная пешка · h7 чёрная пешка · e6 чёрный конь · f6 чёрный конь · b5 белый конь · c5 чёрная пешка · d5 чёрная пешка · e5 белый конь · g3 белая пешка · a2 белая пешка · b2 белая пешка · e2 белая пешка · f2 белая пешка · g2 белый слон · h2 белая пешка · d1 белая ладья · f1 белая ладья · g1 белый король | a8 чёрная ладья · d8 чёрная ладья · g8 чёрный король · a7 чёрная пешка · b7 чёрный слон · f7 чёрная пешка · g7 чёрная пешка · h7 чёрная пешка · e6 чёрный конь · f6 чёрный конь · b5 белый конь · c5 чёрная пешка · d5 чёрная пешка · e5 белый конь · g3 белая пешка · a2 белая пешка · b2 белая пешка · e2 белая пешка · f2 белая пешка · g2 белый слон · h2 белая пешка · d1 белая ладья · f1 белая ладья · g1 белый король | 7 |
| 6 | a8 чёрная ладья · d8 чёрная ладья · g8 чёрный король · a7 чёрная пешка · b7 чёрный слон · f7 чёрная пешка · g7 чёрная пешка · h7 чёрная пешка · e6 чёрный конь · f6 чёрный конь · b5 белый конь · c5 чёрная пешка · d5 чёрная пешка · e5 белый конь · g3 белая пешка · a2 белая пешка · b2 белая пешка · e2 белая пешка · f2 белая пешка · g2 белый слон · h2 белая пешка · d1 белая ладья · f1 белая ладья · g1 белый король | a8 чёрная ладья · d8 чёрная ладья · g8 чёрный король · a7 чёрная пешка · b7 чёрный слон · f7 чёрная пешка · g7 чёрная пешка · h7 чёрная пешка · e6 чёрный конь · f6 чёрный конь · b5 белый конь · c5 чёрная пешка · d5 чёрная пешка · e5 белый конь · g3 белая пешка · a2 белая пешка · b2 белая пешка · e2 белая пешка · f2 белая пешка · g2 белый слон · h2 белая пешка · d1 белая ладья · f1 белая ладья · g1 белый король | a8 чёрная ладья · d8 чёрная ладья · g8 чёрный король · a7 чёрная пешка · b7 чёрный слон · f7 чёрная пешка · g7 чёрная пешка · h7 чёрная пешка · e6 чёрный конь · f6 чёрный конь · b5 белый конь · c5 чёрная пешка · d5 чёрная пешка · e5 белый конь · g3 белая пешка · a2 белая пешка · b2 белая пешка · e2 белая пешка · f2 белая пешка · g2 белый слон · h2 белая пешка · d1 белая ладья · f1 белая ладья · g1 белый король | a8 чёрная ладья · d8 чёрная ладья · g8 чёрный король · a7 чёрная пешка · b7 чёрный слон · f7 чёрная пешка · g7 чёрная пешка · h7 чёрная пешка · e6 чёрный конь · f6 чёрный конь · b5 белый конь · c5 чёрная пешка · d5 чёрная пешка · e5 белый конь · g3 белая пешка · a2 белая пешка · b2 белая пешка · e2 белая пешка · f2 белая пешка · g2 белый слон · h2 белая пешка · d1 белая ладья · f1 белая ладья · g1 белый король | a8 чёрная ладья · d8 чёрная ладья · g8 чёрный король · a7 чёрная пешка · b7 чёрный слон · f7 чёрная пешка · g7 чёрная пешка · h7 чёрная пешка · e6 чёрный конь · f6 чёрный конь · b5 белый конь · c5 чёрная пешка · d5 чёрная пешка · e5 белый конь · g3 белая пешка · a2 белая пешка · b2 белая пешка · e2 белая пешка · f2 белая пешка · g2 белый слон · h2 белая пешка · d1 белая ладья · f1 белая ладья · g1 белый король | a8 чёрная ладья · d8 чёрная ладья · g8 чёрный король · a7 чёрная пешка · b7 чёрный слон · f7 чёрная пешка · g7 чёрная пешка · h7 чёрная пешка · e6 чёрный конь · f6 чёрный конь · b5 белый конь · c5 чёрная пешка · d5 чёрная пешка · e5 белый конь · g3 белая пешка · a2 белая пешка · b2 белая пешка · e2 белая пешка · f2 белая пешка · g2 белый слон · h2 белая пешка · d1 белая ладья · f1 белая ладья · g1 белый король | a8 чёрная ладья · d8 чёрная ладья · g8 чёрный король · a7 чёрная пешка · b7 чёрный слон · f7 чёрная пешка · g7 чёрная пешка · h7 чёрная пешка · e6 чёрный конь · f6 чёрный конь · b5 белый конь · c5 чёрная пешка · d5 чёрная пешка · e5 белый конь · g3 белая пешка · a2 белая пешка · b2 белая пешка · e2 белая пешка · f2 белая пешка · g2 белый слон · h2 белая пешка · d1 белая ладья · f1 белая ладья · g1 белый король | a8 чёрная ладья · d8 чёрная ладья · g8 чёрный король · a7 чёрная пешка · b7 чёрный слон · f7 чёрная пешка · g7 чёрная пешка · h7 чёрная пешка · e6 чёрный конь · f6 чёрный конь · b5 белый конь · c5 чёрная пешка · d5 чёрная пешка · e5 белый конь · g3 белая пешка · a2 белая пешка · b2 белая пешка · e2 белая пешка · f2 белая пешка · g2 белый слон · h2 белая пешка · d1 белая ладья · f1 белая ладья · g1 белый король | 6 |
| 5 | a8 чёрная ладья · d8 чёрная ладья · g8 чёрный король · a7 чёрная пешка · b7 чёрный слон · f7 чёрная пешка · g7 чёрная пешка · h7 чёрная пешка · e6 чёрный конь · f6 чёрный конь · b5 белый конь · c5 чёрная пешка · d5 чёрная пешка · e5 белый конь · g3 белая пешка · a2 белая пешка · b2 белая пешка · e2 белая пешка · f2 белая пешка · g2 белый слон · h2 белая пешка · d1 белая ладья · f1 белая ладья · g1 белый король | a8 чёрная ладья · d8 чёрная ладья · g8 чёрный король · a7 чёрная пешка · b7 чёрный слон · f7 чёрная пешка · g7 чёрная пешка · h7 чёрная пешка · e6 чёрный конь · f6 чёрный конь · b5 белый конь · c5 чёрная пешка · d5 чёрная пешка · e5 белый конь · g3 белая пешка · a2 белая пешка · b2 белая пешка · e2 белая пешка · f2 белая пешка · g2 белый слон · h2 белая пешка · d1 белая ладья · f1 белая ладья · g1 белый король | a8 чёрная ладья · d8 чёрная ладья · g8 чёрный король · a7 чёрная пешка · b7 чёрный слон · f7 чёрная пешка · g7 чёрная пешка · h7 чёрная пешка · e6 чёрный конь · f6 чёрный конь · b5 белый конь · c5 чёрная пешка · d5 чёрная пешка · e5 белый конь · g3 белая пешка · a2 белая пешка · b2 белая пешка · e2 белая пешка · f2 белая пешка · g2 белый слон · h2 белая пешка · d1 белая ладья · f1 белая ладья · g1 белый король | a8 чёрная ладья · d8 чёрная ладья · g8 чёрный король · a7 чёрная пешка · b7 чёрный слон · f7 чёрная пешка · g7 чёрная пешка · h7 чёрная пешка · e6 чёрный конь · f6 чёрный конь · b5 белый конь · c5 чёрная пешка · d5 чёрная пешка · e5 белый конь · g3 белая пешка · a2 белая пешка · b2 белая пешка · e2 белая пешка · f2 белая пешка · g2 белый слон · h2 белая пешка · d1 белая ладья · f1 белая ладья · g1 белый король | a8 чёрная ладья · d8 чёрная ладья · g8 чёрный король · a7 чёрная пешка · b7 чёрный слон · f7 чёрная пешка · g7 чёрная пешка · h7 чёрная пешка · e6 чёрный конь · f6 чёрный конь · b5 белый конь · c5 чёрная пешка · d5 чёрная пешка · e5 белый конь · g3 белая пешка · a2 белая пешка · b2 белая пешка · e2 белая пешка · f2 белая пешка · g2 белый слон · h2 белая пешка · d1 белая ладья · f1 белая ладья · g1 белый король | a8 чёрная ладья · d8 чёрная ладья · g8 чёрный король · a7 чёрная пешка · b7 чёрный слон · f7 чёрная пешка · g7 чёрная пешка · h7 чёрная пешка · e6 чёрный конь · f6 чёрный конь · b5 белый конь · c5 чёрная пешка · d5 чёрная пешка · e5 белый конь · g3 белая пешка · a2 белая пешка · b2 белая пешка · e2 белая пешка · f2 белая пешка · g2 белый слон · h2 белая пешка · d1 белая ладья · f1 белая ладья · g1 белый король | a8 чёрная ладья · d8 чёрная ладья · g8 чёрный король · a7 чёрная пешка · b7 чёрный слон · f7 чёрная пешка · g7 чёрная пешка · h7 чёрная пешка · e6 чёрный конь · f6 чёрный конь · b5 белый конь · c5 чёрная пешка · d5 чёрная пешка · e5 белый конь · g3 белая пешка · a2 белая пешка · b2 белая пешка · e2 белая пешка · f2 белая пешка · g2 белый слон · h2 белая пешка · d1 белая ладья · f1 белая ладья · g1 белый король | a8 чёрная ладья · d8 чёрная ладья · g8 чёрный король · a7 чёрная пешка · b7 чёрный слон · f7 чёрная пешка · g7 чёрная пешка · h7 чёрная пешка · e6 чёрный конь · f6 чёрный конь · b5 белый конь · c5 чёрная пешка · d5 чёрная пешка · e5 белый конь · g3 белая пешка · a2 белая пешка · b2 белая пешка · e2 белая пешка · f2 белая пешка · g2 белый слон · h2 белая пешка · d1 белая ладья · f1 белая ладья · g1 белый король | 5 |
| 4 | a8 чёрная ладья · d8 чёрная ладья · g8 чёрный король · a7 чёрная пешка · b7 чёрный слон · f7 чёрная пешка · g7 чёрная пешка · h7 чёрная пешка · e6 чёрный конь · f6 чёрный конь · b5 белый конь · c5 чёрная пешка · d5 чёрная пешка · e5 белый конь · g3 белая пешка · a2 белая пешка · b2 белая пешка · e2 белая пешка · f2 белая пешка · g2 белый слон · h2 белая пешка · d1 белая ладья · f1 белая ладья · g1 белый король | a8 чёрная ладья · d8 чёрная ладья · g8 чёрный король · a7 чёрная пешка · b7 чёрный слон · f7 чёрная пешка · g7 чёрная пешка · h7 чёрная пешка · e6 чёрный конь · f6 чёрный конь · b5 белый конь · c5 чёрная пешка · d5 чёрная пешка · e5 белый конь · g3 белая пешка · a2 белая пешка · b2 белая пешка · e2 белая пешка · f2 белая пешка · g2 белый слон · h2 белая пешка · d1 белая ладья · f1 белая ладья · g1 белый король | a8 чёрная ладья · d8 чёрная ладья · g8 чёрный король · a7 чёрная пешка · b7 чёрный слон · f7 чёрная пешка · g7 чёрная пешка · h7 чёрная пешка · e6 чёрный конь · f6 чёрный конь · b5 белый конь · c5 чёрная пешка · d5 чёрная пешка · e5 белый конь · g3 белая пешка · a2 белая пешка · b2 белая пешка · e2 белая пешка · f2 белая пешка · g2 белый слон · h2 белая пешка · d1 белая ладья · f1 белая ладья · g1 белый король | a8 чёрная ладья · d8 чёрная ладья · g8 чёрный король · a7 чёрная пешка · b7 чёрный слон · f7 чёрная пешка · g7 чёрная пешка · h7 чёрная пешка · e6 чёрный конь · f6 чёрный конь · b5 белый конь · c5 чёрная пешка · d5 чёрная пешка · e5 белый конь · g3 белая пешка · a2 белая пешка · b2 белая пешка · e2 белая пешка · f2 белая пешка · g2 белый слон · h2 белая пешка · d1 белая ладья · f1 белая ладья · g1 белый король | a8 чёрная ладья · d8 чёрная ладья · g8 чёрный король · a7 чёрная пешка · b7 чёрный слон · f7 чёрная пешка · g7 чёрная пешка · h7 чёрная пешка · e6 чёрный конь · f6 чёрный конь · b5 белый конь · c5 чёрная пешка · d5 чёрная пешка · e5 белый конь · g3 белая пешка · a2 белая пешка · b2 белая пешка · e2 белая пешка · f2 белая пешка · g2 белый слон · h2 белая пешка · d1 белая ладья · f1 белая ладья · g1 белый король | a8 чёрная ладья · d8 чёрная ладья · g8 чёрный король · a7 чёрная пешка · b7 чёрный слон · f7 чёрная пешка · g7 чёрная пешка · h7 чёрная пешка · e6 чёрный конь · f6 чёрный конь · b5 белый конь · c5 чёрная пешка · d5 чёрная пешка · e5 белый конь · g3 белая пешка · a2 белая пешка · b2 белая пешка · e2 белая пешка · f2 белая пешка · g2 белый слон · h2 белая пешка · d1 белая ладья · f1 белая ладья · g1 белый король | a8 чёрная ладья · d8 чёрная ладья · g8 чёрный король · a7 чёрная пешка · b7 чёрный слон · f7 чёрная пешка · g7 чёрная пешка · h7 чёрная пешка · e6 чёрный конь · f6 чёрный конь · b5 белый конь · c5 чёрная пешка · d5 чёрная пешка · e5 белый конь · g3 белая пешка · a2 белая пешка · b2 белая пешка · e2 белая пешка · f2 белая пешка · g2 белый слон · h2 белая пешка · d1 белая ладья · f1 белая ладья · g1 белый король | a8 чёрная ладья · d8 чёрная ладья · g8 чёрный король · a7 чёрная пешка · b7 чёрный слон · f7 чёрная пешка · g7 чёрная пешка · h7 чёрная пешка · e6 чёрный конь · f6 чёрный конь · b5 белый конь · c5 чёрная пешка · d5 чёрная пешка · e5 белый конь · g3 белая пешка · a2 белая пешка · b2 белая пешка · e2 белая пешка · f2 белая пешка · g2 белый слон · h2 белая пешка · d1 белая ладья · f1 белая ладья · g1 белый король | 4 |
| 3 | a8 чёрная ладья · d8 чёрная ладья · g8 чёрный король · a7 чёрная пешка · b7 чёрный слон · f7 чёрная пешка · g7 чёрная пешка · h7 чёрная пешка · e6 чёрный конь · f6 чёрный конь · b5 белый конь · c5 чёрная пешка · d5 чёрная пешка · e5 белый конь · g3 белая пешка · a2 белая пешка · b2 белая пешка · e2 белая пешка · f2 белая пешка · g2 белый слон · h2 белая пешка · d1 белая ладья · f1 белая ладья · g1 белый король | a8 чёрная ладья · d8 чёрная ладья · g8 чёрный король · a7 чёрная пешка · b7 чёрный слон · f7 чёрная пешка · g7 чёрная пешка · h7 чёрная пешка · e6 чёрный конь · f6 чёрный конь · b5 белый конь · c5 чёрная пешка · d5 чёрная пешка · e5 белый конь · g3 белая пешка · a2 белая пешка · b2 белая пешка · e2 белая пешка · f2 белая пешка · g2 белый слон · h2 белая пешка · d1 белая ладья · f1 белая ладья · g1 белый король | a8 чёрная ладья · d8 чёрная ладья · g8 чёрный король · a7 чёрная пешка · b7 чёрный слон · f7 чёрная пешка · g7 чёрная пешка · h7 чёрная пешка · e6 чёрный конь · f6 чёрный конь · b5 белый конь · c5 чёрная пешка · d5 чёрная пешка · e5 белый конь · g3 белая пешка · a2 белая пешка · b2 белая пешка · e2 белая пешка · f2 белая пешка · g2 белый слон · h2 белая пешка · d1 белая ладья · f1 белая ладья · g1 белый король | a8 чёрная ладья · d8 чёрная ладья · g8 чёрный король · a7 чёрная пешка · b7 чёрный слон · f7 чёрная пешка · g7 чёрная пешка · h7 чёрная пешка · e6 чёрный конь · f6 чёрный конь · b5 белый конь · c5 чёрная пешка · d5 чёрная пешка · e5 белый конь · g3 белая пешка · a2 белая пешка · b2 белая пешка · e2 белая пешка · f2 белая пешка · g2 белый слон · h2 белая пешка · d1 белая ладья · f1 белая ладья · g1 белый король | a8 чёрная ладья · d8 чёрная ладья · g8 чёрный король · a7 чёрная пешка · b7 чёрный слон · f7 чёрная пешка · g7 чёрная пешка · h7 чёрная пешка · e6 чёрный конь · f6 чёрный конь · b5 белый конь · c5 чёрная пешка · d5 чёрная пешка · e5 белый конь · g3 белая пешка · a2 белая пешка · b2 белая пешка · e2 белая пешка · f2 белая пешка · g2 белый слон · h2 белая пешка · d1 белая ладья · f1 белая ладья · g1 белый король | a8 чёрная ладья · d8 чёрная ладья · g8 чёрный король · a7 чёрная пешка · b7 чёрный слон · f7 чёрная пешка · g7 чёрная пешка · h7 чёрная пешка · e6 чёрный конь · f6 чёрный конь · b5 белый конь · c5 чёрная пешка · d5 чёрная пешка · e5 белый конь · g3 белая пешка · a2 белая пешка · b2 белая пешка · e2 белая пешка · f2 белая пешка · g2 белый слон · h2 белая пешка · d1 белая ладья · f1 белая ладья · g1 белый король | a8 чёрная ладья · d8 чёрная ладья · g8 чёрный король · a7 чёрная пешка · b7 чёрный слон · f7 чёрная пешка · g7 чёрная пешка · h7 чёрная пешка · e6 чёрный конь · f6 чёрный конь · b5 белый конь · c5 чёрная пешка · d5 чёрная пешка · e5 белый конь · g3 белая пешка · a2 белая пешка · b2 белая пешка · e2 белая пешка · f2 белая пешка · g2 белый слон · h2 белая пешка · d1 белая ладья · f1 белая ладья · g1 белый король | a8 чёрная ладья · d8 чёрная ладья · g8 чёрный король · a7 чёрная пешка · b7 чёрный слон · f7 чёрная пешка · g7 чёрная пешка · h7 чёрная пешка · e6 чёрный конь · f6 чёрный конь · b5 белый конь · c5 чёрная пешка · d5 чёрная пешка · e5 белый конь · g3 белая пешка · a2 белая пешка · b2 белая пешка · e2 белая пешка · f2 белая пешка · g2 белый слон · h2 белая пешка · d1 белая ладья · f1 белая ладья · g1 белый король | 3 |
| 2 | a8 чёрная ладья · d8 чёрная ладья · g8 чёрный король · a7 чёрная пешка · b7 чёрный слон · f7 чёрная пешка · g7 чёрная пешка · h7 чёрная пешка · e6 чёрный конь · f6 чёрный конь · b5 белый конь · c5 чёрная пешка · d5 чёрная пешка · e5 белый конь · g3 белая пешка · a2 белая пешка · b2 белая пешка · e2 белая пешка · f2 белая пешка · g2 белый слон · h2 белая пешка · d1 белая ладья · f1 белая ладья · g1 белый король | a8 чёрная ладья · d8 чёрная ладья · g8 чёрный король · a7 чёрная пешка · b7 чёрный слон · f7 чёрная пешка · g7 чёрная пешка · h7 чёрная пешка · e6 чёрный конь · f6 чёрный конь · b5 белый конь · c5 чёрная пешка · d5 чёрная пешка · e5 белый конь · g3 белая пешка · a2 белая пешка · b2 белая пешка · e2 белая пешка · f2 белая пешка · g2 белый слон · h2 белая пешка · d1 белая ладья · f1 белая ладья · g1 белый король | a8 чёрная ладья · d8 чёрная ладья · g8 чёрный король · a7 чёрная пешка · b7 чёрный слон · f7 чёрная пешка · g7 чёрная пешка · h7 чёрная пешка · e6 чёрный конь · f6 чёрный конь · b5 белый конь · c5 чёрная пешка · d5 чёрная пешка · e5 белый конь · g3 белая пешка · a2 белая пешка · b2 белая пешка · e2 белая пешка · f2 белая пешка · g2 белый слон · h2 белая пешка · d1 белая ладья · f1 белая ладья · g1 белый король | a8 чёрная ладья · d8 чёрная ладья · g8 чёрный король · a7 чёрная пешка · b7 чёрный слон · f7 чёрная пешка · g7 чёрная пешка · h7 чёрная пешка · e6 чёрный конь · f6 чёрный конь · b5 белый конь · c5 чёрная пешка · d5 чёрная пешка · e5 белый конь · g3 белая пешка · a2 белая пешка · b2 белая пешка · e2 белая пешка · f2 белая пешка · g2 белый слон · h2 белая пешка · d1 белая ладья · f1 белая ладья · g1 белый король | a8 чёрная ладья · d8 чёрная ладья · g8 чёрный король · a7 чёрная пешка · b7 чёрный слон · f7 чёрная пешка · g7 чёрная пешка · h7 чёрная пешка · e6 чёрный конь · f6 чёрный конь · b5 белый конь · c5 чёрная пешка · d5 чёрная пешка · e5 белый конь · g3 белая пешка · a2 белая пешка · b2 белая пешка · e2 белая пешка · f2 белая пешка · g2 белый слон · h2 белая пешка · d1 белая ладья · f1 белая ладья · g1 белый король | a8 чёрная ладья · d8 чёрная ладья · g8 чёрный король · a7 чёрная пешка · b7 чёрный слон · f7 чёрная пешка · g7 чёрная пешка · h7 чёрная пешка · e6 чёрный конь · f6 чёрный конь · b5 белый конь · c5 чёрная пешка · d5 чёрная пешка · e5 белый конь · g3 белая пешка · a2 белая пешка · b2 белая пешка · e2 белая пешка · f2 белая пешка · g2 белый слон · h2 белая пешка · d1 белая ладья · f1 белая ладья · g1 белый король | a8 чёрная ладья · d8 чёрная ладья · g8 чёрный король · a7 чёрная пешка · b7 чёрный слон · f7 чёрная пешка · g7 чёрная пешка · h7 чёрная пешка · e6 чёрный конь · f6 чёрный конь · b5 белый конь · c5 чёрная пешка · d5 чёрная пешка · e5 белый конь · g3 белая пешка · a2 белая пешка · b2 белая пешка · e2 белая пешка · f2 белая пешка · g2 белый слон · h2 белая пешка · d1 белая ладья · f1 белая ладья · g1 белый король | a8 чёрная ладья · d8 чёрная ладья · g8 чёрный король · a7 чёрная пешка · b7 чёрный слон · f7 чёрная пешка · g7 чёрная пешка · h7 чёрная пешка · e6 чёрный конь · f6 чёрный конь · b5 белый конь · c5 чёрная пешка · d5 чёрная пешка · e5 белый конь · g3 белая пешка · a2 белая пешка · b2 белая пешка · e2 белая пешка · f2 белая пешка · g2 белый слон · h2 белая пешка · d1 белая ладья · f1 белая ладья · g1 белый король | 2 |
| 1 | a8 чёрная ладья · d8 чёрная ладья · g8 чёрный король · a7 чёрная пешка · b7 чёрный слон · f7 чёрная пешка · g7 чёрная пешка · h7 чёрная пешка · e6 чёрный конь · f6 чёрный конь · b5 белый конь · c5 чёрная пешка · d5 чёрная пешка · e5 белый конь · g3 белая пешка · a2 белая пешка · b2 белая пешка · e2 белая пешка · f2 белая пешка · g2 белый слон · h2 белая пешка · d1 белая ладья · f1 белая ладья · g1 белый король | a8 чёрная ладья · d8 чёрная ладья · g8 чёрный король · a7 чёрная пешка · b7 чёрный слон · f7 чёрная пешка · g7 чёрная пешка · h7 чёрная пешка · e6 чёрный конь · f6 чёрный конь · b5 белый конь · c5 чёрная пешка · d5 чёрная пешка · e5 белый конь · g3 белая пешка · a2 белая пешка · b2 белая пешка · e2 белая пешка · f2 белая пешка · g2 белый слон · h2 белая пешка · d1 белая ладья · f1 белая ладья · g1 белый король | a8 чёрная ладья · d8 чёрная ладья · g8 чёрный король · a7 чёрная пешка · b7 чёрный слон · f7 чёрная пешка · g7 чёрная пешка · h7 чёрная пешка · e6 чёрный конь · f6 чёрный конь · b5 белый конь · c5 чёрная пешка · d5 чёрная пешка · e5 белый конь · g3 белая пешка · a2 белая пешка · b2 белая пешка · e2 белая пешка · f2 белая пешка · g2 белый слон · h2 белая пешка · d1 белая ладья · f1 белая ладья · g1 белый король | a8 чёрная ладья · d8 чёрная ладья · g8 чёрный король · a7 чёрная пешка · b7 чёрный слон · f7 чёрная пешка · g7 чёрная пешка · h7 чёрная пешка · e6 чёрный конь · f6 чёрный конь · b5 белый конь · c5 чёрная пешка · d5 чёрная пешка · e5 белый конь · g3 белая пешка · a2 белая пешка · b2 белая пешка · e2 белая пешка · f2 белая пешка · g2 белый слон · h2 белая пешка · d1 белая ладья · f1 белая ладья · g1 белый король | a8 чёрная ладья · d8 чёрная ладья · g8 чёрный король · a7 чёрная пешка · b7 чёрный слон · f7 чёрная пешка · g7 чёрная пешка · h7 чёрная пешка · e6 чёрный конь · f6 чёрный конь · b5 белый конь · c5 чёрная пешка · d5 чёрная пешка · e5 белый конь · g3 белая пешка · a2 белая пешка · b2 белая пешка · e2 белая пешка · f2 белая пешка · g2 белый слон · h2 белая пешка · d1 белая ладья · f1 белая ладья · g1 белый король | a8 чёрная ладья · d8 чёрная ладья · g8 чёрный король · a7 чёрная пешка · b7 чёрный слон · f7 чёрная пешка · g7 чёрная пешка · h7 чёрная пешка · e6 чёрный конь · f6 чёрный конь · b5 белый конь · c5 чёрная пешка · d5 чёрная пешка · e5 белый конь · g3 белая пешка · a2 белая пешка · b2 белая пешка · e2 белая пешка · f2 белая пешка · g2 белый слон · h2 белая пешка · d1 белая ладья · f1 белая ладья · g1 белый король | a8 чёрная ладья · d8 чёрная ладья · g8 чёрный король · a7 чёрная пешка · b7 чёрный слон · f7 чёрная пешка · g7 чёрная пешка · h7 чёрная пешка · e6 чёрный конь · f6 чёрный конь · b5 белый конь · c5 чёрная пешка · d5 чёрная пешка · e5 белый конь · g3 белая пешка · a2 белая пешка · b2 белая пешка · e2 белая пешка · f2 белая пешка · g2 белый слон · h2 белая пешка · d1 белая ладья · f1 белая ладья · g1 белый король | a8 чёрная ладья · d8 чёрная ладья · g8 чёрный король · a7 чёрная пешка · b7 чёрный слон · f7 чёрная пешка · g7 чёрная пешка · h7 чёрная пешка · e6 чёрный конь · f6 чёрный конь · b5 белый конь · c5 чёрная пешка · d5 чёрная пешка · e5 белый конь · g3 белая пешка · a2 белая пешка · b2 белая пешка · e2 белая пешка · f2 белая пешка · g2 белый слон · h2 белая пешка · d1 белая ладья · f1 белая ладья · g1 белый король | 1 |
|   | a | b | c | d | e | f | g | h |   |

|   | a | b | c | d | e | f | g | h |   |
| - | --- | --- | --- | --- | --- | --- | --- | --- | - |
| 8 | c8 чёрная ладья · d7 чёрный конь · e7 чёрный король · f7 чёрная пешка · g7 чёрная пешка · h7 чёрная пешка · e6 чёрный конь · a5 чёрная пешка · b5 чёрная ладья · c5 чёрная пешка · a4 белый конь · c4 белая ладья · d4 чёрная пешка · b3 белая пешка · d3 белый конь · g3 белая пешка · a2 белая пешка · e2 белая пешка · f2 белая пешка · g2 белый король · h2 белая пешка · c1 белая ладья | c8 чёрная ладья · d7 чёрный конь · e7 чёрный король · f7 чёрная пешка · g7 чёрная пешка · h7 чёрная пешка · e6 чёрный конь · a5 чёрная пешка · b5 чёрная ладья · c5 чёрная пешка · a4 белый конь · c4 белая ладья · d4 чёрная пешка · b3 белая пешка · d3 белый конь · g3 белая пешка · a2 белая пешка · e2 белая пешка · f2 белая пешка · g2 белый король · h2 белая пешка · c1 белая ладья | c8 чёрная ладья · d7 чёрный конь · e7 чёрный король · f7 чёрная пешка · g7 чёрная пешка · h7 чёрная пешка · e6 чёрный конь · a5 чёрная пешка · b5 чёрная ладья · c5 чёрная пешка · a4 белый конь · c4 белая ладья · d4 чёрная пешка · b3 белая пешка · d3 белый конь · g3 белая пешка · a2 белая пешка · e2 белая пешка · f2 белая пешка · g2 белый король · h2 белая пешка · c1 белая ладья | c8 чёрная ладья · d7 чёрный конь · e7 чёрный король · f7 чёрная пешка · g7 чёрная пешка · h7 чёрная пешка · e6 чёрный конь · a5 чёрная пешка · b5 чёрная ладья · c5 чёрная пешка · a4 белый конь · c4 белая ладья · d4 чёрная пешка · b3 белая пешка · d3 белый конь · g3 белая пешка · a2 белая пешка · e2 белая пешка · f2 белая пешка · g2 белый король · h2 белая пешка · c1 белая ладья | c8 чёрная ладья · d7 чёрный конь · e7 чёрный король · f7 чёрная пешка · g7 чёрная пешка · h7 чёрная пешка · e6 чёрный конь · a5 чёрная пешка · b5 чёрная ладья · c5 чёрная пешка · a4 белый конь · c4 белая ладья · d4 чёрная пешка · b3 белая пешка · d3 белый конь · g3 белая пешка · a2 белая пешка · e2 белая пешка · f2 белая пешка · g2 белый король · h2 белая пешка · c1 белая ладья | c8 чёрная ладья · d7 чёрный конь · e7 чёрный король · f7 чёрная пешка · g7 чёрная пешка · h7 чёрная пешка · e6 чёрный конь · a5 чёрная пешка · b5 чёрная ладья · c5 чёрная пешка · a4 белый конь · c4 белая ладья · d4 чёрная пешка · b3 белая пешка · d3 белый конь · g3 белая пешка · a2 белая пешка · e2 белая пешка · f2 белая пешка · g2 белый король · h2 белая пешка · c1 белая ладья | c8 чёрная ладья · d7 чёрный конь · e7 чёрный король · f7 чёрная пешка · g7 чёрная пешка · h7 чёрная пешка · e6 чёрный конь · a5 чёрная пешка · b5 чёрная ладья · c5 чёрная пешка · a4 белый конь · c4 белая ладья · d4 чёрная пешка · b3 белая пешка · d3 белый конь · g3 белая пешка · a2 белая пешка · e2 белая пешка · f2 белая пешка · g2 белый король · h2 белая пешка · c1 белая ладья | c8 чёрная ладья · d7 чёрный конь · e7 чёрный король · f7 чёрная пешка · g7 чёрная пешка · h7 чёрная пешка · e6 чёрный конь · a5 чёрная пешка · b5 чёрная ладья · c5 чёрная пешка · a4 белый конь · c4 белая ладья · d4 чёрная пешка · b3 белая пешка · d3 белый конь · g3 белая пешка · a2 белая пешка · e2 белая пешка · f2 белая пешка · g2 белый король · h2 белая пешка · c1 белая ладья | 8 |
| 7 | c8 чёрная ладья · d7 чёрный конь · e7 чёрный король · f7 чёрная пешка · g7 чёрная пешка · h7 чёрная пешка · e6 чёрный конь · a5 чёрная пешка · b5 чёрная ладья · c5 чёрная пешка · a4 белый конь · c4 белая ладья · d4 чёрная пешка · b3 белая пешка · d3 белый конь · g3 белая пешка · a2 белая пешка · e2 белая пешка · f2 белая пешка · g2 белый король · h2 белая пешка · c1 белая ладья | c8 чёрная ладья · d7 чёрный конь · e7 чёрный король · f7 чёрная пешка · g7 чёрная пешка · h7 чёрная пешка · e6 чёрный конь · a5 чёрная пешка · b5 чёрная ладья · c5 чёрная пешка · a4 белый конь · c4 белая ладья · d4 чёрная пешка · b3 белая пешка · d3 белый конь · g3 белая пешка · a2 белая пешка · e2 белая пешка · f2 белая пешка · g2 белый король · h2 белая пешка · c1 белая ладья | c8 чёрная ладья · d7 чёрный конь · e7 чёрный король · f7 чёрная пешка · g7 чёрная пешка · h7 чёрная пешка · e6 чёрный конь · a5 чёрная пешка · b5 чёрная ладья · c5 чёрная пешка · a4 белый конь · c4 белая ладья · d4 чёрная пешка · b3 белая пешка · d3 белый конь · g3 белая пешка · a2 белая пешка · e2 белая пешка · f2 белая пешка · g2 белый король · h2 белая пешка · c1 белая ладья | c8 чёрная ладья · d7 чёрный конь · e7 чёрный король · f7 чёрная пешка · g7 чёрная пешка · h7 чёрная пешка · e6 чёрный конь · a5 чёрная пешка · b5 чёрная ладья · c5 чёрная пешка · a4 белый конь · c4 белая ладья · d4 чёрная пешка · b3 белая пешка · d3 белый конь · g3 белая пешка · a2 белая пешка · e2 белая пешка · f2 белая пешка · g2 белый король · h2 белая пешка · c1 белая ладья | c8 чёрная ладья · d7 чёрный конь · e7 чёрный король · f7 чёрная пешка · g7 чёрная пешка · h7 чёрная пешка · e6 чёрный конь · a5 чёрная пешка · b5 чёрная ладья · c5 чёрная пешка · a4 белый конь · c4 белая ладья · d4 чёрная пешка · b3 белая пешка · d3 белый конь · g3 белая пешка · a2 белая пешка · e2 белая пешка · f2 белая пешка · g2 белый король · h2 белая пешка · c1 белая ладья | c8 чёрная ладья · d7 чёрный конь · e7 чёрный король · f7 чёрная пешка · g7 чёрная пешка · h7 чёрная пешка · e6 чёрный конь · a5 чёрная пешка · b5 чёрная ладья · c5 чёрная пешка · a4 белый конь · c4 белая ладья · d4 чёрная пешка · b3 белая пешка · d3 белый конь · g3 белая пешка · a2 белая пешка · e2 белая пешка · f2 белая пешка · g2 белый король · h2 белая пешка · c1 белая ладья | c8 чёрная ладья · d7 чёрный конь · e7 чёрный король · f7 чёрная пешка · g7 чёрная пешка · h7 чёрная пешка · e6 чёрный конь · a5 чёрная пешка · b5 чёрная ладья · c5 чёрная пешка · a4 белый конь · c4 белая ладья · d4 чёрная пешка · b3 белая пешка · d3 белый конь · g3 белая пешка · a2 белая пешка · e2 белая пешка · f2 белая пешка · g2 белый король · h2 белая пешка · c1 белая ладья | c8 чёрная ладья · d7 чёрный конь · e7 чёрный король · f7 чёрная пешка · g7 чёрная пешка · h7 чёрная пешка · e6 чёрный конь · a5 чёрная пешка · b5 чёрная ладья · c5 чёрная пешка · a4 белый конь · c4 белая ладья · d4 чёрная пешка · b3 белая пешка · d3 белый конь · g3 белая пешка · a2 белая пешка · e2 белая пешка · f2 белая пешка · g2 белый король · h2 белая пешка · c1 белая ладья | 7 |
| 6 | c8 чёрная ладья · d7 чёрный конь · e7 чёрный король · f7 чёрная пешка · g7 чёрная пешка · h7 чёрная пешка · e6 чёрный конь · a5 чёрная пешка · b5 чёрная ладья · c5 чёрная пешка · a4 белый конь · c4 белая ладья · d4 чёрная пешка · b3 белая пешка · d3 белый конь · g3 белая пешка · a2 белая пешка · e2 белая пешка · f2 белая пешка · g2 белый король · h2 белая пешка · c1 белая ладья | c8 чёрная ладья · d7 чёрный конь · e7 чёрный король · f7 чёрная пешка · g7 чёрная пешка · h7 чёрная пешка · e6 чёрный конь · a5 чёрная пешка · b5 чёрная ладья · c5 чёрная пешка · a4 белый конь · c4 белая ладья · d4 чёрная пешка · b3 белая пешка · d3 белый конь · g3 белая пешка · a2 белая пешка · e2 белая пешка · f2 белая пешка · g2 белый король · h2 белая пешка · c1 белая ладья | c8 чёрная ладья · d7 чёрный конь · e7 чёрный король · f7 чёрная пешка · g7 чёрная пешка · h7 чёрная пешка · e6 чёрный конь · a5 чёрная пешка · b5 чёрная ладья · c5 чёрная пешка · a4 белый конь · c4 белая ладья · d4 чёрная пешка · b3 белая пешка · d3 белый конь · g3 белая пешка · a2 белая пешка · e2 белая пешка · f2 белая пешка · g2 белый король · h2 белая пешка · c1 белая ладья | c8 чёрная ладья · d7 чёрный конь · e7 чёрный король · f7 чёрная пешка · g7 чёрная пешка · h7 чёрная пешка · e6 чёрный конь · a5 чёрная пешка · b5 чёрная ладья · c5 чёрная пешка · a4 белый конь · c4 белая ладья · d4 чёрная пешка · b3 белая пешка · d3 белый конь · g3 белая пешка · a2 белая пешка · e2 белая пешка · f2 белая пешка · g2 белый король · h2 белая пешка · c1 белая ладья | c8 чёрная ладья · d7 чёрный конь · e7 чёрный король · f7 чёрная пешка · g7 чёрная пешка · h7 чёрная пешка · e6 чёрный конь · a5 чёрная пешка · b5 чёрная ладья · c5 чёрная пешка · a4 белый конь · c4 белая ладья · d4 чёрная пешка · b3 белая пешка · d3 белый конь · g3 белая пешка · a2 белая пешка · e2 белая пешка · f2 белая пешка · g2 белый король · h2 белая пешка · c1 белая ладья | c8 чёрная ладья · d7 чёрный конь · e7 чёрный король · f7 чёрная пешка · g7 чёрная пешка · h7 чёрная пешка · e6 чёрный конь · a5 чёрная пешка · b5 чёрная ладья · c5 чёрная пешка · a4 белый конь · c4 белая ладья · d4 чёрная пешка · b3 белая пешка · d3 белый конь · g3 белая пешка · a2 белая пешка · e2 белая пешка · f2 белая пешка · g2 белый король · h2 белая пешка · c1 белая ладья | c8 чёрная ладья · d7 чёрный конь · e7 чёрный король · f7 чёрная пешка · g7 чёрная пешка · h7 чёрная пешка · e6 чёрный конь · a5 чёрная пешка · b5 чёрная ладья · c5 чёрная пешка · a4 белый конь · c4 белая ладья · d4 чёрная пешка · b3 белая пешка · d3 белый конь · g3 белая пешка · a2 белая пешка · e2 белая пешка · f2 белая пешка · g2 белый король · h2 белая пешка · c1 белая ладья | c8 чёрная ладья · d7 чёрный конь · e7 чёрный король · f7 чёрная пешка · g7 чёрная пешка · h7 чёрная пешка · e6 чёрный конь · a5 чёрная пешка · b5 чёрная ладья · c5 чёрная пешка · a4 белый конь · c4 белая ладья · d4 чёрная пешка · b3 белая пешка · d3 белый конь · g3 белая пешка · a2 белая пешка · e2 белая пешка · f2 белая пешка · g2 белый король · h2 белая пешка · c1 белая ладья | 6 |
| 5 | c8 чёрная ладья · d7 чёрный конь · e7 чёрный король · f7 чёрная пешка · g7 чёрная пешка · h7 чёрная пешка · e6 чёрный конь · a5 чёрная пешка · b5 чёрная ладья · c5 чёрная пешка · a4 белый конь · c4 белая ладья · d4 чёрная пешка · b3 белая пешка · d3 белый конь · g3 белая пешка · a2 белая пешка · e2 белая пешка · f2 белая пешка · g2 белый король · h2 белая пешка · c1 белая ладья | c8 чёрная ладья · d7 чёрный конь · e7 чёрный король · f7 чёрная пешка · g7 чёрная пешка · h7 чёрная пешка · e6 чёрный конь · a5 чёрная пешка · b5 чёрная ладья · c5 чёрная пешка · a4 белый конь · c4 белая ладья · d4 чёрная пешка · b3 белая пешка · d3 белый конь · g3 белая пешка · a2 белая пешка · e2 белая пешка · f2 белая пешка · g2 белый король · h2 белая пешка · c1 белая ладья | c8 чёрная ладья · d7 чёрный конь · e7 чёрный король · f7 чёрная пешка · g7 чёрная пешка · h7 чёрная пешка · e6 чёрный конь · a5 чёрная пешка · b5 чёрная ладья · c5 чёрная пешка · a4 белый конь · c4 белая ладья · d4 чёрная пешка · b3 белая пешка · d3 белый конь · g3 белая пешка · a2 белая пешка · e2 белая пешка · f2 белая пешка · g2 белый король · h2 белая пешка · c1 белая ладья | c8 чёрная ладья · d7 чёрный конь · e7 чёрный король · f7 чёрная пешка · g7 чёрная пешка · h7 чёрная пешка · e6 чёрный конь · a5 чёрная пешка · b5 чёрная ладья · c5 чёрная пешка · a4 белый конь · c4 белая ладья · d4 чёрная пешка · b3 белая пешка · d3 белый конь · g3 белая пешка · a2 белая пешка · e2 белая пешка · f2 белая пешка · g2 белый король · h2 белая пешка · c1 белая ладья | c8 чёрная ладья · d7 чёрный конь · e7 чёрный король · f7 чёрная пешка · g7 чёрная пешка · h7 чёрная пешка · e6 чёрный конь · a5 чёрная пешка · b5 чёрная ладья · c5 чёрная пешка · a4 белый конь · c4 белая ладья · d4 чёрная пешка · b3 белая пешка · d3 белый конь · g3 белая пешка · a2 белая пешка · e2 белая пешка · f2 белая пешка · g2 белый король · h2 белая пешка · c1 белая ладья | c8 чёрная ладья · d7 чёрный конь · e7 чёрный король · f7 чёрная пешка · g7 чёрная пешка · h7 чёрная пешка · e6 чёрный конь · a5 чёрная пешка · b5 чёрная ладья · c5 чёрная пешка · a4 белый конь · c4 белая ладья · d4 чёрная пешка · b3 белая пешка · d3 белый конь · g3 белая пешка · a2 белая пешка · e2 белая пешка · f2 белая пешка · g2 белый король · h2 белая пешка · c1 белая ладья | c8 чёрная ладья · d7 чёрный конь · e7 чёрный король · f7 чёрная пешка · g7 чёрная пешка · h7 чёрная пешка · e6 чёрный конь · a5 чёрная пешка · b5 чёрная ладья · c5 чёрная пешка · a4 белый конь · c4 белая ладья · d4 чёрная пешка · b3 белая пешка · d3 белый конь · g3 белая пешка · a2 белая пешка · e2 белая пешка · f2 белая пешка · g2 белый король · h2 белая пешка · c1 белая ладья | c8 чёрная ладья · d7 чёрный конь · e7 чёрный король · f7 чёрная пешка · g7 чёрная пешка · h7 чёрная пешка · e6 чёрный конь · a5 чёрная пешка · b5 чёрная ладья · c5 чёрная пешка · a4 белый конь · c4 белая ладья · d4 чёрная пешка · b3 белая пешка · d3 белый конь · g3 белая пешка · a2 белая пешка · e2 белая пешка · f2 белая пешка · g2 белый король · h2 белая пешка · c1 белая ладья | 5 |
| 4 | c8 чёрная ладья · d7 чёрный конь · e7 чёрный король · f7 чёрная пешка · g7 чёрная пешка · h7 чёрная пешка · e6 чёрный конь · a5 чёрная пешка · b5 чёрная ладья · c5 чёрная пешка · a4 белый конь · c4 белая ладья · d4 чёрная пешка · b3 белая пешка · d3 белый конь · g3 белая пешка · a2 белая пешка · e2 белая пешка · f2 белая пешка · g2 белый король · h2 белая пешка · c1 белая ладья | c8 чёрная ладья · d7 чёрный конь · e7 чёрный король · f7 чёрная пешка · g7 чёрная пешка · h7 чёрная пешка · e6 чёрный конь · a5 чёрная пешка · b5 чёрная ладья · c5 чёрная пешка · a4 белый конь · c4 белая ладья · d4 чёрная пешка · b3 белая пешка · d3 белый конь · g3 белая пешка · a2 белая пешка · e2 белая пешка · f2 белая пешка · g2 белый король · h2 белая пешка · c1 белая ладья | c8 чёрная ладья · d7 чёрный конь · e7 чёрный король · f7 чёрная пешка · g7 чёрная пешка · h7 чёрная пешка · e6 чёрный конь · a5 чёрная пешка · b5 чёрная ладья · c5 чёрная пешка · a4 белый конь · c4 белая ладья · d4 чёрная пешка · b3 белая пешка · d3 белый конь · g3 белая пешка · a2 белая пешка · e2 белая пешка · f2 белая пешка · g2 белый король · h2 белая пешка · c1 белая ладья | c8 чёрная ладья · d7 чёрный конь · e7 чёрный король · f7 чёрная пешка · g7 чёрная пешка · h7 чёрная пешка · e6 чёрный конь · a5 чёрная пешка · b5 чёрная ладья · c5 чёрная пешка · a4 белый конь · c4 белая ладья · d4 чёрная пешка · b3 белая пешка · d3 белый конь · g3 белая пешка · a2 белая пешка · e2 белая пешка · f2 белая пешка · g2 белый король · h2 белая пешка · c1 белая ладья | c8 чёрная ладья · d7 чёрный конь · e7 чёрный король · f7 чёрная пешка · g7 чёрная пешка · h7 чёрная пешка · e6 чёрный конь · a5 чёрная пешка · b5 чёрная ладья · c5 чёрная пешка · a4 белый конь · c4 белая ладья · d4 чёрная пешка · b3 белая пешка · d3 белый конь · g3 белая пешка · a2 белая пешка · e2 белая пешка · f2 белая пешка · g2 белый король · h2 белая пешка · c1 белая ладья | c8 чёрная ладья · d7 чёрный конь · e7 чёрный король · f7 чёрная пешка · g7 чёрная пешка · h7 чёрная пешка · e6 чёрный конь · a5 чёрная пешка · b5 чёрная ладья · c5 чёрная пешка · a4 белый конь · c4 белая ладья · d4 чёрная пешка · b3 белая пешка · d3 белый конь · g3 белая пешка · a2 белая пешка · e2 белая пешка · f2 белая пешка · g2 белый король · h2 белая пешка · c1 белая ладья | c8 чёрная ладья · d7 чёрный конь · e7 чёрный король · f7 чёрная пешка · g7 чёрная пешка · h7 чёрная пешка · e6 чёрный конь · a5 чёрная пешка · b5 чёрная ладья · c5 чёрная пешка · a4 белый конь · c4 белая ладья · d4 чёрная пешка · b3 белая пешка · d3 белый конь · g3 белая пешка · a2 белая пешка · e2 белая пешка · f2 белая пешка · g2 белый король · h2 белая пешка · c1 белая ладья | c8 чёрная ладья · d7 чёрный конь · e7 чёрный король · f7 чёрная пешка · g7 чёрная пешка · h7 чёрная пешка · e6 чёрный конь · a5 чёрная пешка · b5 чёрная ладья · c5 чёрная пешка · a4 белый конь · c4 белая ладья · d4 чёрная пешка · b3 белая пешка · d3 белый конь · g3 белая пешка · a2 белая пешка · e2 белая пешка · f2 белая пешка · g2 белый король · h2 белая пешка · c1 белая ладья | 4 |
| 3 | c8 чёрная ладья · d7 чёрный конь · e7 чёрный король · f7 чёрная пешка · g7 чёрная пешка · h7 чёрная пешка · e6 чёрный конь · a5 чёрная пешка · b5 чёрная ладья · c5 чёрная пешка · a4 белый конь · c4 белая ладья · d4 чёрная пешка · b3 белая пешка · d3 белый конь · g3 белая пешка · a2 белая пешка · e2 белая пешка · f2 белая пешка · g2 белый король · h2 белая пешка · c1 белая ладья | c8 чёрная ладья · d7 чёрный конь · e7 чёрный король · f7 чёрная пешка · g7 чёрная пешка · h7 чёрная пешка · e6 чёрный конь · a5 чёрная пешка · b5 чёрная ладья · c5 чёрная пешка · a4 белый конь · c4 белая ладья · d4 чёрная пешка · b3 белая пешка · d3 белый конь · g3 белая пешка · a2 белая пешка · e2 белая пешка · f2 белая пешка · g2 белый король · h2 белая пешка · c1 белая ладья | c8 чёрная ладья · d7 чёрный конь · e7 чёрный король · f7 чёрная пешка · g7 чёрная пешка · h7 чёрная пешка · e6 чёрный конь · a5 чёрная пешка · b5 чёрная ладья · c5 чёрная пешка · a4 белый конь · c4 белая ладья · d4 чёрная пешка · b3 белая пешка · d3 белый конь · g3 белая пешка · a2 белая пешка · e2 белая пешка · f2 белая пешка · g2 белый король · h2 белая пешка · c1 белая ладья | c8 чёрная ладья · d7 чёрный конь · e7 чёрный король · f7 чёрная пешка · g7 чёрная пешка · h7 чёрная пешка · e6 чёрный конь · a5 чёрная пешка · b5 чёрная ладья · c5 чёрная пешка · a4 белый конь · c4 белая ладья · d4 чёрная пешка · b3 белая пешка · d3 белый конь · g3 белая пешка · a2 белая пешка · e2 белая пешка · f2 белая пешка · g2 белый король · h2 белая пешка · c1 белая ладья | c8 чёрная ладья · d7 чёрный конь · e7 чёрный король · f7 чёрная пешка · g7 чёрная пешка · h7 чёрная пешка · e6 чёрный конь · a5 чёрная пешка · b5 чёрная ладья · c5 чёрная пешка · a4 белый конь · c4 белая ладья · d4 чёрная пешка · b3 белая пешка · d3 белый конь · g3 белая пешка · a2 белая пешка · e2 белая пешка · f2 белая пешка · g2 белый король · h2 белая пешка · c1 белая ладья | c8 чёрная ладья · d7 чёрный конь · e7 чёрный король · f7 чёрная пешка · g7 чёрная пешка · h7 чёрная пешка · e6 чёрный конь · a5 чёрная пешка · b5 чёрная ладья · c5 чёрная пешка · a4 белый конь · c4 белая ладья · d4 чёрная пешка · b3 белая пешка · d3 белый конь · g3 белая пешка · a2 белая пешка · e2 белая пешка · f2 белая пешка · g2 белый король · h2 белая пешка · c1 белая ладья | c8 чёрная ладья · d7 чёрный конь · e7 чёрный король · f7 чёрная пешка · g7 чёрная пешка · h7 чёрная пешка · e6 чёрный конь · a5 чёрная пешка · b5 чёрная ладья · c5 чёрная пешка · a4 белый конь · c4 белая ладья · d4 чёрная пешка · b3 белая пешка · d3 белый конь · g3 белая пешка · a2 белая пешка · e2 белая пешка · f2 белая пешка · g2 белый король · h2 белая пешка · c1 белая ладья | c8 чёрная ладья · d7 чёрный конь · e7 чёрный король · f7 чёрная пешка · g7 чёрная пешка · h7 чёрная пешка · e6 чёрный конь · a5 чёрная пешка · b5 чёрная ладья · c5 чёрная пешка · a4 белый конь · c4 белая ладья · d4 чёрная пешка · b3 белая пешка · d3 белый конь · g3 белая пешка · a2 белая пешка · e2 белая пешка · f2 белая пешка · g2 белый король · h2 белая пешка · c1 белая ладья | 3 |
| 2 | c8 чёрная ладья · d7 чёрный конь · e7 чёрный король · f7 чёрная пешка · g7 чёрная пешка · h7 чёрная пешка · e6 чёрный конь · a5 чёрная пешка · b5 чёрная ладья · c5 чёрная пешка · a4 белый конь · c4 белая ладья · d4 чёрная пешка · b3 белая пешка · d3 белый конь · g3 белая пешка · a2 белая пешка · e2 белая пешка · f2 белая пешка · g2 белый король · h2 белая пешка · c1 белая ладья | c8 чёрная ладья · d7 чёрный конь · e7 чёрный король · f7 чёрная пешка · g7 чёрная пешка · h7 чёрная пешка · e6 чёрный конь · a5 чёрная пешка · b5 чёрная ладья · c5 чёрная пешка · a4 белый конь · c4 белая ладья · d4 чёрная пешка · b3 белая пешка · d3 белый конь · g3 белая пешка · a2 белая пешка · e2 белая пешка · f2 белая пешка · g2 белый король · h2 белая пешка · c1 белая ладья | c8 чёрная ладья · d7 чёрный конь · e7 чёрный король · f7 чёрная пешка · g7 чёрная пешка · h7 чёрная пешка · e6 чёрный конь · a5 чёрная пешка · b5 чёрная ладья · c5 чёрная пешка · a4 белый конь · c4 белая ладья · d4 чёрная пешка · b3 белая пешка · d3 белый конь · g3 белая пешка · a2 белая пешка · e2 белая пешка · f2 белая пешка · g2 белый король · h2 белая пешка · c1 белая ладья | c8 чёрная ладья · d7 чёрный конь · e7 чёрный король · f7 чёрная пешка · g7 чёрная пешка · h7 чёрная пешка · e6 чёрный конь · a5 чёрная пешка · b5 чёрная ладья · c5 чёрная пешка · a4 белый конь · c4 белая ладья · d4 чёрная пешка · b3 белая пешка · d3 белый конь · g3 белая пешка · a2 белая пешка · e2 белая пешка · f2 белая пешка · g2 белый король · h2 белая пешка · c1 белая ладья | c8 чёрная ладья · d7 чёрный конь · e7 чёрный король · f7 чёрная пешка · g7 чёрная пешка · h7 чёрная пешка · e6 чёрный конь · a5 чёрная пешка · b5 чёрная ладья · c5 чёрная пешка · a4 белый конь · c4 белая ладья · d4 чёрная пешка · b3 белая пешка · d3 белый конь · g3 белая пешка · a2 белая пешка · e2 белая пешка · f2 белая пешка · g2 белый король · h2 белая пешка · c1 белая ладья | c8 чёрная ладья · d7 чёрный конь · e7 чёрный король · f7 чёрная пешка · g7 чёрная пешка · h7 чёрная пешка · e6 чёрный конь · a5 чёрная пешка · b5 чёрная ладья · c5 чёрная пешка · a4 белый конь · c4 белая ладья · d4 чёрная пешка · b3 белая пешка · d3 белый конь · g3 белая пешка · a2 белая пешка · e2 белая пешка · f2 белая пешка · g2 белый король · h2 белая пешка · c1 белая ладья | c8 чёрная ладья · d7 чёрный конь · e7 чёрный король · f7 чёрная пешка · g7 чёрная пешка · h7 чёрная пешка · e6 чёрный конь · a5 чёрная пешка · b5 чёрная ладья · c5 чёрная пешка · a4 белый конь · c4 белая ладья · d4 чёрная пешка · b3 белая пешка · d3 белый конь · g3 белая пешка · a2 белая пешка · e2 белая пешка · f2 белая пешка · g2 белый король · h2 белая пешка · c1 белая ладья | c8 чёрная ладья · d7 чёрный конь · e7 чёрный король · f7 чёрная пешка · g7 чёрная пешка · h7 чёрная пешка · e6 чёрный конь · a5 чёрная пешка · b5 чёрная ладья · c5 чёрная пешка · a4 белый конь · c4 белая ладья · d4 чёрная пешка · b3 белая пешка · d3 белый конь · g3 белая пешка · a2 белая пешка · e2 белая пешка · f2 белая пешка · g2 белый король · h2 белая пешка · c1 белая ладья | 2 |
| 1 | c8 чёрная ладья · d7 чёрный конь · e7 чёрный король · f7 чёрная пешка · g7 чёрная пешка · h7 чёрная пешка · e6 чёрный конь · a5 чёрная пешка · b5 чёрная ладья · c5 чёрная пешка · a4 белый конь · c4 белая ладья · d4 чёрная пешка · b3 белая пешка · d3 белый конь · g3 белая пешка · a2 белая пешка · e2 белая пешка · f2 белая пешка · g2 белый король · h2 белая пешка · c1 белая ладья | c8 чёрная ладья · d7 чёрный конь · e7 чёрный король · f7 чёрная пешка · g7 чёрная пешка · h7 чёрная пешка · e6 чёрный конь · a5 чёрная пешка · b5 чёрная ладья · c5 чёрная пешка · a4 белый конь · c4 белая ладья · d4 чёрная пешка · b3 белая пешка · d3 белый конь · g3 белая пешка · a2 белая пешка · e2 белая пешка · f2 белая пешка · g2 белый король · h2 белая пешка · c1 белая ладья | c8 чёрная ладья · d7 чёрный конь · e7 чёрный король · f7 чёрная пешка · g7 чёрная пешка · h7 чёрная пешка · e6 чёрный конь · a5 чёрная пешка · b5 чёрная ладья · c5 чёрная пешка · a4 белый конь · c4 белая ладья · d4 чёрная пешка · b3 белая пешка · d3 белый конь · g3 белая пешка · a2 белая пешка · e2 белая пешка · f2 белая пешка · g2 белый король · h2 белая пешка · c1 белая ладья | c8 чёрная ладья · d7 чёрный конь · e7 чёрный король · f7 чёрная пешка · g7 чёрная пешка · h7 чёрная пешка · e6 чёрный конь · a5 чёрная пешка · b5 чёрная ладья · c5 чёрная пешка · a4 белый конь · c4 белая ладья · d4 чёрная пешка · b3 белая пешка · d3 белый конь · g3 белая пешка · a2 белая пешка · e2 белая пешка · f2 белая пешка · g2 белый король · h2 белая пешка · c1 белая ладья | c8 чёрная ладья · d7 чёрный конь · e7 чёрный король · f7 чёрная пешка · g7 чёрная пешка · h7 чёрная пешка · e6 чёрный конь · a5 чёрная пешка · b5 чёрная ладья · c5 чёрная пешка · a4 белый конь · c4 белая ладья · d4 чёрная пешка · b3 белая пешка · d3 белый конь · g3 белая пешка · a2 белая пешка · e2 белая пешка · f2 белая пешка · g2 белый король · h2 белая пешка · c1 белая ладья | c8 чёрная ладья · d7 чёрный конь · e7 чёрный король · f7 чёрная пешка · g7 чёрная пешка · h7 чёрная пешка · e6 чёрный конь · a5 чёрная пешка · b5 чёрная ладья · c5 чёрная пешка · a4 белый конь · c4 белая ладья · d4 чёрная пешка · b3 белая пешка · d3 белый конь · g3 белая пешка · a2 белая пешка · e2 белая пешка · f2 белая пешка · g2 белый король · h2 белая пешка · c1 белая ладья | c8 чёрная ладья · d7 чёрный конь · e7 чёрный король · f7 чёрная пешка · g7 чёрная пешка · h7 чёрная пешка · e6 чёрный конь · a5 чёрная пешка · b5 чёрная ладья · c5 чёрная пешка · a4 белый конь · c4 белая ладья · d4 чёрная пешка · b3 белая пешка · d3 белый конь · g3 белая пешка · a2 белая пешка · e2 белая пешка · f2 белая пешка · g2 белый король · h2 белая пешка · c1 белая ладья | c8 чёрная ладья · d7 чёрный конь · e7 чёрный король · f7 чёрная пешка · g7 чёрная пешка · h7 чёрная пешка · e6 чёрный конь · a5 чёрная пешка · b5 чёрная ладья · c5 чёрная пешка · a4 белый конь · c4 белая ладья · d4 чёрная пешка · b3 белая пешка · d3 белый конь · g3 белая пешка · a2 белая пешка · e2 белая пешка · f2 белая пешка · g2 белый король · h2 белая пешка · c1 белая ладья | 1 |
|   | a | b | c | d | e | f | g | h |   |

### Для стороны, играющей против висячих пешек
Принимая во внимание вышеописанное, борьба против подобной пешечной структуры сводится к вынуждению невыгодного для соперника продвижения одной из висячих пешек. Затем осуществляется или блокада полей перед этими пешками, или фигурное давление на образовавшуюся отсталую пешку, или, что наиболее эффективно, сочетание этих методов позиционной борьбы. Следует заметить, что при продвижении одной из висячих пешек вперед они располагаются на полях одного цвета, что означает, что слон того же цвета у стороны, имеющей висячие пешки, становится плохим. Это важный позиционный фактор, имеющий большое значение. Так, например, конь, установленный перед одной из висячих пешек, при прочих равных будет существенно сильнее такого слона, что обеспечит стороне позиционное преимущество как в миттельшпиле, так и в эндшпиле.
Встречается и подрыв висячих пешек пешками с соседних вертикалей: так, при висячих пешках d4 и c4 у белых белым необходимо следить за подрывами b6-b5 (фланговый подрыв) и e6-e5 (центральный подрыв). Также часто для этой стороны выгоден переход в эндшпиль, где защищать висячие пешки противнику может стать труднее.
Практика показывает, что при фронтальной атаке (с блокадой или без) более уязвимой является слоновая пешка, поскольку у защищающих фигур остается меньше пространства для маневра, чем в случае с ферзевой. Направление атаки может меняться от одной пешки к другой. В партии Романишин — Тройс последовало 19. Лd2 с идеей фигурного давления на пешку d5. 19...a6 20. Kc3 Лab8 21. Лfd1. Фронтальное фигурное давление достигло цели: черные вынуждены продвинуть пешку на d4. Белые блокируют висячие пешки и меняют цель атаки: начинают атаковать отсталую пешку c5. 21...d4 22. Ka4 C:g2 23. Kp:g2 Лb5 24. Лc1 Кd7 25. Кd3. И блокада, и атака. 25...a5 26. Лdc2 Крf8 27. b3 Лс8 28. Лс4 Кре7 (см. диаграмму) 29. e3 de 30. fe Лс7? 31. Кс3 Лbb7 32. Кd5+, выигрывая качество. Белые реализовали материальный перевес.

### Для стороны, играющей с висячими пешками
Сторона, имеющая висячие пешки, прежде всего должна обеспечить их защиту и в общем случае стремиться к живой динамичной игре: атаке в центре или на позицию короля. Открытые или полуоткрытые вертикали сбоку от висячих пешек обеспечивают свободу маневра для дальнобойных фигур. При конкретной игре — связанной не с общими соображениями, а с реальной ситуацией на доске — возможно продвижение их вперед с закреплением новой пешечной структуры или вскрытием игры. Это должно происходить при фигурной поддержке и в том случае, если противоборствующая сторона не успевает выставить блокаду или организовать атаку на образующиеся слабости.
|   | a | b | c | d | e | f | g | h |   |
| - | --- | --- | --- | --- | --- | --- | --- | --- | - |
| 8 | d8 чёрная ладья · e8 чёрная ладья · f8 чёрный конь · g8 чёрный король · a7 чёрная пешка · b7 чёрный слон · f7 чёрная пешка · g7 чёрная пешка · h7 чёрная пешка · b6 чёрная пешка · c6 чёрный ферзь · e6 чёрная пешка · f6 чёрный конь · g5 белый слон · c4 белая пешка · d4 белая пешка · d3 белый слон · f3 белый конь · h3 белая пешка · a2 белая пешка · e2 белый ферзь · f2 белая пешка · g2 белая пешка · d1 белая ладья · e1 белая ладья · g1 белый король | d8 чёрная ладья · e8 чёрная ладья · f8 чёрный конь · g8 чёрный король · a7 чёрная пешка · b7 чёрный слон · f7 чёрная пешка · g7 чёрная пешка · h7 чёрная пешка · b6 чёрная пешка · c6 чёрный ферзь · e6 чёрная пешка · f6 чёрный конь · g5 белый слон · c4 белая пешка · d4 белая пешка · d3 белый слон · f3 белый конь · h3 белая пешка · a2 белая пешка · e2 белый ферзь · f2 белая пешка · g2 белая пешка · d1 белая ладья · e1 белая ладья · g1 белый король | d8 чёрная ладья · e8 чёрная ладья · f8 чёрный конь · g8 чёрный король · a7 чёрная пешка · b7 чёрный слон · f7 чёрная пешка · g7 чёрная пешка · h7 чёрная пешка · b6 чёрная пешка · c6 чёрный ферзь · e6 чёрная пешка · f6 чёрный конь · g5 белый слон · c4 белая пешка · d4 белая пешка · d3 белый слон · f3 белый конь · h3 белая пешка · a2 белая пешка · e2 белый ферзь · f2 белая пешка · g2 белая пешка · d1 белая ладья · e1 белая ладья · g1 белый король | d8 чёрная ладья · e8 чёрная ладья · f8 чёрный конь · g8 чёрный король · a7 чёрная пешка · b7 чёрный слон · f7 чёрная пешка · g7 чёрная пешка · h7 чёрная пешка · b6 чёрная пешка · c6 чёрный ферзь · e6 чёрная пешка · f6 чёрный конь · g5 белый слон · c4 белая пешка · d4 белая пешка · d3 белый слон · f3 белый конь · h3 белая пешка · a2 белая пешка · e2 белый ферзь · f2 белая пешка · g2 белая пешка · d1 белая ладья · e1 белая ладья · g1 белый король | d8 чёрная ладья · e8 чёрная ладья · f8 чёрный конь · g8 чёрный король · a7 чёрная пешка · b7 чёрный слон · f7 чёрная пешка · g7 чёрная пешка · h7 чёрная пешка · b6 чёрная пешка · c6 чёрный ферзь · e6 чёрная пешка · f6 чёрный конь · g5 белый слон · c4 белая пешка · d4 белая пешка · d3 белый слон · f3 белый конь · h3 белая пешка · a2 белая пешка · e2 белый ферзь · f2 белая пешка · g2 белая пешка · d1 белая ладья · e1 белая ладья · g1 белый король | d8 чёрная ладья · e8 чёрная ладья · f8 чёрный конь · g8 чёрный король · a7 чёрная пешка · b7 чёрный слон · f7 чёрная пешка · g7 чёрная пешка · h7 чёрная пешка · b6 чёрная пешка · c6 чёрный ферзь · e6 чёрная пешка · f6 чёрный конь · g5 белый слон · c4 белая пешка · d4 белая пешка · d3 белый слон · f3 белый конь · h3 белая пешка · a2 белая пешка · e2 белый ферзь · f2 белая пешка · g2 белая пешка · d1 белая ладья · e1 белая ладья · g1 белый король | d8 чёрная ладья · e8 чёрная ладья · f8 чёрный конь · g8 чёрный король · a7 чёрная пешка · b7 чёрный слон · f7 чёрная пешка · g7 чёрная пешка · h7 чёрная пешка · b6 чёрная пешка · c6 чёрный ферзь · e6 чёрная пешка · f6 чёрный конь · g5 белый слон · c4 белая пешка · d4 белая пешка · d3 белый слон · f3 белый конь · h3 белая пешка · a2 белая пешка · e2 белый ферзь · f2 белая пешка · g2 белая пешка · d1 белая ладья · e1 белая ладья · g1 белый король | d8 чёрная ладья · e8 чёрная ладья · f8 чёрный конь · g8 чёрный король · a7 чёрная пешка · b7 чёрный слон · f7 чёрная пешка · g7 чёрная пешка · h7 чёрная пешка · b6 чёрная пешка · c6 чёрный ферзь · e6 чёрная пешка · f6 чёрный конь · g5 белый слон · c4 белая пешка · d4 белая пешка · d3 белый слон · f3 белый конь · h3 белая пешка · a2 белая пешка · e2 белый ферзь · f2 белая пешка · g2 белая пешка · d1 белая ладья · e1 белая ладья · g1 белый король | 8 |
| 7 | d8 чёрная ладья · e8 чёрная ладья · f8 чёрный конь · g8 чёрный король · a7 чёрная пешка · b7 чёрный слон · f7 чёрная пешка · g7 чёрная пешка · h7 чёрная пешка · b6 чёрная пешка · c6 чёрный ферзь · e6 чёрная пешка · f6 чёрный конь · g5 белый слон · c4 белая пешка · d4 белая пешка · d3 белый слон · f3 белый конь · h3 белая пешка · a2 белая пешка · e2 белый ферзь · f2 белая пешка · g2 белая пешка · d1 белая ладья · e1 белая ладья · g1 белый король | d8 чёрная ладья · e8 чёрная ладья · f8 чёрный конь · g8 чёрный король · a7 чёрная пешка · b7 чёрный слон · f7 чёрная пешка · g7 чёрная пешка · h7 чёрная пешка · b6 чёрная пешка · c6 чёрный ферзь · e6 чёрная пешка · f6 чёрный конь · g5 белый слон · c4 белая пешка · d4 белая пешка · d3 белый слон · f3 белый конь · h3 белая пешка · a2 белая пешка · e2 белый ферзь · f2 белая пешка · g2 белая пешка · d1 белая ладья · e1 белая ладья · g1 белый король | d8 чёрная ладья · e8 чёрная ладья · f8 чёрный конь · g8 чёрный король · a7 чёрная пешка · b7 чёрный слон · f7 чёрная пешка · g7 чёрная пешка · h7 чёрная пешка · b6 чёрная пешка · c6 чёрный ферзь · e6 чёрная пешка · f6 чёрный конь · g5 белый слон · c4 белая пешка · d4 белая пешка · d3 белый слон · f3 белый конь · h3 белая пешка · a2 белая пешка · e2 белый ферзь · f2 белая пешка · g2 белая пешка · d1 белая ладья · e1 белая ладья · g1 белый король | d8 чёрная ладья · e8 чёрная ладья · f8 чёрный конь · g8 чёрный король · a7 чёрная пешка · b7 чёрный слон · f7 чёрная пешка · g7 чёрная пешка · h7 чёрная пешка · b6 чёрная пешка · c6 чёрный ферзь · e6 чёрная пешка · f6 чёрный конь · g5 белый слон · c4 белая пешка · d4 белая пешка · d3 белый слон · f3 белый конь · h3 белая пешка · a2 белая пешка · e2 белый ферзь · f2 белая пешка · g2 белая пешка · d1 белая ладья · e1 белая ладья · g1 белый король | d8 чёрная ладья · e8 чёрная ладья · f8 чёрный конь · g8 чёрный король · a7 чёрная пешка · b7 чёрный слон · f7 чёрная пешка · g7 чёрная пешка · h7 чёрная пешка · b6 чёрная пешка · c6 чёрный ферзь · e6 чёрная пешка · f6 чёрный конь · g5 белый слон · c4 белая пешка · d4 белая пешка · d3 белый слон · f3 белый конь · h3 белая пешка · a2 белая пешка · e2 белый ферзь · f2 белая пешка · g2 белая пешка · d1 белая ладья · e1 белая ладья · g1 белый король | d8 чёрная ладья · e8 чёрная ладья · f8 чёрный конь · g8 чёрный король · a7 чёрная пешка · b7 чёрный слон · f7 чёрная пешка · g7 чёрная пешка · h7 чёрная пешка · b6 чёрная пешка · c6 чёрный ферзь · e6 чёрная пешка · f6 чёрный конь · g5 белый слон · c4 белая пешка · d4 белая пешка · d3 белый слон · f3 белый конь · h3 белая пешка · a2 белая пешка · e2 белый ферзь · f2 белая пешка · g2 белая пешка · d1 белая ладья · e1 белая ладья · g1 белый король | d8 чёрная ладья · e8 чёрная ладья · f8 чёрный конь · g8 чёрный король · a7 чёрная пешка · b7 чёрный слон · f7 чёрная пешка · g7 чёрная пешка · h7 чёрная пешка · b6 чёрная пешка · c6 чёрный ферзь · e6 чёрная пешка · f6 чёрный конь · g5 белый слон · c4 белая пешка · d4 белая пешка · d3 белый слон · f3 белый конь · h3 белая пешка · a2 белая пешка · e2 белый ферзь · f2 белая пешка · g2 белая пешка · d1 белая ладья · e1 белая ладья · g1 белый король | d8 чёрная ладья · e8 чёрная ладья · f8 чёрный конь · g8 чёрный король · a7 чёрная пешка · b7 чёрный слон · f7 чёрная пешка · g7 чёрная пешка · h7 чёрная пешка · b6 чёрная пешка · c6 чёрный ферзь · e6 чёрная пешка · f6 чёрный конь · g5 белый слон · c4 белая пешка · d4 белая пешка · d3 белый слон · f3 белый конь · h3 белая пешка · a2 белая пешка · e2 белый ферзь · f2 белая пешка · g2 белая пешка · d1 белая ладья · e1 белая ладья · g1 белый король | 7 |
| 6 | d8 чёрная ладья · e8 чёрная ладья · f8 чёрный конь · g8 чёрный король · a7 чёрная пешка · b7 чёрный слон · f7 чёрная пешка · g7 чёрная пешка · h7 чёрная пешка · b6 чёрная пешка · c6 чёрный ферзь · e6 чёрная пешка · f6 чёрный конь · g5 белый слон · c4 белая пешка · d4 белая пешка · d3 белый слон · f3 белый конь · h3 белая пешка · a2 белая пешка · e2 белый ферзь · f2 белая пешка · g2 белая пешка · d1 белая ладья · e1 белая ладья · g1 белый король | d8 чёрная ладья · e8 чёрная ладья · f8 чёрный конь · g8 чёрный король · a7 чёрная пешка · b7 чёрный слон · f7 чёрная пешка · g7 чёрная пешка · h7 чёрная пешка · b6 чёрная пешка · c6 чёрный ферзь · e6 чёрная пешка · f6 чёрный конь · g5 белый слон · c4 белая пешка · d4 белая пешка · d3 белый слон · f3 белый конь · h3 белая пешка · a2 белая пешка · e2 белый ферзь · f2 белая пешка · g2 белая пешка · d1 белая ладья · e1 белая ладья · g1 белый король | d8 чёрная ладья · e8 чёрная ладья · f8 чёрный конь · g8 чёрный король · a7 чёрная пешка · b7 чёрный слон · f7 чёрная пешка · g7 чёрная пешка · h7 чёрная пешка · b6 чёрная пешка · c6 чёрный ферзь · e6 чёрная пешка · f6 чёрный конь · g5 белый слон · c4 белая пешка · d4 белая пешка · d3 белый слон · f3 белый конь · h3 белая пешка · a2 белая пешка · e2 белый ферзь · f2 белая пешка · g2 белая пешка · d1 белая ладья · e1 белая ладья · g1 белый король | d8 чёрная ладья · e8 чёрная ладья · f8 чёрный конь · g8 чёрный король · a7 чёрная пешка · b7 чёрный слон · f7 чёрная пешка · g7 чёрная пешка · h7 чёрная пешка · b6 чёрная пешка · c6 чёрный ферзь · e6 чёрная пешка · f6 чёрный конь · g5 белый слон · c4 белая пешка · d4 белая пешка · d3 белый слон · f3 белый конь · h3 белая пешка · a2 белая пешка · e2 белый ферзь · f2 белая пешка · g2 белая пешка · d1 белая ладья · e1 белая ладья · g1 белый король | d8 чёрная ладья · e8 чёрная ладья · f8 чёрный конь · g8 чёрный король · a7 чёрная пешка · b7 чёрный слон · f7 чёрная пешка · g7 чёрная пешка · h7 чёрная пешка · b6 чёрная пешка · c6 чёрный ферзь · e6 чёрная пешка · f6 чёрный конь · g5 белый слон · c4 белая пешка · d4 белая пешка · d3 белый слон · f3 белый конь · h3 белая пешка · a2 белая пешка · e2 белый ферзь · f2 белая пешка · g2 белая пешка · d1 белая ладья · e1 белая ладья · g1 белый король | d8 чёрная ладья · e8 чёрная ладья · f8 чёрный конь · g8 чёрный король · a7 чёрная пешка · b7 чёрный слон · f7 чёрная пешка · g7 чёрная пешка · h7 чёрная пешка · b6 чёрная пешка · c6 чёрный ферзь · e6 чёрная пешка · f6 чёрный конь · g5 белый слон · c4 белая пешка · d4 белая пешка · d3 белый слон · f3 белый конь · h3 белая пешка · a2 белая пешка · e2 белый ферзь · f2 белая пешка · g2 белая пешка · d1 белая ладья · e1 белая ладья · g1 белый король | d8 чёрная ладья · e8 чёрная ладья · f8 чёрный конь · g8 чёрный король · a7 чёрная пешка · b7 чёрный слон · f7 чёрная пешка · g7 чёрная пешка · h7 чёрная пешка · b6 чёрная пешка · c6 чёрный ферзь · e6 чёрная пешка · f6 чёрный конь · g5 белый слон · c4 белая пешка · d4 белая пешка · d3 белый слон · f3 белый конь · h3 белая пешка · a2 белая пешка · e2 белый ферзь · f2 белая пешка · g2 белая пешка · d1 белая ладья · e1 белая ладья · g1 белый король | d8 чёрная ладья · e8 чёрная ладья · f8 чёрный конь · g8 чёрный король · a7 чёрная пешка · b7 чёрный слон · f7 чёрная пешка · g7 чёрная пешка · h7 чёрная пешка · b6 чёрная пешка · c6 чёрный ферзь · e6 чёрная пешка · f6 чёрный конь · g5 белый слон · c4 белая пешка · d4 белая пешка · d3 белый слон · f3 белый конь · h3 белая пешка · a2 белая пешка · e2 белый ферзь · f2 белая пешка · g2 белая пешка · d1 белая ладья · e1 белая ладья · g1 белый король | 6 |
| 5 | d8 чёрная ладья · e8 чёрная ладья · f8 чёрный конь · g8 чёрный король · a7 чёрная пешка · b7 чёрный слон · f7 чёрная пешка · g7 чёрная пешка · h7 чёрная пешка · b6 чёрная пешка · c6 чёрный ферзь · e6 чёрная пешка · f6 чёрный конь · g5 белый слон · c4 белая пешка · d4 белая пешка · d3 белый слон · f3 белый конь · h3 белая пешка · a2 белая пешка · e2 белый ферзь · f2 белая пешка · g2 белая пешка · d1 белая ладья · e1 белая ладья · g1 белый король | d8 чёрная ладья · e8 чёрная ладья · f8 чёрный конь · g8 чёрный король · a7 чёрная пешка · b7 чёрный слон · f7 чёрная пешка · g7 чёрная пешка · h7 чёрная пешка · b6 чёрная пешка · c6 чёрный ферзь · e6 чёрная пешка · f6 чёрный конь · g5 белый слон · c4 белая пешка · d4 белая пешка · d3 белый слон · f3 белый конь · h3 белая пешка · a2 белая пешка · e2 белый ферзь · f2 белая пешка · g2 белая пешка · d1 белая ладья · e1 белая ладья · g1 белый король | d8 чёрная ладья · e8 чёрная ладья · f8 чёрный конь · g8 чёрный король · a7 чёрная пешка · b7 чёрный слон · f7 чёрная пешка · g7 чёрная пешка · h7 чёрная пешка · b6 чёрная пешка · c6 чёрный ферзь · e6 чёрная пешка · f6 чёрный конь · g5 белый слон · c4 белая пешка · d4 белая пешка · d3 белый слон · f3 белый конь · h3 белая пешка · a2 белая пешка · e2 белый ферзь · f2 белая пешка · g2 белая пешка · d1 белая ладья · e1 белая ладья · g1 белый король | d8 чёрная ладья · e8 чёрная ладья · f8 чёрный конь · g8 чёрный король · a7 чёрная пешка · b7 чёрный слон · f7 чёрная пешка · g7 чёрная пешка · h7 чёрная пешка · b6 чёрная пешка · c6 чёрный ферзь · e6 чёрная пешка · f6 чёрный конь · g5 белый слон · c4 белая пешка · d4 белая пешка · d3 белый слон · f3 белый конь · h3 белая пешка · a2 белая пешка · e2 белый ферзь · f2 белая пешка · g2 белая пешка · d1 белая ладья · e1 белая ладья · g1 белый король | d8 чёрная ладья · e8 чёрная ладья · f8 чёрный конь · g8 чёрный король · a7 чёрная пешка · b7 чёрный слон · f7 чёрная пешка · g7 чёрная пешка · h7 чёрная пешка · b6 чёрная пешка · c6 чёрный ферзь · e6 чёрная пешка · f6 чёрный конь · g5 белый слон · c4 белая пешка · d4 белая пешка · d3 белый слон · f3 белый конь · h3 белая пешка · a2 белая пешка · e2 белый ферзь · f2 белая пешка · g2 белая пешка · d1 белая ладья · e1 белая ладья · g1 белый король | d8 чёрная ладья · e8 чёрная ладья · f8 чёрный конь · g8 чёрный король · a7 чёрная пешка · b7 чёрный слон · f7 чёрная пешка · g7 чёрная пешка · h7 чёрная пешка · b6 чёрная пешка · c6 чёрный ферзь · e6 чёрная пешка · f6 чёрный конь · g5 белый слон · c4 белая пешка · d4 белая пешка · d3 белый слон · f3 белый конь · h3 белая пешка · a2 белая пешка · e2 белый ферзь · f2 белая пешка · g2 белая пешка · d1 белая ладья · e1 белая ладья · g1 белый король | d8 чёрная ладья · e8 чёрная ладья · f8 чёрный конь · g8 чёрный король · a7 чёрная пешка · b7 чёрный слон · f7 чёрная пешка · g7 чёрная пешка · h7 чёрная пешка · b6 чёрная пешка · c6 чёрный ферзь · e6 чёрная пешка · f6 чёрный конь · g5 белый слон · c4 белая пешка · d4 белая пешка · d3 белый слон · f3 белый конь · h3 белая пешка · a2 белая пешка · e2 белый ферзь · f2 белая пешка · g2 белая пешка · d1 белая ладья · e1 белая ладья · g1 белый король | d8 чёрная ладья · e8 чёрная ладья · f8 чёрный конь · g8 чёрный король · a7 чёрная пешка · b7 чёрный слон · f7 чёрная пешка · g7 чёрная пешка · h7 чёрная пешка · b6 чёрная пешка · c6 чёрный ферзь · e6 чёрная пешка · f6 чёрный конь · g5 белый слон · c4 белая пешка · d4 белая пешка · d3 белый слон · f3 белый конь · h3 белая пешка · a2 белая пешка · e2 белый ферзь · f2 белая пешка · g2 белая пешка · d1 белая ладья · e1 белая ладья · g1 белый король | 5 |
| 4 | d8 чёрная ладья · e8 чёрная ладья · f8 чёрный конь · g8 чёрный король · a7 чёрная пешка · b7 чёрный слон · f7 чёрная пешка · g7 чёрная пешка · h7 чёрная пешка · b6 чёрная пешка · c6 чёрный ферзь · e6 чёрная пешка · f6 чёрный конь · g5 белый слон · c4 белая пешка · d4 белая пешка · d3 белый слон · f3 белый конь · h3 белая пешка · a2 белая пешка · e2 белый ферзь · f2 белая пешка · g2 белая пешка · d1 белая ладья · e1 белая ладья · g1 белый король | d8 чёрная ладья · e8 чёрная ладья · f8 чёрный конь · g8 чёрный король · a7 чёрная пешка · b7 чёрный слон · f7 чёрная пешка · g7 чёрная пешка · h7 чёрная пешка · b6 чёрная пешка · c6 чёрный ферзь · e6 чёрная пешка · f6 чёрный конь · g5 белый слон · c4 белая пешка · d4 белая пешка · d3 белый слон · f3 белый конь · h3 белая пешка · a2 белая пешка · e2 белый ферзь · f2 белая пешка · g2 белая пешка · d1 белая ладья · e1 белая ладья · g1 белый король | d8 чёрная ладья · e8 чёрная ладья · f8 чёрный конь · g8 чёрный король · a7 чёрная пешка · b7 чёрный слон · f7 чёрная пешка · g7 чёрная пешка · h7 чёрная пешка · b6 чёрная пешка · c6 чёрный ферзь · e6 чёрная пешка · f6 чёрный конь · g5 белый слон · c4 белая пешка · d4 белая пешка · d3 белый слон · f3 белый конь · h3 белая пешка · a2 белая пешка · e2 белый ферзь · f2 белая пешка · g2 белая пешка · d1 белая ладья · e1 белая ладья · g1 белый король | d8 чёрная ладья · e8 чёрная ладья · f8 чёрный конь · g8 чёрный король · a7 чёрная пешка · b7 чёрный слон · f7 чёрная пешка · g7 чёрная пешка · h7 чёрная пешка · b6 чёрная пешка · c6 чёрный ферзь · e6 чёрная пешка · f6 чёрный конь · g5 белый слон · c4 белая пешка · d4 белая пешка · d3 белый слон · f3 белый конь · h3 белая пешка · a2 белая пешка · e2 белый ферзь · f2 белая пешка · g2 белая пешка · d1 белая ладья · e1 белая ладья · g1 белый король | d8 чёрная ладья · e8 чёрная ладья · f8 чёрный конь · g8 чёрный король · a7 чёрная пешка · b7 чёрный слон · f7 чёрная пешка · g7 чёрная пешка · h7 чёрная пешка · b6 чёрная пешка · c6 чёрный ферзь · e6 чёрная пешка · f6 чёрный конь · g5 белый слон · c4 белая пешка · d4 белая пешка · d3 белый слон · f3 белый конь · h3 белая пешка · a2 белая пешка · e2 белый ферзь · f2 белая пешка · g2 белая пешка · d1 белая ладья · e1 белая ладья · g1 белый король | d8 чёрная ладья · e8 чёрная ладья · f8 чёрный конь · g8 чёрный король · a7 чёрная пешка · b7 чёрный слон · f7 чёрная пешка · g7 чёрная пешка · h7 чёрная пешка · b6 чёрная пешка · c6 чёрный ферзь · e6 чёрная пешка · f6 чёрный конь · g5 белый слон · c4 белая пешка · d4 белая пешка · d3 белый слон · f3 белый конь · h3 белая пешка · a2 белая пешка · e2 белый ферзь · f2 белая пешка · g2 белая пешка · d1 белая ладья · e1 белая ладья · g1 белый король | d8 чёрная ладья · e8 чёрная ладья · f8 чёрный конь · g8 чёрный король · a7 чёрная пешка · b7 чёрный слон · f7 чёрная пешка · g7 чёрная пешка · h7 чёрная пешка · b6 чёрная пешка · c6 чёрный ферзь · e6 чёрная пешка · f6 чёрный конь · g5 белый слон · c4 белая пешка · d4 белая пешка · d3 белый слон · f3 белый конь · h3 белая пешка · a2 белая пешка · e2 белый ферзь · f2 белая пешка · g2 белая пешка · d1 белая ладья · e1 белая ладья · g1 белый король | d8 чёрная ладья · e8 чёрная ладья · f8 чёрный конь · g8 чёрный король · a7 чёрная пешка · b7 чёрный слон · f7 чёрная пешка · g7 чёрная пешка · h7 чёрная пешка · b6 чёрная пешка · c6 чёрный ферзь · e6 чёрная пешка · f6 чёрный конь · g5 белый слон · c4 белая пешка · d4 белая пешка · d3 белый слон · f3 белый конь · h3 белая пешка · a2 белая пешка · e2 белый ферзь · f2 белая пешка · g2 белая пешка · d1 белая ладья · e1 белая ладья · g1 белый король | 4 |
| 3 | d8 чёрная ладья · e8 чёрная ладья · f8 чёрный конь · g8 чёрный король · a7 чёрная пешка · b7 чёрный слон · f7 чёрная пешка · g7 чёрная пешка · h7 чёрная пешка · b6 чёрная пешка · c6 чёрный ферзь · e6 чёрная пешка · f6 чёрный конь · g5 белый слон · c4 белая пешка · d4 белая пешка · d3 белый слон · f3 белый конь · h3 белая пешка · a2 белая пешка · e2 белый ферзь · f2 белая пешка · g2 белая пешка · d1 белая ладья · e1 белая ладья · g1 белый король | d8 чёрная ладья · e8 чёрная ладья · f8 чёрный конь · g8 чёрный король · a7 чёрная пешка · b7 чёрный слон · f7 чёрная пешка · g7 чёрная пешка · h7 чёрная пешка · b6 чёрная пешка · c6 чёрный ферзь · e6 чёрная пешка · f6 чёрный конь · g5 белый слон · c4 белая пешка · d4 белая пешка · d3 белый слон · f3 белый конь · h3 белая пешка · a2 белая пешка · e2 белый ферзь · f2 белая пешка · g2 белая пешка · d1 белая ладья · e1 белая ладья · g1 белый король | d8 чёрная ладья · e8 чёрная ладья · f8 чёрный конь · g8 чёрный король · a7 чёрная пешка · b7 чёрный слон · f7 чёрная пешка · g7 чёрная пешка · h7 чёрная пешка · b6 чёрная пешка · c6 чёрный ферзь · e6 чёрная пешка · f6 чёрный конь · g5 белый слон · c4 белая пешка · d4 белая пешка · d3 белый слон · f3 белый конь · h3 белая пешка · a2 белая пешка · e2 белый ферзь · f2 белая пешка · g2 белая пешка · d1 белая ладья · e1 белая ладья · g1 белый король | d8 чёрная ладья · e8 чёрная ладья · f8 чёрный конь · g8 чёрный король · a7 чёрная пешка · b7 чёрный слон · f7 чёрная пешка · g7 чёрная пешка · h7 чёрная пешка · b6 чёрная пешка · c6 чёрный ферзь · e6 чёрная пешка · f6 чёрный конь · g5 белый слон · c4 белая пешка · d4 белая пешка · d3 белый слон · f3 белый конь · h3 белая пешка · a2 белая пешка · e2 белый ферзь · f2 белая пешка · g2 белая пешка · d1 белая ладья · e1 белая ладья · g1 белый король | d8 чёрная ладья · e8 чёрная ладья · f8 чёрный конь · g8 чёрный король · a7 чёрная пешка · b7 чёрный слон · f7 чёрная пешка · g7 чёрная пешка · h7 чёрная пешка · b6 чёрная пешка · c6 чёрный ферзь · e6 чёрная пешка · f6 чёрный конь · g5 белый слон · c4 белая пешка · d4 белая пешка · d3 белый слон · f3 белый конь · h3 белая пешка · a2 белая пешка · e2 белый ферзь · f2 белая пешка · g2 белая пешка · d1 белая ладья · e1 белая ладья · g1 белый король | d8 чёрная ладья · e8 чёрная ладья · f8 чёрный конь · g8 чёрный король · a7 чёрная пешка · b7 чёрный слон · f7 чёрная пешка · g7 чёрная пешка · h7 чёрная пешка · b6 чёрная пешка · c6 чёрный ферзь · e6 чёрная пешка · f6 чёрный конь · g5 белый слон · c4 белая пешка · d4 белая пешка · d3 белый слон · f3 белый конь · h3 белая пешка · a2 белая пешка · e2 белый ферзь · f2 белая пешка · g2 белая пешка · d1 белая ладья · e1 белая ладья · g1 белый король | d8 чёрная ладья · e8 чёрная ладья · f8 чёрный конь · g8 чёрный король · a7 чёрная пешка · b7 чёрный слон · f7 чёрная пешка · g7 чёрная пешка · h7 чёрная пешка · b6 чёрная пешка · c6 чёрный ферзь · e6 чёрная пешка · f6 чёрный конь · g5 белый слон · c4 белая пешка · d4 белая пешка · d3 белый слон · f3 белый конь · h3 белая пешка · a2 белая пешка · e2 белый ферзь · f2 белая пешка · g2 белая пешка · d1 белая ладья · e1 белая ладья · g1 белый король | d8 чёрная ладья · e8 чёрная ладья · f8 чёрный конь · g8 чёрный король · a7 чёрная пешка · b7 чёрный слон · f7 чёрная пешка · g7 чёрная пешка · h7 чёрная пешка · b6 чёрная пешка · c6 чёрный ферзь · e6 чёрная пешка · f6 чёрный конь · g5 белый слон · c4 белая пешка · d4 белая пешка · d3 белый слон · f3 белый конь · h3 белая пешка · a2 белая пешка · e2 белый ферзь · f2 белая пешка · g2 белая пешка · d1 белая ладья · e1 белая ладья · g1 белый король | 3 |
| 2 | d8 чёрная ладья · e8 чёрная ладья · f8 чёрный конь · g8 чёрный король · a7 чёрная пешка · b7 чёрный слон · f7 чёрная пешка · g7 чёрная пешка · h7 чёрная пешка · b6 чёрная пешка · c6 чёрный ферзь · e6 чёрная пешка · f6 чёрный конь · g5 белый слон · c4 белая пешка · d4 белая пешка · d3 белый слон · f3 белый конь · h3 белая пешка · a2 белая пешка · e2 белый ферзь · f2 белая пешка · g2 белая пешка · d1 белая ладья · e1 белая ладья · g1 белый король | d8 чёрная ладья · e8 чёрная ладья · f8 чёрный конь · g8 чёрный король · a7 чёрная пешка · b7 чёрный слон · f7 чёрная пешка · g7 чёрная пешка · h7 чёрная пешка · b6 чёрная пешка · c6 чёрный ферзь · e6 чёрная пешка · f6 чёрный конь · g5 белый слон · c4 белая пешка · d4 белая пешка · d3 белый слон · f3 белый конь · h3 белая пешка · a2 белая пешка · e2 белый ферзь · f2 белая пешка · g2 белая пешка · d1 белая ладья · e1 белая ладья · g1 белый король | d8 чёрная ладья · e8 чёрная ладья · f8 чёрный конь · g8 чёрный король · a7 чёрная пешка · b7 чёрный слон · f7 чёрная пешка · g7 чёрная пешка · h7 чёрная пешка · b6 чёрная пешка · c6 чёрный ферзь · e6 чёрная пешка · f6 чёрный конь · g5 белый слон · c4 белая пешка · d4 белая пешка · d3 белый слон · f3 белый конь · h3 белая пешка · a2 белая пешка · e2 белый ферзь · f2 белая пешка · g2 белая пешка · d1 белая ладья · e1 белая ладья · g1 белый король | d8 чёрная ладья · e8 чёрная ладья · f8 чёрный конь · g8 чёрный король · a7 чёрная пешка · b7 чёрный слон · f7 чёрная пешка · g7 чёрная пешка · h7 чёрная пешка · b6 чёрная пешка · c6 чёрный ферзь · e6 чёрная пешка · f6 чёрный конь · g5 белый слон · c4 белая пешка · d4 белая пешка · d3 белый слон · f3 белый конь · h3 белая пешка · a2 белая пешка · e2 белый ферзь · f2 белая пешка · g2 белая пешка · d1 белая ладья · e1 белая ладья · g1 белый король | d8 чёрная ладья · e8 чёрная ладья · f8 чёрный конь · g8 чёрный король · a7 чёрная пешка · b7 чёрный слон · f7 чёрная пешка · g7 чёрная пешка · h7 чёрная пешка · b6 чёрная пешка · c6 чёрный ферзь · e6 чёрная пешка · f6 чёрный конь · g5 белый слон · c4 белая пешка · d4 белая пешка · d3 белый слон · f3 белый конь · h3 белая пешка · a2 белая пешка · e2 белый ферзь · f2 белая пешка · g2 белая пешка · d1 белая ладья · e1 белая ладья · g1 белый король | d8 чёрная ладья · e8 чёрная ладья · f8 чёрный конь · g8 чёрный король · a7 чёрная пешка · b7 чёрный слон · f7 чёрная пешка · g7 чёрная пешка · h7 чёрная пешка · b6 чёрная пешка · c6 чёрный ферзь · e6 чёрная пешка · f6 чёрный конь · g5 белый слон · c4 белая пешка · d4 белая пешка · d3 белый слон · f3 белый конь · h3 белая пешка · a2 белая пешка · e2 белый ферзь · f2 белая пешка · g2 белая пешка · d1 белая ладья · e1 белая ладья · g1 белый король | d8 чёрная ладья · e8 чёрная ладья · f8 чёрный конь · g8 чёрный король · a7 чёрная пешка · b7 чёрный слон · f7 чёрная пешка · g7 чёрная пешка · h7 чёрная пешка · b6 чёрная пешка · c6 чёрный ферзь · e6 чёрная пешка · f6 чёрный конь · g5 белый слон · c4 белая пешка · d4 белая пешка · d3 белый слон · f3 белый конь · h3 белая пешка · a2 белая пешка · e2 белый ферзь · f2 белая пешка · g2 белая пешка · d1 белая ладья · e1 белая ладья · g1 белый король | d8 чёрная ладья · e8 чёрная ладья · f8 чёрный конь · g8 чёрный король · a7 чёрная пешка · b7 чёрный слон · f7 чёрная пешка · g7 чёрная пешка · h7 чёрная пешка · b6 чёрная пешка · c6 чёрный ферзь · e6 чёрная пешка · f6 чёрный конь · g5 белый слон · c4 белая пешка · d4 белая пешка · d3 белый слон · f3 белый конь · h3 белая пешка · a2 белая пешка · e2 белый ферзь · f2 белая пешка · g2 белая пешка · d1 белая ладья · e1 белая ладья · g1 белый король | 2 |
| 1 | d8 чёрная ладья · e8 чёрная ладья · f8 чёрный конь · g8 чёрный король · a7 чёрная пешка · b7 чёрный слон · f7 чёрная пешка · g7 чёрная пешка · h7 чёрная пешка · b6 чёрная пешка · c6 чёрный ферзь · e6 чёрная пешка · f6 чёрный конь · g5 белый слон · c4 белая пешка · d4 белая пешка · d3 белый слон · f3 белый конь · h3 белая пешка · a2 белая пешка · e2 белый ферзь · f2 белая пешка · g2 белая пешка · d1 белая ладья · e1 белая ладья · g1 белый король | d8 чёрная ладья · e8 чёрная ладья · f8 чёрный конь · g8 чёрный король · a7 чёрная пешка · b7 чёрный слон · f7 чёрная пешка · g7 чёрная пешка · h7 чёрная пешка · b6 чёрная пешка · c6 чёрный ферзь · e6 чёрная пешка · f6 чёрный конь · g5 белый слон · c4 белая пешка · d4 белая пешка · d3 белый слон · f3 белый конь · h3 белая пешка · a2 белая пешка · e2 белый ферзь · f2 белая пешка · g2 белая пешка · d1 белая ладья · e1 белая ладья · g1 белый король | d8 чёрная ладья · e8 чёрная ладья · f8 чёрный конь · g8 чёрный король · a7 чёрная пешка · b7 чёрный слон · f7 чёрная пешка · g7 чёрная пешка · h7 чёрная пешка · b6 чёрная пешка · c6 чёрный ферзь · e6 чёрная пешка · f6 чёрный конь · g5 белый слон · c4 белая пешка · d4 белая пешка · d3 белый слон · f3 белый конь · h3 белая пешка · a2 белая пешка · e2 белый ферзь · f2 белая пешка · g2 белая пешка · d1 белая ладья · e1 белая ладья · g1 белый король | d8 чёрная ладья · e8 чёрная ладья · f8 чёрный конь · g8 чёрный король · a7 чёрная пешка · b7 чёрный слон · f7 чёрная пешка · g7 чёрная пешка · h7 чёрная пешка · b6 чёрная пешка · c6 чёрный ферзь · e6 чёрная пешка · f6 чёрный конь · g5 белый слон · c4 белая пешка · d4 белая пешка · d3 белый слон · f3 белый конь · h3 белая пешка · a2 белая пешка · e2 белый ферзь · f2 белая пешка · g2 белая пешка · d1 белая ладья · e1 белая ладья · g1 белый король | d8 чёрная ладья · e8 чёрная ладья · f8 чёрный конь · g8 чёрный король · a7 чёрная пешка · b7 чёрный слон · f7 чёрная пешка · g7 чёрная пешка · h7 чёрная пешка · b6 чёрная пешка · c6 чёрный ферзь · e6 чёрная пешка · f6 чёрный конь · g5 белый слон · c4 белая пешка · d4 белая пешка · d3 белый слон · f3 белый конь · h3 белая пешка · a2 белая пешка · e2 белый ферзь · f2 белая пешка · g2 белая пешка · d1 белая ладья · e1 белая ладья · g1 белый король | d8 чёрная ладья · e8 чёрная ладья · f8 чёрный конь · g8 чёрный король · a7 чёрная пешка · b7 чёрный слон · f7 чёрная пешка · g7 чёрная пешка · h7 чёрная пешка · b6 чёрная пешка · c6 чёрный ферзь · e6 чёрная пешка · f6 чёрный конь · g5 белый слон · c4 белая пешка · d4 белая пешка · d3 белый слон · f3 белый конь · h3 белая пешка · a2 белая пешка · e2 белый ферзь · f2 белая пешка · g2 белая пешка · d1 белая ладья · e1 белая ладья · g1 белый король | d8 чёрная ладья · e8 чёрная ладья · f8 чёрный конь · g8 чёрный король · a7 чёрная пешка · b7 чёрный слон · f7 чёрная пешка · g7 чёрная пешка · h7 чёрная пешка · b6 чёрная пешка · c6 чёрный ферзь · e6 чёрная пешка · f6 чёрный конь · g5 белый слон · c4 белая пешка · d4 белая пешка · d3 белый слон · f3 белый конь · h3 белая пешка · a2 белая пешка · e2 белый ферзь · f2 белая пешка · g2 белая пешка · d1 белая ладья · e1 белая ладья · g1 белый король | d8 чёрная ладья · e8 чёрная ладья · f8 чёрный конь · g8 чёрный король · a7 чёрная пешка · b7 чёрный слон · f7 чёрная пешка · g7 чёрная пешка · h7 чёрная пешка · b6 чёрная пешка · c6 чёрный ферзь · e6 чёрная пешка · f6 чёрный конь · g5 белый слон · c4 белая пешка · d4 белая пешка · d3 белый слон · f3 белый конь · h3 белая пешка · a2 белая пешка · e2 белый ферзь · f2 белая пешка · g2 белая пешка · d1 белая ладья · e1 белая ладья · g1 белый король | 1 |
|   | a | b | c | d | e | f | g | h |   |

|   | a | b | c | d | e | f | g | h |   |
| - | --- | --- | --- | --- | --- | --- | --- | --- | - |
| 8 | a8 чёрная ладья · e8 чёрная ладья · f8 чёрный конь · h8 чёрный король · a7 чёрная пешка · b7 чёрный слон · d7 чёрный конь · g7 чёрная пешка · b6 чёрная пешка · c6 чёрный ферзь · e6 чёрная пешка · f6 чёрная пешка · h6 чёрная пешка · h5 белая пешка · c4 белая пешка · d4 белая пешка · d3 белый слон · f3 белый конь · g3 белый ферзь · a2 белая пешка · f2 белая пешка · g2 белая пешка · c1 белый слон · d1 белая ладья · e1 белая ладья · g1 белый король | a8 чёрная ладья · e8 чёрная ладья · f8 чёрный конь · h8 чёрный король · a7 чёрная пешка · b7 чёрный слон · d7 чёрный конь · g7 чёрная пешка · b6 чёрная пешка · c6 чёрный ферзь · e6 чёрная пешка · f6 чёрная пешка · h6 чёрная пешка · h5 белая пешка · c4 белая пешка · d4 белая пешка · d3 белый слон · f3 белый конь · g3 белый ферзь · a2 белая пешка · f2 белая пешка · g2 белая пешка · c1 белый слон · d1 белая ладья · e1 белая ладья · g1 белый король | a8 чёрная ладья · e8 чёрная ладья · f8 чёрный конь · h8 чёрный король · a7 чёрная пешка · b7 чёрный слон · d7 чёрный конь · g7 чёрная пешка · b6 чёрная пешка · c6 чёрный ферзь · e6 чёрная пешка · f6 чёрная пешка · h6 чёрная пешка · h5 белая пешка · c4 белая пешка · d4 белая пешка · d3 белый слон · f3 белый конь · g3 белый ферзь · a2 белая пешка · f2 белая пешка · g2 белая пешка · c1 белый слон · d1 белая ладья · e1 белая ладья · g1 белый король | a8 чёрная ладья · e8 чёрная ладья · f8 чёрный конь · h8 чёрный король · a7 чёрная пешка · b7 чёрный слон · d7 чёрный конь · g7 чёрная пешка · b6 чёрная пешка · c6 чёрный ферзь · e6 чёрная пешка · f6 чёрная пешка · h6 чёрная пешка · h5 белая пешка · c4 белая пешка · d4 белая пешка · d3 белый слон · f3 белый конь · g3 белый ферзь · a2 белая пешка · f2 белая пешка · g2 белая пешка · c1 белый слон · d1 белая ладья · e1 белая ладья · g1 белый король | a8 чёрная ладья · e8 чёрная ладья · f8 чёрный конь · h8 чёрный король · a7 чёрная пешка · b7 чёрный слон · d7 чёрный конь · g7 чёрная пешка · b6 чёрная пешка · c6 чёрный ферзь · e6 чёрная пешка · f6 чёрная пешка · h6 чёрная пешка · h5 белая пешка · c4 белая пешка · d4 белая пешка · d3 белый слон · f3 белый конь · g3 белый ферзь · a2 белая пешка · f2 белая пешка · g2 белая пешка · c1 белый слон · d1 белая ладья · e1 белая ладья · g1 белый король | a8 чёрная ладья · e8 чёрная ладья · f8 чёрный конь · h8 чёрный король · a7 чёрная пешка · b7 чёрный слон · d7 чёрный конь · g7 чёрная пешка · b6 чёрная пешка · c6 чёрный ферзь · e6 чёрная пешка · f6 чёрная пешка · h6 чёрная пешка · h5 белая пешка · c4 белая пешка · d4 белая пешка · d3 белый слон · f3 белый конь · g3 белый ферзь · a2 белая пешка · f2 белая пешка · g2 белая пешка · c1 белый слон · d1 белая ладья · e1 белая ладья · g1 белый король | a8 чёрная ладья · e8 чёрная ладья · f8 чёрный конь · h8 чёрный король · a7 чёрная пешка · b7 чёрный слон · d7 чёрный конь · g7 чёрная пешка · b6 чёрная пешка · c6 чёрный ферзь · e6 чёрная пешка · f6 чёрная пешка · h6 чёрная пешка · h5 белая пешка · c4 белая пешка · d4 белая пешка · d3 белый слон · f3 белый конь · g3 белый ферзь · a2 белая пешка · f2 белая пешка · g2 белая пешка · c1 белый слон · d1 белая ладья · e1 белая ладья · g1 белый король | a8 чёрная ладья · e8 чёрная ладья · f8 чёрный конь · h8 чёрный король · a7 чёрная пешка · b7 чёрный слон · d7 чёрный конь · g7 чёрная пешка · b6 чёрная пешка · c6 чёрный ферзь · e6 чёрная пешка · f6 чёрная пешка · h6 чёрная пешка · h5 белая пешка · c4 белая пешка · d4 белая пешка · d3 белый слон · f3 белый конь · g3 белый ферзь · a2 белая пешка · f2 белая пешка · g2 белая пешка · c1 белый слон · d1 белая ладья · e1 белая ладья · g1 белый король | 8 |
| 7 | a8 чёрная ладья · e8 чёрная ладья · f8 чёрный конь · h8 чёрный король · a7 чёрная пешка · b7 чёрный слон · d7 чёрный конь · g7 чёрная пешка · b6 чёрная пешка · c6 чёрный ферзь · e6 чёрная пешка · f6 чёрная пешка · h6 чёрная пешка · h5 белая пешка · c4 белая пешка · d4 белая пешка · d3 белый слон · f3 белый конь · g3 белый ферзь · a2 белая пешка · f2 белая пешка · g2 белая пешка · c1 белый слон · d1 белая ладья · e1 белая ладья · g1 белый король | a8 чёрная ладья · e8 чёрная ладья · f8 чёрный конь · h8 чёрный король · a7 чёрная пешка · b7 чёрный слон · d7 чёрный конь · g7 чёрная пешка · b6 чёрная пешка · c6 чёрный ферзь · e6 чёрная пешка · f6 чёрная пешка · h6 чёрная пешка · h5 белая пешка · c4 белая пешка · d4 белая пешка · d3 белый слон · f3 белый конь · g3 белый ферзь · a2 белая пешка · f2 белая пешка · g2 белая пешка · c1 белый слон · d1 белая ладья · e1 белая ладья · g1 белый король | a8 чёрная ладья · e8 чёрная ладья · f8 чёрный конь · h8 чёрный король · a7 чёрная пешка · b7 чёрный слон · d7 чёрный конь · g7 чёрная пешка · b6 чёрная пешка · c6 чёрный ферзь · e6 чёрная пешка · f6 чёрная пешка · h6 чёрная пешка · h5 белая пешка · c4 белая пешка · d4 белая пешка · d3 белый слон · f3 белый конь · g3 белый ферзь · a2 белая пешка · f2 белая пешка · g2 белая пешка · c1 белый слон · d1 белая ладья · e1 белая ладья · g1 белый король | a8 чёрная ладья · e8 чёрная ладья · f8 чёрный конь · h8 чёрный король · a7 чёрная пешка · b7 чёрный слон · d7 чёрный конь · g7 чёрная пешка · b6 чёрная пешка · c6 чёрный ферзь · e6 чёрная пешка · f6 чёрная пешка · h6 чёрная пешка · h5 белая пешка · c4 белая пешка · d4 белая пешка · d3 белый слон · f3 белый конь · g3 белый ферзь · a2 белая пешка · f2 белая пешка · g2 белая пешка · c1 белый слон · d1 белая ладья · e1 белая ладья · g1 белый король | a8 чёрная ладья · e8 чёрная ладья · f8 чёрный конь · h8 чёрный король · a7 чёрная пешка · b7 чёрный слон · d7 чёрный конь · g7 чёрная пешка · b6 чёрная пешка · c6 чёрный ферзь · e6 чёрная пешка · f6 чёрная пешка · h6 чёрная пешка · h5 белая пешка · c4 белая пешка · d4 белая пешка · d3 белый слон · f3 белый конь · g3 белый ферзь · a2 белая пешка · f2 белая пешка · g2 белая пешка · c1 белый слон · d1 белая ладья · e1 белая ладья · g1 белый король | a8 чёрная ладья · e8 чёрная ладья · f8 чёрный конь · h8 чёрный король · a7 чёрная пешка · b7 чёрный слон · d7 чёрный конь · g7 чёрная пешка · b6 чёрная пешка · c6 чёрный ферзь · e6 чёрная пешка · f6 чёрная пешка · h6 чёрная пешка · h5 белая пешка · c4 белая пешка · d4 белая пешка · d3 белый слон · f3 белый конь · g3 белый ферзь · a2 белая пешка · f2 белая пешка · g2 белая пешка · c1 белый слон · d1 белая ладья · e1 белая ладья · g1 белый король | a8 чёрная ладья · e8 чёрная ладья · f8 чёрный конь · h8 чёрный король · a7 чёрная пешка · b7 чёрный слон · d7 чёрный конь · g7 чёрная пешка · b6 чёрная пешка · c6 чёрный ферзь · e6 чёрная пешка · f6 чёрная пешка · h6 чёрная пешка · h5 белая пешка · c4 белая пешка · d4 белая пешка · d3 белый слон · f3 белый конь · g3 белый ферзь · a2 белая пешка · f2 белая пешка · g2 белая пешка · c1 белый слон · d1 белая ладья · e1 белая ладья · g1 белый король | a8 чёрная ладья · e8 чёрная ладья · f8 чёрный конь · h8 чёрный король · a7 чёрная пешка · b7 чёрный слон · d7 чёрный конь · g7 чёрная пешка · b6 чёрная пешка · c6 чёрный ферзь · e6 чёрная пешка · f6 чёрная пешка · h6 чёрная пешка · h5 белая пешка · c4 белая пешка · d4 белая пешка · d3 белый слон · f3 белый конь · g3 белый ферзь · a2 белая пешка · f2 белая пешка · g2 белая пешка · c1 белый слон · d1 белая ладья · e1 белая ладья · g1 белый король | 7 |
| 6 | a8 чёрная ладья · e8 чёрная ладья · f8 чёрный конь · h8 чёрный король · a7 чёрная пешка · b7 чёрный слон · d7 чёрный конь · g7 чёрная пешка · b6 чёрная пешка · c6 чёрный ферзь · e6 чёрная пешка · f6 чёрная пешка · h6 чёрная пешка · h5 белая пешка · c4 белая пешка · d4 белая пешка · d3 белый слон · f3 белый конь · g3 белый ферзь · a2 белая пешка · f2 белая пешка · g2 белая пешка · c1 белый слон · d1 белая ладья · e1 белая ладья · g1 белый король | a8 чёрная ладья · e8 чёрная ладья · f8 чёрный конь · h8 чёрный король · a7 чёрная пешка · b7 чёрный слон · d7 чёрный конь · g7 чёрная пешка · b6 чёрная пешка · c6 чёрный ферзь · e6 чёрная пешка · f6 чёрная пешка · h6 чёрная пешка · h5 белая пешка · c4 белая пешка · d4 белая пешка · d3 белый слон · f3 белый конь · g3 белый ферзь · a2 белая пешка · f2 белая пешка · g2 белая пешка · c1 белый слон · d1 белая ладья · e1 белая ладья · g1 белый король | a8 чёрная ладья · e8 чёрная ладья · f8 чёрный конь · h8 чёрный король · a7 чёрная пешка · b7 чёрный слон · d7 чёрный конь · g7 чёрная пешка · b6 чёрная пешка · c6 чёрный ферзь · e6 чёрная пешка · f6 чёрная пешка · h6 чёрная пешка · h5 белая пешка · c4 белая пешка · d4 белая пешка · d3 белый слон · f3 белый конь · g3 белый ферзь · a2 белая пешка · f2 белая пешка · g2 белая пешка · c1 белый слон · d1 белая ладья · e1 белая ладья · g1 белый король | a8 чёрная ладья · e8 чёрная ладья · f8 чёрный конь · h8 чёрный король · a7 чёрная пешка · b7 чёрный слон · d7 чёрный конь · g7 чёрная пешка · b6 чёрная пешка · c6 чёрный ферзь · e6 чёрная пешка · f6 чёрная пешка · h6 чёрная пешка · h5 белая пешка · c4 белая пешка · d4 белая пешка · d3 белый слон · f3 белый конь · g3 белый ферзь · a2 белая пешка · f2 белая пешка · g2 белая пешка · c1 белый слон · d1 белая ладья · e1 белая ладья · g1 белый король | a8 чёрная ладья · e8 чёрная ладья · f8 чёрный конь · h8 чёрный король · a7 чёрная пешка · b7 чёрный слон · d7 чёрный конь · g7 чёрная пешка · b6 чёрная пешка · c6 чёрный ферзь · e6 чёрная пешка · f6 чёрная пешка · h6 чёрная пешка · h5 белая пешка · c4 белая пешка · d4 белая пешка · d3 белый слон · f3 белый конь · g3 белый ферзь · a2 белая пешка · f2 белая пешка · g2 белая пешка · c1 белый слон · d1 белая ладья · e1 белая ладья · g1 белый король | a8 чёрная ладья · e8 чёрная ладья · f8 чёрный конь · h8 чёрный король · a7 чёрная пешка · b7 чёрный слон · d7 чёрный конь · g7 чёрная пешка · b6 чёрная пешка · c6 чёрный ферзь · e6 чёрная пешка · f6 чёрная пешка · h6 чёрная пешка · h5 белая пешка · c4 белая пешка · d4 белая пешка · d3 белый слон · f3 белый конь · g3 белый ферзь · a2 белая пешка · f2 белая пешка · g2 белая пешка · c1 белый слон · d1 белая ладья · e1 белая ладья · g1 белый король | a8 чёрная ладья · e8 чёрная ладья · f8 чёрный конь · h8 чёрный король · a7 чёрная пешка · b7 чёрный слон · d7 чёрный конь · g7 чёрная пешка · b6 чёрная пешка · c6 чёрный ферзь · e6 чёрная пешка · f6 чёрная пешка · h6 чёрная пешка · h5 белая пешка · c4 белая пешка · d4 белая пешка · d3 белый слон · f3 белый конь · g3 белый ферзь · a2 белая пешка · f2 белая пешка · g2 белая пешка · c1 белый слон · d1 белая ладья · e1 белая ладья · g1 белый король | a8 чёрная ладья · e8 чёрная ладья · f8 чёрный конь · h8 чёрный король · a7 чёрная пешка · b7 чёрный слон · d7 чёрный конь · g7 чёрная пешка · b6 чёрная пешка · c6 чёрный ферзь · e6 чёрная пешка · f6 чёрная пешка · h6 чёрная пешка · h5 белая пешка · c4 белая пешка · d4 белая пешка · d3 белый слон · f3 белый конь · g3 белый ферзь · a2 белая пешка · f2 белая пешка · g2 белая пешка · c1 белый слон · d1 белая ладья · e1 белая ладья · g1 белый король | 6 |
| 5 | a8 чёрная ладья · e8 чёрная ладья · f8 чёрный конь · h8 чёрный король · a7 чёрная пешка · b7 чёрный слон · d7 чёрный конь · g7 чёрная пешка · b6 чёрная пешка · c6 чёрный ферзь · e6 чёрная пешка · f6 чёрная пешка · h6 чёрная пешка · h5 белая пешка · c4 белая пешка · d4 белая пешка · d3 белый слон · f3 белый конь · g3 белый ферзь · a2 белая пешка · f2 белая пешка · g2 белая пешка · c1 белый слон · d1 белая ладья · e1 белая ладья · g1 белый король | a8 чёрная ладья · e8 чёрная ладья · f8 чёрный конь · h8 чёрный король · a7 чёрная пешка · b7 чёрный слон · d7 чёрный конь · g7 чёрная пешка · b6 чёрная пешка · c6 чёрный ферзь · e6 чёрная пешка · f6 чёрная пешка · h6 чёрная пешка · h5 белая пешка · c4 белая пешка · d4 белая пешка · d3 белый слон · f3 белый конь · g3 белый ферзь · a2 белая пешка · f2 белая пешка · g2 белая пешка · c1 белый слон · d1 белая ладья · e1 белая ладья · g1 белый король | a8 чёрная ладья · e8 чёрная ладья · f8 чёрный конь · h8 чёрный король · a7 чёрная пешка · b7 чёрный слон · d7 чёрный конь · g7 чёрная пешка · b6 чёрная пешка · c6 чёрный ферзь · e6 чёрная пешка · f6 чёрная пешка · h6 чёрная пешка · h5 белая пешка · c4 белая пешка · d4 белая пешка · d3 белый слон · f3 белый конь · g3 белый ферзь · a2 белая пешка · f2 белая пешка · g2 белая пешка · c1 белый слон · d1 белая ладья · e1 белая ладья · g1 белый король | a8 чёрная ладья · e8 чёрная ладья · f8 чёрный конь · h8 чёрный король · a7 чёрная пешка · b7 чёрный слон · d7 чёрный конь · g7 чёрная пешка · b6 чёрная пешка · c6 чёрный ферзь · e6 чёрная пешка · f6 чёрная пешка · h6 чёрная пешка · h5 белая пешка · c4 белая пешка · d4 белая пешка · d3 белый слон · f3 белый конь · g3 белый ферзь · a2 белая пешка · f2 белая пешка · g2 белая пешка · c1 белый слон · d1 белая ладья · e1 белая ладья · g1 белый король | a8 чёрная ладья · e8 чёрная ладья · f8 чёрный конь · h8 чёрный король · a7 чёрная пешка · b7 чёрный слон · d7 чёрный конь · g7 чёрная пешка · b6 чёрная пешка · c6 чёрный ферзь · e6 чёрная пешка · f6 чёрная пешка · h6 чёрная пешка · h5 белая пешка · c4 белая пешка · d4 белая пешка · d3 белый слон · f3 белый конь · g3 белый ферзь · a2 белая пешка · f2 белая пешка · g2 белая пешка · c1 белый слон · d1 белая ладья · e1 белая ладья · g1 белый король | a8 чёрная ладья · e8 чёрная ладья · f8 чёрный конь · h8 чёрный король · a7 чёрная пешка · b7 чёрный слон · d7 чёрный конь · g7 чёрная пешка · b6 чёрная пешка · c6 чёрный ферзь · e6 чёрная пешка · f6 чёрная пешка · h6 чёрная пешка · h5 белая пешка · c4 белая пешка · d4 белая пешка · d3 белый слон · f3 белый конь · g3 белый ферзь · a2 белая пешка · f2 белая пешка · g2 белая пешка · c1 белый слон · d1 белая ладья · e1 белая ладья · g1 белый король | a8 чёрная ладья · e8 чёрная ладья · f8 чёрный конь · h8 чёрный король · a7 чёрная пешка · b7 чёрный слон · d7 чёрный конь · g7 чёрная пешка · b6 чёрная пешка · c6 чёрный ферзь · e6 чёрная пешка · f6 чёрная пешка · h6 чёрная пешка · h5 белая пешка · c4 белая пешка · d4 белая пешка · d3 белый слон · f3 белый конь · g3 белый ферзь · a2 белая пешка · f2 белая пешка · g2 белая пешка · c1 белый слон · d1 белая ладья · e1 белая ладья · g1 белый король | a8 чёрная ладья · e8 чёрная ладья · f8 чёрный конь · h8 чёрный король · a7 чёрная пешка · b7 чёрный слон · d7 чёрный конь · g7 чёрная пешка · b6 чёрная пешка · c6 чёрный ферзь · e6 чёрная пешка · f6 чёрная пешка · h6 чёрная пешка · h5 белая пешка · c4 белая пешка · d4 белая пешка · d3 белый слон · f3 белый конь · g3 белый ферзь · a2 белая пешка · f2 белая пешка · g2 белая пешка · c1 белый слон · d1 белая ладья · e1 белая ладья · g1 белый король | 5 |
| 4 | a8 чёрная ладья · e8 чёрная ладья · f8 чёрный конь · h8 чёрный король · a7 чёрная пешка · b7 чёрный слон · d7 чёрный конь · g7 чёрная пешка · b6 чёрная пешка · c6 чёрный ферзь · e6 чёрная пешка · f6 чёрная пешка · h6 чёрная пешка · h5 белая пешка · c4 белая пешка · d4 белая пешка · d3 белый слон · f3 белый конь · g3 белый ферзь · a2 белая пешка · f2 белая пешка · g2 белая пешка · c1 белый слон · d1 белая ладья · e1 белая ладья · g1 белый король | a8 чёрная ладья · e8 чёрная ладья · f8 чёрный конь · h8 чёрный король · a7 чёрная пешка · b7 чёрный слон · d7 чёрный конь · g7 чёрная пешка · b6 чёрная пешка · c6 чёрный ферзь · e6 чёрная пешка · f6 чёрная пешка · h6 чёрная пешка · h5 белая пешка · c4 белая пешка · d4 белая пешка · d3 белый слон · f3 белый конь · g3 белый ферзь · a2 белая пешка · f2 белая пешка · g2 белая пешка · c1 белый слон · d1 белая ладья · e1 белая ладья · g1 белый король | a8 чёрная ладья · e8 чёрная ладья · f8 чёрный конь · h8 чёрный король · a7 чёрная пешка · b7 чёрный слон · d7 чёрный конь · g7 чёрная пешка · b6 чёрная пешка · c6 чёрный ферзь · e6 чёрная пешка · f6 чёрная пешка · h6 чёрная пешка · h5 белая пешка · c4 белая пешка · d4 белая пешка · d3 белый слон · f3 белый конь · g3 белый ферзь · a2 белая пешка · f2 белая пешка · g2 белая пешка · c1 белый слон · d1 белая ладья · e1 белая ладья · g1 белый король | a8 чёрная ладья · e8 чёрная ладья · f8 чёрный конь · h8 чёрный король · a7 чёрная пешка · b7 чёрный слон · d7 чёрный конь · g7 чёрная пешка · b6 чёрная пешка · c6 чёрный ферзь · e6 чёрная пешка · f6 чёрная пешка · h6 чёрная пешка · h5 белая пешка · c4 белая пешка · d4 белая пешка · d3 белый слон · f3 белый конь · g3 белый ферзь · a2 белая пешка · f2 белая пешка · g2 белая пешка · c1 белый слон · d1 белая ладья · e1 белая ладья · g1 белый король | a8 чёрная ладья · e8 чёрная ладья · f8 чёрный конь · h8 чёрный король · a7 чёрная пешка · b7 чёрный слон · d7 чёрный конь · g7 чёрная пешка · b6 чёрная пешка · c6 чёрный ферзь · e6 чёрная пешка · f6 чёрная пешка · h6 чёрная пешка · h5 белая пешка · c4 белая пешка · d4 белая пешка · d3 белый слон · f3 белый конь · g3 белый ферзь · a2 белая пешка · f2 белая пешка · g2 белая пешка · c1 белый слон · d1 белая ладья · e1 белая ладья · g1 белый король | a8 чёрная ладья · e8 чёрная ладья · f8 чёрный конь · h8 чёрный король · a7 чёрная пешка · b7 чёрный слон · d7 чёрный конь · g7 чёрная пешка · b6 чёрная пешка · c6 чёрный ферзь · e6 чёрная пешка · f6 чёрная пешка · h6 чёрная пешка · h5 белая пешка · c4 белая пешка · d4 белая пешка · d3 белый слон · f3 белый конь · g3 белый ферзь · a2 белая пешка · f2 белая пешка · g2 белая пешка · c1 белый слон · d1 белая ладья · e1 белая ладья · g1 белый король | a8 чёрная ладья · e8 чёрная ладья · f8 чёрный конь · h8 чёрный король · a7 чёрная пешка · b7 чёрный слон · d7 чёрный конь · g7 чёрная пешка · b6 чёрная пешка · c6 чёрный ферзь · e6 чёрная пешка · f6 чёрная пешка · h6 чёрная пешка · h5 белая пешка · c4 белая пешка · d4 белая пешка · d3 белый слон · f3 белый конь · g3 белый ферзь · a2 белая пешка · f2 белая пешка · g2 белая пешка · c1 белый слон · d1 белая ладья · e1 белая ладья · g1 белый король | a8 чёрная ладья · e8 чёрная ладья · f8 чёрный конь · h8 чёрный король · a7 чёрная пешка · b7 чёрный слон · d7 чёрный конь · g7 чёрная пешка · b6 чёрная пешка · c6 чёрный ферзь · e6 чёрная пешка · f6 чёрная пешка · h6 чёрная пешка · h5 белая пешка · c4 белая пешка · d4 белая пешка · d3 белый слон · f3 белый конь · g3 белый ферзь · a2 белая пешка · f2 белая пешка · g2 белая пешка · c1 белый слон · d1 белая ладья · e1 белая ладья · g1 белый король | 4 |
| 3 | a8 чёрная ладья · e8 чёрная ладья · f8 чёрный конь · h8 чёрный король · a7 чёрная пешка · b7 чёрный слон · d7 чёрный конь · g7 чёрная пешка · b6 чёрная пешка · c6 чёрный ферзь · e6 чёрная пешка · f6 чёрная пешка · h6 чёрная пешка · h5 белая пешка · c4 белая пешка · d4 белая пешка · d3 белый слон · f3 белый конь · g3 белый ферзь · a2 белая пешка · f2 белая пешка · g2 белая пешка · c1 белый слон · d1 белая ладья · e1 белая ладья · g1 белый король | a8 чёрная ладья · e8 чёрная ладья · f8 чёрный конь · h8 чёрный король · a7 чёрная пешка · b7 чёрный слон · d7 чёрный конь · g7 чёрная пешка · b6 чёрная пешка · c6 чёрный ферзь · e6 чёрная пешка · f6 чёрная пешка · h6 чёрная пешка · h5 белая пешка · c4 белая пешка · d4 белая пешка · d3 белый слон · f3 белый конь · g3 белый ферзь · a2 белая пешка · f2 белая пешка · g2 белая пешка · c1 белый слон · d1 белая ладья · e1 белая ладья · g1 белый король | a8 чёрная ладья · e8 чёрная ладья · f8 чёрный конь · h8 чёрный король · a7 чёрная пешка · b7 чёрный слон · d7 чёрный конь · g7 чёрная пешка · b6 чёрная пешка · c6 чёрный ферзь · e6 чёрная пешка · f6 чёрная пешка · h6 чёрная пешка · h5 белая пешка · c4 белая пешка · d4 белая пешка · d3 белый слон · f3 белый конь · g3 белый ферзь · a2 белая пешка · f2 белая пешка · g2 белая пешка · c1 белый слон · d1 белая ладья · e1 белая ладья · g1 белый король | a8 чёрная ладья · e8 чёрная ладья · f8 чёрный конь · h8 чёрный король · a7 чёрная пешка · b7 чёрный слон · d7 чёрный конь · g7 чёрная пешка · b6 чёрная пешка · c6 чёрный ферзь · e6 чёрная пешка · f6 чёрная пешка · h6 чёрная пешка · h5 белая пешка · c4 белая пешка · d4 белая пешка · d3 белый слон · f3 белый конь · g3 белый ферзь · a2 белая пешка · f2 белая пешка · g2 белая пешка · c1 белый слон · d1 белая ладья · e1 белая ладья · g1 белый король | a8 чёрная ладья · e8 чёрная ладья · f8 чёрный конь · h8 чёрный король · a7 чёрная пешка · b7 чёрный слон · d7 чёрный конь · g7 чёрная пешка · b6 чёрная пешка · c6 чёрный ферзь · e6 чёрная пешка · f6 чёрная пешка · h6 чёрная пешка · h5 белая пешка · c4 белая пешка · d4 белая пешка · d3 белый слон · f3 белый конь · g3 белый ферзь · a2 белая пешка · f2 белая пешка · g2 белая пешка · c1 белый слон · d1 белая ладья · e1 белая ладья · g1 белый король | a8 чёрная ладья · e8 чёрная ладья · f8 чёрный конь · h8 чёрный король · a7 чёрная пешка · b7 чёрный слон · d7 чёрный конь · g7 чёрная пешка · b6 чёрная пешка · c6 чёрный ферзь · e6 чёрная пешка · f6 чёрная пешка · h6 чёрная пешка · h5 белая пешка · c4 белая пешка · d4 белая пешка · d3 белый слон · f3 белый конь · g3 белый ферзь · a2 белая пешка · f2 белая пешка · g2 белая пешка · c1 белый слон · d1 белая ладья · e1 белая ладья · g1 белый король | a8 чёрная ладья · e8 чёрная ладья · f8 чёрный конь · h8 чёрный король · a7 чёрная пешка · b7 чёрный слон · d7 чёрный конь · g7 чёрная пешка · b6 чёрная пешка · c6 чёрный ферзь · e6 чёрная пешка · f6 чёрная пешка · h6 чёрная пешка · h5 белая пешка · c4 белая пешка · d4 белая пешка · d3 белый слон · f3 белый конь · g3 белый ферзь · a2 белая пешка · f2 белая пешка · g2 белая пешка · c1 белый слон · d1 белая ладья · e1 белая ладья · g1 белый король | a8 чёрная ладья · e8 чёрная ладья · f8 чёрный конь · h8 чёрный король · a7 чёрная пешка · b7 чёрный слон · d7 чёрный конь · g7 чёрная пешка · b6 чёрная пешка · c6 чёрный ферзь · e6 чёрная пешка · f6 чёрная пешка · h6 чёрная пешка · h5 белая пешка · c4 белая пешка · d4 белая пешка · d3 белый слон · f3 белый конь · g3 белый ферзь · a2 белая пешка · f2 белая пешка · g2 белая пешка · c1 белый слон · d1 белая ладья · e1 белая ладья · g1 белый король | 3 |
| 2 | a8 чёрная ладья · e8 чёрная ладья · f8 чёрный конь · h8 чёрный король · a7 чёрная пешка · b7 чёрный слон · d7 чёрный конь · g7 чёрная пешка · b6 чёрная пешка · c6 чёрный ферзь · e6 чёрная пешка · f6 чёрная пешка · h6 чёрная пешка · h5 белая пешка · c4 белая пешка · d4 белая пешка · d3 белый слон · f3 белый конь · g3 белый ферзь · a2 белая пешка · f2 белая пешка · g2 белая пешка · c1 белый слон · d1 белая ладья · e1 белая ладья · g1 белый король | a8 чёрная ладья · e8 чёрная ладья · f8 чёрный конь · h8 чёрный король · a7 чёрная пешка · b7 чёрный слон · d7 чёрный конь · g7 чёрная пешка · b6 чёрная пешка · c6 чёрный ферзь · e6 чёрная пешка · f6 чёрная пешка · h6 чёрная пешка · h5 белая пешка · c4 белая пешка · d4 белая пешка · d3 белый слон · f3 белый конь · g3 белый ферзь · a2 белая пешка · f2 белая пешка · g2 белая пешка · c1 белый слон · d1 белая ладья · e1 белая ладья · g1 белый король | a8 чёрная ладья · e8 чёрная ладья · f8 чёрный конь · h8 чёрный король · a7 чёрная пешка · b7 чёрный слон · d7 чёрный конь · g7 чёрная пешка · b6 чёрная пешка · c6 чёрный ферзь · e6 чёрная пешка · f6 чёрная пешка · h6 чёрная пешка · h5 белая пешка · c4 белая пешка · d4 белая пешка · d3 белый слон · f3 белый конь · g3 белый ферзь · a2 белая пешка · f2 белая пешка · g2 белая пешка · c1 белый слон · d1 белая ладья · e1 белая ладья · g1 белый король | a8 чёрная ладья · e8 чёрная ладья · f8 чёрный конь · h8 чёрный король · a7 чёрная пешка · b7 чёрный слон · d7 чёрный конь · g7 чёрная пешка · b6 чёрная пешка · c6 чёрный ферзь · e6 чёрная пешка · f6 чёрная пешка · h6 чёрная пешка · h5 белая пешка · c4 белая пешка · d4 белая пешка · d3 белый слон · f3 белый конь · g3 белый ферзь · a2 белая пешка · f2 белая пешка · g2 белая пешка · c1 белый слон · d1 белая ладья · e1 белая ладья · g1 белый король | a8 чёрная ладья · e8 чёрная ладья · f8 чёрный конь · h8 чёрный король · a7 чёрная пешка · b7 чёрный слон · d7 чёрный конь · g7 чёрная пешка · b6 чёрная пешка · c6 чёрный ферзь · e6 чёрная пешка · f6 чёрная пешка · h6 чёрная пешка · h5 белая пешка · c4 белая пешка · d4 белая пешка · d3 белый слон · f3 белый конь · g3 белый ферзь · a2 белая пешка · f2 белая пешка · g2 белая пешка · c1 белый слон · d1 белая ладья · e1 белая ладья · g1 белый король | a8 чёрная ладья · e8 чёрная ладья · f8 чёрный конь · h8 чёрный король · a7 чёрная пешка · b7 чёрный слон · d7 чёрный конь · g7 чёрная пешка · b6 чёрная пешка · c6 чёрный ферзь · e6 чёрная пешка · f6 чёрная пешка · h6 чёрная пешка · h5 белая пешка · c4 белая пешка · d4 белая пешка · d3 белый слон · f3 белый конь · g3 белый ферзь · a2 белая пешка · f2 белая пешка · g2 белая пешка · c1 белый слон · d1 белая ладья · e1 белая ладья · g1 белый король | a8 чёрная ладья · e8 чёрная ладья · f8 чёрный конь · h8 чёрный король · a7 чёрная пешка · b7 чёрный слон · d7 чёрный конь · g7 чёрная пешка · b6 чёрная пешка · c6 чёрный ферзь · e6 чёрная пешка · f6 чёрная пешка · h6 чёрная пешка · h5 белая пешка · c4 белая пешка · d4 белая пешка · d3 белый слон · f3 белый конь · g3 белый ферзь · a2 белая пешка · f2 белая пешка · g2 белая пешка · c1 белый слон · d1 белая ладья · e1 белая ладья · g1 белый король | a8 чёрная ладья · e8 чёрная ладья · f8 чёрный конь · h8 чёрный король · a7 чёрная пешка · b7 чёрный слон · d7 чёрный конь · g7 чёрная пешка · b6 чёрная пешка · c6 чёрный ферзь · e6 чёрная пешка · f6 чёрная пешка · h6 чёрная пешка · h5 белая пешка · c4 белая пешка · d4 белая пешка · d3 белый слон · f3 белый конь · g3 белый ферзь · a2 белая пешка · f2 белая пешка · g2 белая пешка · c1 белый слон · d1 белая ладья · e1 белая ладья · g1 белый король | 2 |
| 1 | a8 чёрная ладья · e8 чёрная ладья · f8 чёрный конь · h8 чёрный король · a7 чёрная пешка · b7 чёрный слон · d7 чёрный конь · g7 чёрная пешка · b6 чёрная пешка · c6 чёрный ферзь · e6 чёрная пешка · f6 чёрная пешка · h6 чёрная пешка · h5 белая пешка · c4 белая пешка · d4 белая пешка · d3 белый слон · f3 белый конь · g3 белый ферзь · a2 белая пешка · f2 белая пешка · g2 белая пешка · c1 белый слон · d1 белая ладья · e1 белая ладья · g1 белый король | a8 чёрная ладья · e8 чёрная ладья · f8 чёрный конь · h8 чёрный король · a7 чёрная пешка · b7 чёрный слон · d7 чёрный конь · g7 чёрная пешка · b6 чёрная пешка · c6 чёрный ферзь · e6 чёрная пешка · f6 чёрная пешка · h6 чёрная пешка · h5 белая пешка · c4 белая пешка · d4 белая пешка · d3 белый слон · f3 белый конь · g3 белый ферзь · a2 белая пешка · f2 белая пешка · g2 белая пешка · c1 белый слон · d1 белая ладья · e1 белая ладья · g1 белый король | a8 чёрная ладья · e8 чёрная ладья · f8 чёрный конь · h8 чёрный король · a7 чёрная пешка · b7 чёрный слон · d7 чёрный конь · g7 чёрная пешка · b6 чёрная пешка · c6 чёрный ферзь · e6 чёрная пешка · f6 чёрная пешка · h6 чёрная пешка · h5 белая пешка · c4 белая пешка · d4 белая пешка · d3 белый слон · f3 белый конь · g3 белый ферзь · a2 белая пешка · f2 белая пешка · g2 белая пешка · c1 белый слон · d1 белая ладья · e1 белая ладья · g1 белый король | a8 чёрная ладья · e8 чёрная ладья · f8 чёрный конь · h8 чёрный король · a7 чёрная пешка · b7 чёрный слон · d7 чёрный конь · g7 чёрная пешка · b6 чёрная пешка · c6 чёрный ферзь · e6 чёрная пешка · f6 чёрная пешка · h6 чёрная пешка · h5 белая пешка · c4 белая пешка · d4 белая пешка · d3 белый слон · f3 белый конь · g3 белый ферзь · a2 белая пешка · f2 белая пешка · g2 белая пешка · c1 белый слон · d1 белая ладья · e1 белая ладья · g1 белый король | a8 чёрная ладья · e8 чёрная ладья · f8 чёрный конь · h8 чёрный король · a7 чёрная пешка · b7 чёрный слон · d7 чёрный конь · g7 чёрная пешка · b6 чёрная пешка · c6 чёрный ферзь · e6 чёрная пешка · f6 чёрная пешка · h6 чёрная пешка · h5 белая пешка · c4 белая пешка · d4 белая пешка · d3 белый слон · f3 белый конь · g3 белый ферзь · a2 белая пешка · f2 белая пешка · g2 белая пешка · c1 белый слон · d1 белая ладья · e1 белая ладья · g1 белый король | a8 чёрная ладья · e8 чёрная ладья · f8 чёрный конь · h8 чёрный король · a7 чёрная пешка · b7 чёрный слон · d7 чёрный конь · g7 чёрная пешка · b6 чёрная пешка · c6 чёрный ферзь · e6 чёрная пешка · f6 чёрная пешка · h6 чёрная пешка · h5 белая пешка · c4 белая пешка · d4 белая пешка · d3 белый слон · f3 белый конь · g3 белый ферзь · a2 белая пешка · f2 белая пешка · g2 белая пешка · c1 белый слон · d1 белая ладья · e1 белая ладья · g1 белый король | a8 чёрная ладья · e8 чёрная ладья · f8 чёрный конь · h8 чёрный король · a7 чёрная пешка · b7 чёрный слон · d7 чёрный конь · g7 чёрная пешка · b6 чёрная пешка · c6 чёрный ферзь · e6 чёрная пешка · f6 чёрная пешка · h6 чёрная пешка · h5 белая пешка · c4 белая пешка · d4 белая пешка · d3 белый слон · f3 белый конь · g3 белый ферзь · a2 белая пешка · f2 белая пешка · g2 белая пешка · c1 белый слон · d1 белая ладья · e1 белая ладья · g1 белый король | a8 чёрная ладья · e8 чёрная ладья · f8 чёрный конь · h8 чёрный король · a7 чёрная пешка · b7 чёрный слон · d7 чёрный конь · g7 чёрная пешка · b6 чёрная пешка · c6 чёрный ферзь · e6 чёрная пешка · f6 чёрная пешка · h6 чёрная пешка · h5 белая пешка · c4 белая пешка · d4 белая пешка · d3 белый слон · f3 белый конь · g3 белый ферзь · a2 белая пешка · f2 белая пешка · g2 белая пешка · c1 белый слон · d1 белая ладья · e1 белая ладья · g1 белый король | 1 |
|   | a | b | c | d | e | f | g | h |   |

В плане добровольного продвижения огромную роль играет прорыв d4-d5 (для черных — d5-d4), зачастую кардинально меняющий пешечную структуру в центре.
Если на доске возникает построение Пильсбери, характеризующееся белой пешкой на f4 (черной — на f5) при висячих пешках на вертикалях «c» и «d», то атака f4-f5 (f5-f4) может оказаться весьма действенной.
В партии Глигорич — Портиш у белых висячие пешки и позиционное преимущество. Черные не могут оказать давление на висячий пешечный центр. Глигорич, пользуясь этими обстоятельствами, начинает атаку на короля, для чего переводит ферзя на королевский фланг и проводит марш крайней пешкой с целью ослабить позицию черного короля: 19. Фе5 К6d7 20. Фg3 Ла8 21. h4 Крh8 22. Сс1! С тем, чтоб перевести слона на b2. 22...а6 23. h5 h6 (см. диаграмму) 24. d5! Тематический удар с целью вскрытия игры. 24...Фа4 (24...ed 25. Kd4 с последующим Kf5) 25. Кd4 Kc5 26. de Kc:e6 27. Cc2 Ф:а2 28. Л:е6 Л:е6 29. К:е6 К:е6 30. Фd3 Кf8 31. Са3 f5 32. Фс3. Черные сдались.